# Liste von Elektroauto-Prototypen

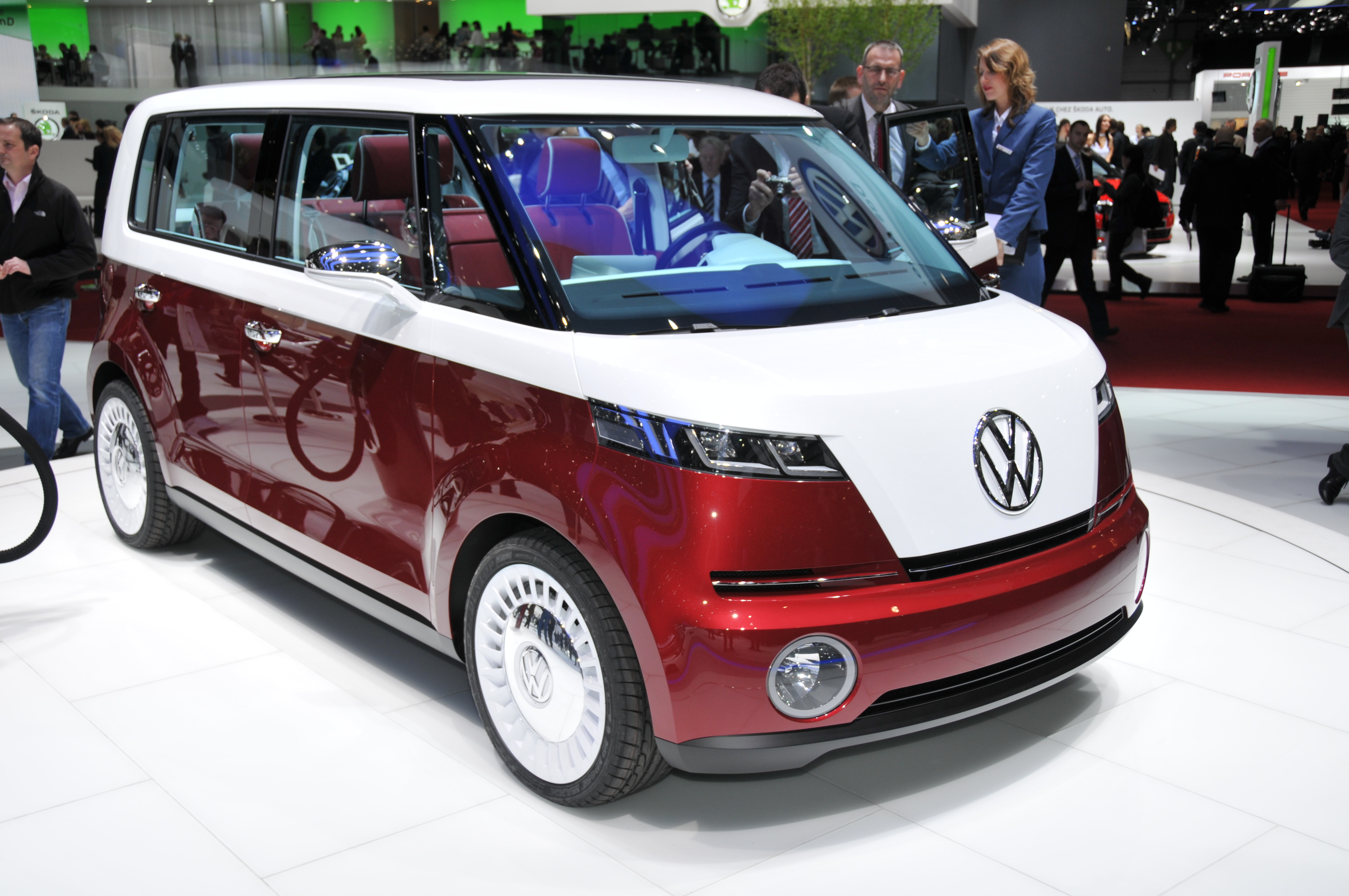
VW Bulli

Die Liste von Elektroauto-Prototypen soll alle batterieelektrisch angetriebenen Elektroauto-Versuchsträger, -Prototypen, -Demonstrationsfahrzeuge, -Rekordfahrzeuge und -Entwicklungsvorhaben auflisten, soweit sie sich auf komplette Autos beziehen. Hierzu gehören auch Vorserienautos, wobei hier die Namen der Modelle, Angaben zum Produktionsanlauf und Stückzahlen der Vorserienproduktion sowie der vorgeplanten endgültigen Serienproduktion interessieren. Elektro-Rennwagen werden mittlerweile in einer separaten Liste von Elektro-Rennwagen geführt.
Hingegen in endgültiger Serie bereits produzierte Elektroautos, die entweder in den Hersteller-Eigenvertrieb oder in den regulären Handel gelangen, sind in der Liste von Elektroautos in Serienproduktion zusammengetragen.
Ferner soll die Liste historischer in Serie produzierter Elektroautos und Prototypen sämtliche Elektroautos aufführen, die historisch sind, das heißt in die Kategorie Oldtimer gehören, also älter als 30 Jahre alt sind, und entweder in Serie produziert oder als Prototypen gebaut worden sind.
In Serie produzierte Nutzfahrzeuge, die mit Elektroantrieb ausgestattet sind, aber auch Versuchsträger, Prototypen, Demonstrationsfahrzeuge, Rekordfahrzeuge und Entwicklungsvorhaben bei Elektro-Nutzfahrzeugen sind in der Liste von Elektro-Nutzfahrzeugen zu finden.
Brennstoffzellenfahrzeugmodelle und Hybridfahrzeugmodelle werden in den untenstehenden Tabellen nicht geführt. Was Hybridfahrzeugmodelle anbelangt, so möge auf die Liste der Hybridautomobile in Serienfertigung bis 2017 Bezug genommen werden. Für Brennstoffzellenfahrzeugmodelle, die als Prototypen oder Konzeptfahrzeuge bereits gebaut wurden, sei auf Brennstoffzellenfahrzeug#Erhältliche Brennstoffzellen-Fahrzeuge und Konzeptfahrzeuge als Bezugspunkt für eine Auflistung verwiesen.
Flusszellenelektroautos, sprich Elektroautos, jeweils mit umgestalteter Redox-Flow-Batterie und Elektroantrieb ausgestattet, werden in einem Sonderabschnitt in dieser Liste geführt. Sie bilden eine Spezialkategorie und werden hier nur behelfsmäßig aufgelistet, bis sie Platz in einem separaten Wikipedia-Artikel erhalten.
Solarmobile, darunter Solarautos, welche für den Straßenverkehr bestimmt sind, bilden eine Sonderkategorie; sie werden nicht hier, sondern in der Liste von Solarfahrzeugen aufgeführt. Straßentaugliche batterieelektrische Autos, an deren Außenflächen Photovoltaik-Systeme angebracht sind, werden den Solarautos zugerechnet, falls die aus den Solarzellen gewonnene elektrische Energie der Traktionsbatterie des batterieelektrischen Antriebs zugeführt wird.
Elektro-Dreiräder werden, sofern sie wie Autos, nicht wie Motorräder gelenkt werden, ausnahmsweise in dieser Liste geführt, obwohl sie per definitionem keine „Autos“ sind.
| Hinweis: Denjenigen Fahrzeugmodellen, die es sowohl in einer batterieelektrischen Variante wie auch in einer Hybridvariante geben kann, wird in dieser Liste ein Kürzel „BEV“ (für „Battery Electric Vehicle“) an die Modellnamensbezeichnung angehängt, um so erkennbar zu machen, dass die batterieelektrische Antriebsvariante gemeint ist. |

## Modelle in Entwicklung oder mit anlaufender Produktion
Folgende Modelle befinden sich gegenwärtig in der Entwicklung, oder deren Produktion ist zurzeit im Anlaufen begriffen:
| Name | Hersteller                                                                               | Produktionsbeginn | Stückzahlen | Stand   |
| --- | ---------------------------------------------------------------------------------------- | --- | --- | ------- |
| Aiways U7ion BEV (SUV) | Jiangxi Aiways Entity und Jiangling Motors Holding                                       | Auf der Chengdu Motor Show des Jahres 2020, die in der Zeit vom 24. Juli bis zum 2. August 2020 stattgefunden hat, ist unter anderem das Concept Car eines großräumigen SUVs gezeigt worden, das offenbar eine Vorstudie auf ein neues Modell des Herstellers, den „Aiways U7ion BEV“, darstellt. | | 2020-08 |
| Alcraft GT (Shooting Brake) | Alcraft Motor Company                                                                    | Die Verantwortlichen für das britische Unternehmen Alcraft Motor Company streben an, den Bau eines Prototyps über Crowdfunding zu finanzieren und über diesen ersten Schritt weitere Investoren zu gewinnen und damit dem Modell einen Weg in die Serienproduktion zu ebnen. Wenn es nach den Machern geht, soll das Modell vor Ende des Jahres 2019 in Serienproduktion gehen, so die Vorplanungen. Der Alcraft GT, ein Modell mit Shooting-Brake-Charakter, soll einen dreimotorigen 600-PS-Allradantrieb bekommen. | | 2017-09 |
| Alfa Romeo Brennero (Crossover in der Kompaktklasse) | Stellantis                                                                               | Verantwortliche der Stellantis-Tochter FCA investieren beträchtliche Summen an Geld in deren Zweigwerk in Tychy/Polen, um batterieelektrisch angetriebene und hybride Modelle der Marken Alfa Romeo, Fiat und Jeep dort zu fertigen. Ab der zweiten Jahreshälfte des Jahres 2022 sollen dort drei neue Modelle des FCA-Firmenzweigs das bisherige Modellangebot ergänzen bzw. auffrischen. Eines dieser drei neuen Modelle ist der „Alfa Romeo Brennero“. Der etwa 4,35 m lange, 1,83 m breite und 1,56 m hohe Crossover soll einen batterieelektrischen Antrieb bekommen. Aufgrund der Fusion von „Groupe PSA“ und „Fiat-Chrysler Automotive“ zu „Stellantis“ ist noch nicht so ganz klar, auf welchem Fahrgestell das Modell aufsetzen wird: auf dem C-Evo-Fahrgestell der früheren „FCA“ oder aber auf dem e-CMP-Fahrgestell der früheren „Groupe PSA“!? Angeblich ist beschlossen worden, den benannten Crossover auf dem bereits fertig entwickelten e-CMP-Fahrgestell von PSA aufsetzen zu lassen und dessen Konstruktion darauf abzustimmen und nicht mehr ein eigenes Fahrgestell innerhalb des FCA-Konzerns dafür zu entwickeln. | Planungen zufolge soll das Modell von der zweiten Hälfte des Jahres 2022 an ab Zweigwerk Tychy/Polen in Serie vom Band rollen. | 2021-01 |
| Alpha Ace (Retro-Coupé) | Alpha Motor Corporation                                                                  | Die Verantwortlichen des kalifornischen Startups „Alpha Motor Corporation“ treten mit einem batterieelektrisch angetriebenen Retro-Coupé gegen die etablierte Konkurrenz an. Das Modell erinnert entfernt an den „Alfa Romeo GT Am“ sowie an den „VW 1600 TL (1971-1976)“, aber auch an andere Designs. Das Modell besitzt eine Länge von 4,18 m, eine Breite von 1,88 m und eine Höhe von 1,45 m; sein Elektroantrieb leistet als Spitzenmotorleistung 136 kW, also 184,9 PS. Die Beschleunigung von Null auf 100 km/h soll in sechs Sekunden absolviert werden. Das Modell besitzt Hinterradantrieb. Die angestrebte Reichweite beträgt 250 Meilen, also etwa 402 Kilometer. Das Interieur macht einen aufgeräumten bis minimalistischen Eindruck. Die Bekanntgabe weiterer Details wird in den kommenden Monaten erwartet. | | 2021-01 |
| Ampere 1 (Dreirad) | Ampere Motor                                                                             | Noch im Jahr 2018 soll das vorliegende Modell, ein Dreirad, in den US-Markt eingeführt werden. Acht Sekunden benötigt es von Null auf 100 km/h. Die Höchstgeschwindigkeit wird mit 120 km/h angegeben. | | 2018-03 |
| Apple ?? (Gemeint ist hiermit ein noch namenloses Modell, das unter der Trivialbezeichnung „Apple Car“ kursiert.)                                                            | Apple                                                                                    | Neuen Informationen zufolge strebt der Hard- und Softwarehersteller Apple bis 2024 den Produktionsstart für einen E-Pkw mit fortgeschrittenen autonomen Fahrfunktionen für den Massenmarkt an. Dies berichtet die Nachrichtenagentur Reuters unter Berufung auf Insider. Bislang hatte der Tech-Gigant entsprechende Pläne weder bestätigt noch dementiert. Insider berichten nun über einen mutmaßlichen Zeitplan für ein Apple-Auto. Mittlerweile sei Apple so weit fortgeschritten, dass ein Serienfahrzeug möglich ist, sagten die Insider der Reuters-Redaktion. Coronabedingt könnte sich der neue Zeitplan allerdings ins Jahr 2025 oder noch darüber hinaus verzögern. Im Zentrum der Strategie von Apple soll ein neues Batteriedesign stehen, das die Kosten für die Batterien „radikal“ senken und die Reichweite erhöhen soll, so Reuters. Konkret plane Apple den Einsatz eines „Monocell“-Designs, bei dem die einzelnen Zellen ohne die Verwendung von Modulen direkt in das Batteriepack integriert werden. Bleibt zu hoffen, dass dieses Design nicht die Entflammbarkeit der Batterie und die Gefahr für deren „thermisches Durchgehen“ erhöht. Bei der Selbstfahr-Technik wird auf Seiten des Herstellers Apple bereits seit geraumer Zeit mit anderen Firmen kooperiert, unter anderem im Bereich der Sensorik. Zu Erwarten ist ferner, dass hochwertige Software in dem sogenannten „Apple Car“ zum Einsatz kommt. Gemäß der Reuters-Recherche bestehe im Prinzip allerdings auch weiterhin die Möglichkeit, dass letzten Endes nur Software für autonomes Fahrens zur Integration in ein von einem anderen Unternehmen hergestelltes Fahrzeug geliefert wird. Zu den berichteten Neuigkeiten von Reuters wollte sich Apple auf Anfrage nicht äußern. Unklar ist derzeit noch, wer Apples Elektroauto produzieren würde. Reuters-Quellen vermuten, dass die Fertigung zusammen mit einem Partner organisiert würde. Folgt man den Ausführungen in einem Artikel der taiwanesischen Zeitung „Economic Daily News“ vom 21. Dezember 2020, so kann dieser Partner von Apple eigentlich nur ein taiwanesischer Auftragsfertiger aus der Autoindustrie sein. Wie aus dem Zeitungsartikel hervorgeht, sind die Produktionsanlagen der taiwanesischen Zulieferer üblicherweise nur für etwa 400.000 Einheiten pro Jahr ausgelegt. Offenbar hat Apple jedoch von diesen verlangt, 1.000.000 Einheiten pro Jahr produzieren zu können. Darum sollen angeblich im Jahr 2021 in Taiwan Auf- und Umrüstprozesse an den Fabriken durchgeführt werden, um die geforderten Stückzahlen erreichen zu können. Einige involvierte Zulieferer sind namentlich in der Zeitung genannt worden: Heda, BizLink-KY, Heqin, Tomita und Futian. Ob Apple gegenüber den taiwanesischen Zulieferern konkrete Zusagen gemacht hat, ist nicht bekannt. Aus dem Gesagten lässt sich im Rückschluss schließen, dass die Konstruktions- und Fertigungszeichnungen für das „Apple Car“ mehr oder weniger weit fortgeschritten sein müssen. Allerdings hat Ende Dezember 2020 Ming-Chi Kuo, ein Apple-Analyst von TFI, die Berichte – und damit gemeint ist insbesondere der Reuters-Bericht – als nicht verlässlich eingeordnet. Kuo würde einen Marktstart des Apple-Autos bei 2028 oder danach verorten, allerfrühenstens jedoch bei 2025. Sogar, falls all das Gesagte zutreffen sollte, so könnte Apple dennoch Probleme bekommen: Traktionsbatterien für 1.000.000 Fahrzeuge pro Jahr zu fertigen, was Apple zumindest ins Visier genommen hat, dürfte eine Rohstoff-logistische und produktionstechnische Mammutaufgabe werden. So kommt es nicht überraschend, dass Apple mit Hyundai, wenn auch nicht offiziell, über Elektroauto-Produktion und Batterien Gespräche führt: Die „Hyundai Motor Group“ ist derjenige Hersteller, der „LG Chemical“, „Samsung SDI“ sowie „SK Innovation“, drei namhaften Batteriezellenlieferanten, vielleicht am nächsten steht. Die Gespräche befänden sich in einem frühen Stadium, so heißt es. Noch sei nichts entschieden. Verschiedene koreanische Medien berichten, dass eine Apple-Car-Produktion von 400.000 Fahrzeugen pro Jahr in einer Partnerschaft mit Hyundai im Raume stünden. Eine Partnerschaft zwischen Apple und Hyundai könnte im März 2021 bekanntgegeben werden. 2022 könnte ein Beta-Prototyp präsentiert werden. 2024 könnte die Produktion starten, eventuell in den USA. Eine Fertigung in einer Kia-Fabrik im US-Bundesstaat Georgia oder an einem anderen Standort wäre möglich. Die Produktion könnte mit 100.000 Fahrzeugen pro Jahr angefahren, später auf 400.000 pro Jahr hochgefahren werden. Eine Disruption in der Autoindustrie wäre damit wahrscheinlich weitestgehend entschärft. Die Frage ist: Werden die Apple-Verantwortlichen sich auf einen solchen Deal einlassen? | | 2021-01 |
| Artega Karo-Isetta (Microcar) | Artega                                                                                   | Die Schweizer Firma Micro Mobility Systems und das deutsche Unternehmen Artega haben Ende 2019 ihren Streit um die Einführung des Mini-Elektroautos „Micro Microlino“ und der darauf basierenden „Artega Karo-Isetta“ außergerichtlich beigelegt. Damit werden beide Modelle unabhängig voneinander in Serienproduktion gehen können. Zur Markteinführung soll von der „Artega Karo-Isetta“ eine limitierte Sonderedition namens „Artega Karo-Isetta Intro“ auf den Weg gebracht werden. Erste Auslieferungen sind bereits für das Frühjahr 2020 vorgeplant. Rein rechtlich gesehen, wird das Modell voraussichtlich zu den Leichtfahrzeugen (EU-Führerscheinklasse L7e) gehören. Technische Details zur „Artega Karo-Isetta Intro“ wird man wohl im Laufe der kommenden Zeit noch erfahren. Fahrzeuge des Modells können bereits vorreserviert werden. Auf der Website von Artega soll zudem der Online-Konfigurator für die zum Marktstart erhältlichen Ausführungen bereits freigeschaltet sein. Die Belieferung der Händler mit Ausstellungs- und Vorführfahrzeugen soll im zweiten Quartal des Jahres 2020 erfolgen; auch erste Kunden sollen dann Fahrzeuge erhalten. Auf Wunsch sei innerhalb Deutschlands eine Lieferung direkt nach Hause möglich. Eine Smartphone-App für eine komfortablere Handhabung des Elektrogefährts sei in der Entstehung begriffen. Artega-Chef Klaus-Dieter Frers sagte, man werde die Fertigung aus Qualitätsgründen nur langsam hochfahren. Einen Produktionsstarttermin nannte er nicht. Zu der „Artega Karo-Isetta“ verbleiben noch einige Restfragen. Wann startet die Hauptserienproduktion der „Artega Karo-Isetta“ überhaupt? Wird die Fertigung der „Karo-Isetta“ teilautomatisiert oder erfolgt die Fertigung komplett in Manufaktur? Wird es Prototypentests geben? Tests des dynamischen Fahrverhaltens, der Robustheit und der Gebrauchstüchtigkeit im Alltag? Wird es für die Kunden bei Reparatur- oder Wartungsbedarf ein Werkstättennetz für diese geben? Oder müssen die Kunden Schrauber und Bastler sein? | | 2020-02 |
| Artega Scalo Superelletra (Sportwagen) | Artega                                                                                   | Dem Artega Scalo sollen zwei E-Motoren auf der Hinterachse eine Gesamtleistung von 300 kW/407,9 PS und ein maximales Drehmoment von 780 Nm verleihen. Als Energiespeicher sollen Lithium-Ionen-Batteriemodule in Kombination mit so genannten SuperCaps (Hochleistungskondensatoren) fungieren. Damit soll der Scalo 400 Kilometer weit kommen. Den Bekundungen von Paragon-Geschäftsführer Klaus Frers zufolge soll ein erster fahrbarer Prototyp des Modells im September 2019 auf der Internationalen Automobilausstellung in Frankfurt der Öffentlichkeit gezeigt werden. | | 2019-06 |
| Audi Q4 e-tron Sportback (SUV-Coupé) | Volkswagen sowie SAIC-Volkswagen                                                         | Vom batterieelektrisch angetriebenen „Audi Q4 e-tron“ soll auch eine Coupé-Variante auf den Markt kommen. Dafür hat es jüngst eine Bestätigung gegeben (Stand: Juli 2020). Gemäß Audi-Nomenklatur wird diese Variante „Audi Q4 e-tron Sportback“ heißen. Planungen zufolge soll das Modell im Jahr 2021 am Markt eintreffen. Die gleiche Motorisierung wie die im Q4 e-tron ist zu erwarten. 225 kW (305,9 PS) Allrad-Antriebsleistung sollen zum Einsatz kommen, 150 kW an den Hinter- und 75 kW an den Vorderrädern. Die Beschleunigung von 0 auf 100 km/h erfolgt in circa 6,3 Sekunden, vielleicht in sogar noch etwas weniger. Die Höchstgeschwindigkeit liegt bei 180 km/h. Zum Antrieb gehörig soll eine Traktionsbatterie mit einer Ladekapazität von 82 kWh (77 kWh netto plus 5 kWh Notlaufreserve) sein. Geladen werden soll das Modell nach den jetzigen Plänen mit einer Ladeleistung von 125 kW. Genug um den Audi Q4 Sportback e-tron in etwas mehr als 30 Minuten auf 80 Prozent aufzuladen. | Planungen zufolge soll das Modell in Anting/VR China sowie in Zwickau/Deutschland sowie in Chattanooga im US-Bundesstaat Tennessee in Serie gefertigt werden. | 2020-09 |
| BE Mobicar (Mikrocar) | Centro para a Excelência e Inovação da Indústria Automóvel und Parque Tecnológico Itaipu | Am 1. November 2016 haben der portugiesische Premier António Costa und der brasilianische President Michel Temer eine Vereinbarung unterzeichnet, wonach PTI (Itaipu Technologiepark, ansässig in Brasilien) und CEiiA (Zentrum für Exzellenz und Innovation für die Automobilindustrie, ansässig in Portugal) ein erschwingliches Elektroauto – gemeint ist das hiesige Modell – produzieren und verkaufen sollen. Die Vermarktung dieses Modells ist für den südamerikanischen Wirtschaftsraum „Mercosur“ vorgeplant; sie soll (zumindest gemäß ursprünglichen Planungen) 2018 beginnen. | | 2017-02 |
| Begler Uzoq | Begler                                                                                   | Nach Planungen soll eine versuchsweise Test-Vorproduktion des Modells beim Hersteller Hisarlar in dessen Werk in Eskişehir im Jahr 2018 beginnen. 2019 soll dann die Vorserienproduktion des serienreifen Modells im Stammwerk des türkischen Herstellers Begler, ebenfalls in Eskişehir, starten. Für das Jahr 2022 ist dann der Beginn der eigentlichen Serienproduktion vorgeplant. | Vorgeplant sind ab Werk in Eskişehir 20.000 Stück per anno in der eigentlichen Serienproduktion. | 2016-08 |
| BMW i5 (siebte oder achte Baureihe) (Limousine der obersten Mittelklasse oder untersten Oberklasse)                                                                          | BMW                                                                                      | Ende Juli des Jahres 2020 ist eine batterieelektrisch angetriebene Variante des 5er BMWs durch den Hersteller angekündigt worden. Voraussichtlich wird sie „BMW i5“ genannt werden. Ungefähr im Sommer 2020 müsste ein Facelift der siebten Baureihe vonstatten gehen – das läuft wohl derzeit gerade – und im vierten Quartal des Jahres 2023 oder im ersten Quartal des Jahres 2024 müsste ein Baureihenwechsel von der siebten zur achten Baureihe hin anstehen. Im Zuge dessen wird das Offerieren einer batterieelektrisch angetriebenen Variante praktisch möglich werden. | | 2020-08 |
| BMW i7 (G70) (Oberklasselimousine) (siebente Baureihe) | BMW                                                                                      | Von dem Modell ist ein Testfahrzeug fast ohne Erlkönigtarnung mit der Aufschrift „Electric Test Vehicle“ auf einem Autotransporter gesichtet und abgelichtet worden. Gerüchte über einen vermeintlichen i7 und über andere Modelle kursieren bereits seit Monaten (Stand: November 2019). Was von allediesen zutreffen würde, war kaum auszumachen. Doch die nun im Internet aufgetauchten Fotos sprechen eine klare Sprache. Vor nicht allzu langer Zeit war zu lesen, dass der Vorstand um den neuen BMW-Chef Oliver Zipse Luxuslimousinen im BMW-Modellprogramm forcieren möchte. Das Auftauchen eines i7 als batterieelektrisch angetriebene 7er-Variante ergänzt da das bestehende Bild vom Konzern. Das Modell könnte Mitte 2022 auf den Markt kommen, wenn voraussichtlich die siebente Baureihe der 7er-Modelle gestartet wird. | | 2020-07 |
| Bricklin 3EV (Dreirad) | Visionary Vehicles                                                                       | Nach Planungen soll das Modell, ein batterieelektrisch angetriebenes Dreirad, 2019 am Markt ankommen. Erste Prototypen sind für Juni 2018 geplant. | | 2018-03 |
| Cadillac ?? (Gemeint ist hiermit ein noch namenloses Modell, das ein batterieelektrisch angetriebenes Pendant zum „Cadillac Escalade“ beinhaltet.) (SUV)                     | General Motors                                                                           | Nach Planungen des Herstellers soll sich ein batterieelektrisch angetriebenes Pendant zum Cadillac Escalade in der Entwicklung befinden. Das batterieelektrisch angetriebene Pendant zum Escalade soll jedoch noch nicht 2021 auf den Markt gebracht werden, sondern erst etwas später kommen. Das behauptet zumindest Cadillac Society, ein der Automobilmarke nahestehender US-amerikanischer Blog, der so bezeichnet wird, unter Berufung auf Insider. Folgt man den Ausführungen von Markenchef Steve Carlisle von Anfang des Jahres 2019, so hatte dieser das erste batterieelektrische Cadillac-Modell für eine Zeit um 2021 angekündigt. Dieses ist nun für 2022 bekräftigt worden. Dabei handelt es sich jedoch nicht um ein Elektro-Pendant des Cadillac Escalade, sondern noch um ein anderes Cadillac-Modell. Gemeint ist ein neuer batterieelektrisch angetriebener Crossover, der auf dem neuen Fahrgestell „BEV3“ von General Motors aufsetzen und ursprünglich im April 2020 vorgestellt werden sollte. Mittlerweile ist klar, dass es sich dabei um den Cadillac Lyriq BEV handelt (Stand: Ende Juni 2020). Das Elektro-Pendant zum Escalade soll erst später drankommen. In der Zeitschrift Detroit News wird unter Berufung auf den Industrieanalysten „LMC Automotive“ Mitte 2023 als Zeitpunkt angegeben. General-Motors-Präsident Mark Reuss hat die Elektrifizierung von Cadillac zur Chefsache und entscheidenden Zukunftsstrategie der Marke erklärt. Das Ziel: Branchenprimus Tesla Konkurrenz machen. „Das ist die letzte Chance, Cadillac neu auszurichten“, so Reuss. Der Hintergrund dieser Äußerung: Ex-Cadillac-Chef Johan de Nysschen hatte es nicht geschafft, die Marke Cadillac in eine bessere Marktposition zu bringen; im April 2018 hat sich dann GM von de Nysschen getrennt. Nun will man versuchen, mit Antriebsstrang-Elektrifizierung, mit einer stärkeren Berücksichtigung von SUVs sowie mit einer Verbesserung der Ausstattung – der Marke Cadillac zu neuem Glanz zu verhelfen, und versuchen, sie in eine bessere Marktlage hineinzuführen. | Planungen zufolge soll die batterieelektrische Variante des Modells in Hamtramck/Michigan gebaut werden. | 2020-07 |
| Cadillac ?? (Gemeint ist hiermit ein noch namenloses Modell, das eine batterieelektrisch angetriebene, zum „Cadillac XT4“ ähnliche Konzeption beinhaltet.) (Crossover-Coupé) | General Motors                                                                           | Angeblich soll General Motors planen, innerhalb der Zeitspanne von Mitte 2020 bis Mitte 2025 eine batterieelektrisch angetriebene, zum „Cadillac XT4“ ähnliche Konzeption eines Crossover-Coupés auf den Markt zu bringen, eine Konzeption, die zuweilen auch mit „Low-roof EV“ umschrieben wird, allerdings bezogen auf einen Crossover. Trotz einer gewissen Nähe zum „XT4“ soll das Modell zukünftig nicht mehr „XT4“ heißen. Die Cadillac-Verantwortlichen wollen von den kryptischen Kürzeln in den Modellbezeichnungen wegkommen. Die zukünftige Bezeichnung ist jedoch noch nicht bekannt (Stand: Januar 2021). | | 2021-01 |
| Cadillac Celestiq BEV (Limousine) | General Motors                                                                           | Mit dem Modell „Celestiq“ soll für die Marke Cadillac eine „super-exklusive“ batterieelektrisch angetriebene Limousine aufgelegt werden. Ungefähr um das Jahr 2023 herum wollen die Verantwortlichen bei General Motors insgesamt 20 Elektro-Modelle für dessen unterschiedliche Marken verwirklicht haben. | | 2020-07 |
| Cadillac Optiq BEV (Crossover) | General Motors                                                                           | Von dem Modell ist bislang kaum etwas bekannt, außer dass es als batterieelektrisch angetriebener Crossover vorgeplant ist und dass es bis Mitte 2025 auf den Markt kommen soll. | | 2021-01 |
| Cadillac Symboliq BEV (Crossover) | General Motors                                                                           | Von dem Modell ist bislang kaum etwas bekannt, außer dass es als batterieelektrisch angetriebener Crossover vorgeplant ist und dass es bis Mitte 2025 auf den Markt kommen soll. | | 2021-01 |
| CF Elextra ?? (Sportwagen) | Classic Factory                                                                          | Die Verantwortlichen von Classic Factory, einem Startup-Unternehmen aus der Schweiz, haben sich viel vorgenommen: sie wollen einen Elektro-Supersportwagen bauen, der in 2,3 Sekunden von Null auf 100 km/h beschleunigt. Ein zweimotoriges E-Antriebssystem mit 680 PS Systemleistung soll der „Flunder“ den nötigen Schub geben. Verantwortlich zeichnen dafür der dänische Unternehmer Poul Sohl und der Schweizer Designer Robert Palm. Ein Prototyp wird wohl im Stuttgarter Umland gebaut oder soll dort gebaut werden. Für einige Komponenten ist KFK als Material vorgesehen. Klassische italienische Supersportwagen sollen für ein formschönes Design Pate stehen. Ein Prototyp zu diesem Modell soll im Jahr 2020 fertiggestellt sein; nach Planungen sollen 150 Exemplare von dem Modell gebaut werden. | | 2018-02 |
| Chrysler Portal BEV (Kompakt-Großraumlimousine) | Stellantis                                                                               | Eine Studie des Herstellers Fiat-Chrysler Automobiles, welche einen ersten Vorgeschmack auf das Serienmodell gibt, ist 2017 auf der CES in Las Vegas der Öffentlichkeit präsentiert worden. Im April 2017 bekundetete der seinerzeitige FCA-Geschäftsführer Sergio Marcchionne gegenüber Wall-Street-Analysten, man sehe sich in der Lage, binnen zweier Jahre den Chrysler Portal in die Serienproduktion hineinzuführen. Im Fokus hat man bei dem Chrysler-Portal-Projekt bei FCA das Autonome Fahren, das der Hersteller in Kooperation mit dem Google-Spinoff Waymo in diesem Modell implementieren möchte. Mit Blick auf das Autonome Fahren betonte Marcchionne die Notwendigkeit, zu experimentieren, gleichzeitig sich jedoch nicht auf einen einzigen Kooperationspartner fixieren zu wollen. Involviert in das Unterfangen, im Jahr 2020 die Limousine „Chrysler 300“ durch die Großraumlimousine „Chrysler Portal“ zu ersetzen, hat nun das Management des Herstellers Fiat-Chrysler Automobiles (im September 2018) grünes Licht für die Modellreihenablösung gegeben. Im Zuge dessen soll der batterieelektrisch angetriebene „Chrysler Portal“ realisiert werden. | | 2018-09 |
| Citroën ë-Berlingo BEV (Baureihe III) (Hochdachkombi) | Stellantis                                                                               | Aller Voraussicht nach wird dieses Modell außer den bereits erhältlichen Verbrennerantriebsvarianten 2021 noch eine batterieelektrische Variante hinzubekommen. | | 2021-01 |
| Citroën ë-C4 BEV (neue Baureihe) (Crossover) | Stellantis                                                                               | Planungen zufolge soll auch der Citroën C4 eine batterieelektrische Variante hinzubekommen: etwa 2020 ist das Eintreffen des Modells am Markt zu erwarten. Die batterieelektrische Antriebsvariante ist von einem Sprecher des PSA-Konzerns gegenüber Mitarbeitern des amerikanischen Blogs „CarScoops“ bestätigt worden (Stand: August 2019). Diese Nachricht hat von Citroën-Markenchefin Linda Jackson eine abermalige Bestätigung erfahren (Stand: November 2019). Zu dem Modell sollen in jedem Fall für den Kunden mehrere unterschiedliche Antriebsvarianten zur Auswahl stehen. Wie sein Schwestermodell Peugeot e-2008 BEV besitzt das Modell ein e-CMP-Fahrgestell, eine 50 kWh-Traktionsbatterie, eine elektrische Maschine mit 100 kW / 136 PS Antriebsleistung usw. Die Reichweite soll auch hier 330 Kilometer nach WLTP-Standard betragen. | | 2020-08 |
| Cupra Tavascan (Crossover) | Volkswagen                                                                               | Im Vorfeld der Internationalen Automobil-Ausstellung (IAA) des Jahres 2019 in Frankfurt ist das neue Concept Car „Cupra Tavascan Concept“ vorgestellt worden. Das neue Konzept für ein batterieelektrisch angetriebenes viertüriges Crossover-SUV der Marke Cupra wirkt, von der Realisierung einiger Design- und Konstruktionselemente abgesehen, so, als sei der Weg in die Serienproduktion kein allzu weiter mehr. Das Interieur drückt einen überlegten Minimalismus aus, der sich dazu anschicken könnte, es mit dem Interieur des „Tesla Model Y“ aufzunehmen. Bei der Gestaltung der Insassenkabine handelt es sich nicht um einen Minimalismus des totalen Verzichts, sondern eher um eine Ausarbeitung um die Frage: Welche Funktionen werden im Interieur eines Elektroautos wirklich benötigt, um ein angemessenes Maß an Komfort bieten zu können (bei einem vorgegebenen endlichen Budget)? Und wie können diese Funktionen möglichst geschickt gebündelt werden? Im Ergebnis würde ein solches Modell dann auch zu einem sehr attraktiven Marktpreis zu bekommen sein, falls es denn auf den Markt kommt. Karosserie und Insassenkabine des „Cupra Tavascan Concept“ setzen auf dem MEB-Fahrgestell des Volkswagenkonzerns auf. Der batterieelektrische Allradantrieb kommt mit 225 kW Motorleistung (einer 150-kW-Synchronmaschine an der Hinter- sowie einer 75-kW-Asynchronmaschine an der Vorderachse) sowie einer Traktionsbatterie mit einer Ladekapazität von 82 kWh (= 77 kWh netto plus 5 kWh Notlauf-Reserve) daher. Anders als bei Tesla haben die SEAT-Designer außer dem zentralen querformatigen Touchscreen, auf dem ein Großteil der Steuerfunktionen und Anzeigen realisiert werden, dem Cupra Tavascan noch eine Instrumententafel spendiert, eine Komponente, auf die kaum ein Autofahrer freiwillig gerne verzichtet. Ob und wann dieses Modell in Serienproduktion gehen könnte und welche Änderungen am Konzept bei der Hineinführung in die Serie noch vollzogen werden, wird voraussichtlich zu gegebener Zeit noch zu erfahren sein. Da das Konzeptauto „Cupra Tavascan Concept“ eine reine Studie war, ist man derzeit bei SEAT offenbar damit befasst, einen Modellentwurf für eine Vorserienproduktion zu erarbeiten, der dann, wenn er fertiggestellt ist, von der Konzernführung bewertet werden wird. Falls der Modellentwurf für die Vorserienproduktion von der Leitung gebilligt werden sollte, würde es zu einer Tavascan-Serienproduktion kommen. Der Startschuss dazu ist noch nicht gefallen (Stand: Ende Januar 2020). So zumindest ist es einem Interview der Neuen Zürcher Zeitung mit SEAT-Entwicklungschef Axel Andorff direkt oder indirekt zu entnehmen (sofern die Wortinterpretation korrekt ist). | | 2020-02 |
| Cupra El-Born | Volkswagen                                                                               | Der „Cupra El-Born“ ist das Schwestermodell zum VW ID.3 und soll wie dieser in Zwickau in Sachsen, möglicherweise jedoch mit einer geringfügigen zeitlichen Verzögerung gegenüber dem Produktionsstart des ID.3, in Serie gebaut werden. Die Markteinführung des „Cupra El-Born“ ist für 2020 bzw. 2021 anvisiert. Dies ist aus den einem Interview entnehmbaren Worten von SEAT-Marketingchef Pedro Fondevilla herauszulesen. Der Name „el-Born“ rührt von einem Szeneviertel in Barcelona her. Das Modell ist im März 2019 auf dem Genfer Automobilsalon sowie im Mai 2019 auf der Barcelona Motor Show der Öffentlichkeit, seinerzeit noch als „SEAT el-Born Concept“, präsentiert worden. Mittlerweile ist jedoch klar, dass das Modell der Performancemarke „Cupra“ angehören soll. Prototypentests sind bereits im Gange. Mit einer Wagenlänge von ungefähr 4,26 Metern fällt das Modell in die mittlere Kompaktklasse. Karosserie und Insassenkabine setzen auf dem MEB-Fahrgestell des Volkswagenkonzerns auf. „MEB“ steht dabei für „Modularer E-Antriebs-Baukasten“. Ein oder mehrere Elektromotoren mit Motorleistungen ungefähr zwischen 110 kW (149,6 PS) (Heckantrieb) und 225 kW (306 PS) (Allradantrieb) in Verbindung mit einer Lithium-Ionen-Traktionsbatterie mit Ladekapazitäten von 48 kWh oder 62 kWh oder 82 kWh für 330 km bzw. 420 km bzw. 550 km WLTP-Reichweite bilden die Hauptkomponenten des Antriebs. Die Standardversion könnte mit einem 150-kW-Heckantrieb sowie einer Traktionsbatterie mit einer Ladekapazität von 62 kWh (58 kWh netto plus 4 kWh Notlaufreserve) daherkommen. Eine Reichweite von etwa 420 Kilometern gemäß WLTP-Testfahrzyklus wird damit ungefähr erreicht. Eine solche Motorvariante besitzt eine Beschleunigung von 7,5 Sekunden von 0 auf 100 km/h. Die Geschwindigkeit dürfte, wie beim VW ID.3, bei 160 km/h elektronisch abgeregelt sein. Das Interieur wirkt nüchtern und aufgeräumt; das Infotainmentsystem soll einen 12-Zoll-Touchscreen erhalten. | Planungen zufolge wird dieses Modell voraussichtlich in Zwickau in Serie gebaut werden. | 2020-12 |
| Dendrobium D-1 (Sportwagen) | Dendrobium Automotive und Vanda Electric                                                 | Auf dem 2017er Genfer Automobilsalon ist das Modell der Öffentlichkeit präsentiert worden. Es besitzt eine maximale Motorleistung von 1825 PS, ein Spitzen-Drehmoment von 2000 Newtonmetern und beschleunigt von 0 auf 100 km/h in circa 2,8 Sekunden. Die Höchstgeschwindigkeit beträgt 322 km/h. Durch das kantige Design erhält das Modell eine ganz eigene Authentizität. In Großbritannien ist für die Weiterentwicklung und Produktion des Hypercars eigens die Firma „Dendrobium Automotive“ gegründet worden. Ursprünglich kam die in Singapur beheimatete Firma „Vanda Electrics“ bereits Mitte der 1990er Jahre auf die Designidee; umgesetzt wurde sie aber erst 2016 zusammen mit „Williams Advanced Engineering“. Zitat aus: „Besonders auffällig sind die Türen des Edel-Stromers, die sich nach oben und gleichzeitig nach außen öffnen. Inspiration für dieses sogenannte Bio-Aerial Locomotion Design holten sich die Ingenieure bei der Dendrobium-Orchidee, die ursprünglich aus Singapur stammt.“ Zur Erreichung der gewünschten Fahrdynamik ist an dem Modell konsequenter Leichtbau betrieben worden. Um eine Kleinstserienproduktion in England – nach Möglichkeit noch im Jahr 2019 – in Gang setzen zu können, beabsichtigen die Verantwortlichen von Dendrobium Automotive noch weitere Investoren für das Projekt zu gewinnen. Die ungeklärten Modalitäten in den zukünftigen Handelsbeziehungen zwischen Großbritannien und dem europäischen Festland infolge des Brexits würden britische, aber auch überseeische Investoren derzeit zur Zurückhaltung veranlassen, so sinngemäß der leitende Geschäftsführer von Dendrobium Nigel Gordon-Stewart. | | 2018-11 |
| DOK-ING YD | DOK-ING                                                                                  | Eine winzige Vorserie des Modells XD, eines Vorläufers, der zeitweilig auch „Loox“ genannt wurde, ist 2013 produziert worden. Das eigentliche Modell, der DOK-ING YD, soll größer ausfallen als der vorangegangene zweisitzige Kleinwagen XD: ein Viersitzer ist vorgeplant und soll zur Serienproduktionsreife hin entwickelt werden. Zentrale Figur des kroatischen Herstellers DOK-ING ist der Tüftler Vjekoslav Majetić. Majetić ist mittlerweile dabei, eine ganze Modellpalette zu formen, wo neben dem viersitzigen YD auch ein Jeep, ein multifunktionaler Kleinlastwagen und ein Motorrad stehen sollen, allesamt batterieelektrisch angetrieben. Die Verhandlungen mit Investoren über Majetićs Vorhaben sind jedoch noch nicht abgeschlossen. | | 2017-06 |
| Drako GTE BEV (Sportwagen) | Drako Motors                                                                             | Das vorliegende Modell ist auf dem Pebble Beach Concours D’Elegance 2019 der Öffentlichkeit präsentiert worden. Die 900 kW starke batterieelektrische Antriebseinheit bezieht ihren Vortrieb aus vier Elektromotoren, deren Drehmomente über Torque Vectoring auf die Räder verteilt werden. Das Spitzendrehmoment des Antriebssystems liegt bei 8800 Newtonmetern. Die Höchstgeschwindigkeit beträgt 331 km/h. Die Traktionsbatterie besitzt eine Ladekapazität von 90 kWh. DC-Schnellladen erfolgt mit maximal 150 kW Ladeleistung. Im Hinblick auf die Manufaktur-Kleinstserienproduktion des Modells, die 2020 beginnen soll, ist eine Fertigung von 25 Exemplaren vorgeplant. | | 2019-09 |
| Dubuc Tomahawk BEV (Sportwagen) | Dubuc Motors                                                                             | Der erste Prototyp des Modells ist bereits 2014 in Quebec enthüllt worden. Er konnte unter überwiegender Belieferung aus lokalen Zuliefererquellen gefertigt werden. Doch kanadische Investoren zeigten sich desinteressiert an dem Projektvorhaben. So haben die Verantwortlichen von Dubuc Motors einen zweiten Firmensitz in Menlo Park in Kalifornien eingerichtet, um an US-amerikanischen Anteilspapier-Crowdfunding-Programmen teilnehmen zu können, um die anstehende vorgeplante Finanzierung in Höhe von 25 Mio. US-Dollar zu stemmen. Mittlerweile ist dem Hersteller Dubuc Motors das Crowdfunding offiziell genehmigt worden (Stand: März 2017). Seit 2014 sind vom Hersteller eine Vielzahl von Testfahrten durchgeführt worden; und auch der Prototypenbau ist weitergegangen. Der Dubuc Tomahawk spurtet, von je zwei Vorderachsen- und zwei Hinterachsen-Motoren angetrieben, von 0 auf 100 km/h in circa 2,1 Sekunden im Rennmodus, in circa 4,1 Sekunden im Straßenmodus; und die Reichweite soll 595 Kilometer betragen. Die Karosserie ist in Karbonfaser-Leichtbauweise gehalten. Nach Planungen soll ein serienproduktionsreifer finaler Prototyp im Januar 2018 auf der CES in Las Vegas der Öffentlichkeit präsentiert werden. Die Serienproduktion des Modells soll 2018 in Gang gesetzt werden. | Für die ersten fünf Produktionsjahre ist eine Kleinserienfertigung von 1500 Fahrzeugen vorgeplant. | 2017-06 |
| Elation Freedom BEV (Sportwagen) | Elation Hypercars                                                                        | Die Verantwortlichen von „Elation Hypercars“, einem Startup aus Nord-Kalifornien, wollen unter anderem einen Sportwagen in einer batterieelektrisch angetriebenen Variante sowie einer Verbrennervariante bauen. Das neue Modell soll „Elation Freedom“ heißen. Im November 2020 sind erste Virtual-Reality-Animationen zu dem neuen Modell gezeigt worden, die einen Vorgeschmack geben sollen auf das, was da kommen mag. Die Vorstellungen vom Modell sind bereits recht konkret. Von der batterieelektrischen Variante soll es zwei Ausführungen geben, eine dreimotorige mit einer Spitzenmotorleistung von 1446 PS sowie einem Maximaldrehmoment von 1440 Newtonmetern sowie eine viermotorige mit 1929 PS. Die viermotorige soll angeblich von Null auf 100 km/h in 1,8 Sekunden beschleunigen; deren Höchstgeschwindigkeit liegt bei 418 km/h. Für die Traktionsbatterie ist standardmäßig 100 kWh Ladekapazität vorgesehen; optional gibt es auch 120 kWh. Ein zweistufiges Getriebe ist für die batterieelektrisch angetriebene Variante vorgeplant. Ein erster Prototyp mit dem Spitznamen „Dogo 001“ befindet sich in der Entwicklung. | | 2020-12 |
| Electra Meccanica Tofino (Roadster) | Electra Meccanica Vehicles                                                               | Nach der erfolgreichen Markteinführung seines ersten Modells namens „Solo“ will der kanadische Hersteller Electra Meccanica Vehicles Corporation nun nachlegen. Das zweite Modell, ein Roadster, soll 200 km/h schnell werden. Nach Planungen sollen die ersten Auslieferungen des Modells 2019 erfolgen. | | 2017-03 |
| EMP Izera | ElectroMobility Poland                                                                   | Das polnische Startup-Unternehmen „ElectroMobility Poland“ plant derzeit die Produktion eines batterieelektrisch angetriebenen Automodells namens „Izera“, das in zwei verschiedenen Ausführungsvarianten auf den Markt kommen soll. Der Marktstart des neuen Modells ist für das dritte Quartal des Jahres 2024 vorgeplant. Es soll in Jaworzno, einer Kleinstadt südöstlich von Katowice (neudeutsch: Kattowitz), in Serie gebaut werden. | | 2020-12 |
| Enovate ME-S BEV (Crossover-Coupé) | SouEast Motors                                                                           | Planungen zufolge soll der „Enovate ME-S BEV“, der auf der Shanghai Auto Show des Jahres 2019 präsentiert worden ist, voraussichtlich 2021 als serienreifes Modell auf den chinesischen Markt kommen. Das Modell soll mit einer 800-V-Traktionsbatterie und einer DC-Hochleistungsschnellladefunktion daherkommen. Die Beschleunigung des Crossover-Coupés von Null auf 100 km/h soll etwa drei Sekunden dauern. | | 2020-12 |
| EVEX 910e (Powered by Kreisel Electric) (Porsche-910-Nachbau und Umbau) (Retro-Sportwagen)                                                                                   | EVEX Fahrzeugbau und Kreisel Electric                                                    | Das Modell ist auf der Techno-Classica 2017 in Essen auf dem Stand der EVEX Fahrzeugbau GmbH präsentiert worden. Wesentliche Baugruppe des vorliegenden Modells ist eine Replica-Karosserie jenes Porsche 910, wie er vor rund 50 Jahren in Le Mans als Rennwagen eingesetzt wurde. Der batterieelektrische Antrieb stammt vom österreichischen Systementwickler Kreisel. Der Antrieb liefert eine Motorleistung von 360 kW / 490 PS mit einem Höchstdrehmoment von 770 Newtonmetern; die Lithium-Ionen-Traktionsbatterie besitzt eine Ladekapazität von 53 kWh; das Ladesystem ermöglicht DC-Schnellladung mit bis zu 100 kW Ladeleistung. Für eine Beschleunigung von 0 auf 100 km/h reichen zweieinhalb Sekunden; die Höchstgeschwindigkeit des Modells liegt oberhalb von 300 km/h. Bei dem beschriebenen Modell handelt es sich um die Elektrovariante, neben der es auch eine Verbrennervariante geben soll. Beide Varianten sollen in Kleinstserienproduktion gefertigt und ab 2018 verkauft werden. | | 2017-04 |
| Ezoom Yi (Limousine) | JMEV (alias „Jiangling-Renault“)                                                         | Ursprünglich von der „Jiangling Motors Corporation“ im Jahr 2015 gegründet, ist „JMEV“ seit 2019 ein Joint-Venture-Unternehmen mit Sitz in Nanchang/VR China, an dem die „Jiangling Motors Corporation Group“, „Renault“ und die „China Agricultural Development Construction Fund Corporation“ jeweils Anteile besitzen. Dieser Hersteller „JMEV“ ist derzeit damit befasst, die Einführung des batterieelektrisch angetriebenen Modells „Ezoom Yi“ in den chinesischen Markt vorzubereiten. Planungen zufolge soll es im Laufe des Jahres 2021 auf den chinesischen Markt gelangen. Möglicherweise wird das Modell ab 2022 auch auf dem europäischen Markt verkauft werden. Hersgestellt im Reich der Mitte, soll es angeblich auch nach Europa kommen. Ob es in einem solchen Fall in Europa über die Marke „Dacia“ oder auf anderem Wege vermarktet wird, ist noch unklar. Die etwa 4,68 m lange Limousine besitzt in der chinesischen Version wahrscheinlich einen 110-kW-Elektroantrieb, ausgelegt für eine Reichweite von etwa 400 Kilometern nach dem NEFZ-Fahrzyklus. Die Höchstgeschwindigkeit wird mit 140 km/h angegeben. Von der Länge her hat die Limousine ungefähr Tesla-Model-3-Format, allerdings besitzt sie erheblich weniger Motorleistung wie ein „Tesla Model 3 SR+“. Bei dem Modell könnte es sich also um einen Tesla-Model-3-Fighter oder bloß um einen Pseudo-Tesla-Model-3-Fighter handeln, je nachdem, wie gut oder wie schlecht das Preis-Leistungs-Verhältnis aussieht. | | 2021-01 |
| Faraday Future FF 71 (SUV) | Property Solutions Acquisition Corp. und Faraday Future                                  | Das Modell „Faraday Future FF71“ befindet sich in Vorbereitung. Planungen zufolge soll es 2024 am Markt ankommen. | | 2021-02 |
| Faraday Future FF 81 (SUV) | Property Solutions Acquisition Corp. und Faraday Future                                  | Das Modell „Faraday Future FF81“ befindet sich in Vorbereitung. Planungen zufolge soll es 2023 am Markt ankommen. Eine Produktdefinition für dieses Modell ist bereits erstellt. | | 2021-02 |
| Faraday Future FF 91 (SUV) | Property Solutions Acquisition Corp. und Faraday Future                                  | Im Vorfeld der CES des Jahres 2017 in Las Vegas hat das Startup-Unternehmen Faraday Future – die eigentlich eingetragene Firmenbezeichnung ist „Faraday&Future Inc.“ – sein neues SUV vorgestellt. Mit 783 kW/1065,3 PS Motorleistung und 130 kWh Traktionsbatterie-Ladekapazität wollen die Startup-Verantwortlichen das Modell in einem oberen Elektroauto-Marktsegment platzieren. Sofern die Finanzierung gelingt, könnte die Serienproduktion des FF91 demnächst gestartet werden. Ursprüngliche Planungen, im Norden von Las Vegas eine Produktionsstätte zu errichten, sind vom Management von Faraday Future aufgegeben worden. Der Grund dafür liegt darin, dass der US-Bundesstaat Nevada zwar Grundstücke an Gründerunternehmen/Startups günstig vergibt, andererseits die Vergabe staatlicher Zuschüsse mit hohen Hürden verknüpft. So wurde vom Startup Faraday Future seitens des Staates Nevada verlangt, eine Milliarde US-Dollar in eine Produktionsstätte im Norden von Las Vegas zu investieren, wollte es staatliche Zuschüsse bekommen. Diese hohe Hürde konnte vom Management des Unternehmens nicht genommen werden, sodass man sich stattdessen dazu entschlossen hat, ein Fabrikgelände im kalifornischen Hanford zu leasen, um den „Faraday Future FF91“ dort in die Serienfertigung hineinzuführen. Weitergehende Pläne, in Vallejo, Kalifornien eine weitere Fertigungsstätte zu errichten, sind vom Tisch. Auch die Modellpalette ist gegenüber ursprünglichen Planungen zurückgestutzt worden: von ursprünglich sieben geplanten Modellen war in krisenhaften Zeiten bei Faraday Future lediglich die Realisierung eines einzigen Fahrzeugmodells ernsthaft ins Auge gefasst, nämlich die Realisierung des „Faraday Future FF91“. (Mittlerweile hat sich die Finanzsituation des Unternehmens merklich entspannt, sodass auch wieder größere Pläne für neue Modelle im Unternehmen geschmiedet werden (Stand: Ende Januar 2021). Das war jedoch mehrere Jahre lang spürbar anders.) Im März 2017 ist Chaoying Deng offiziell zum neuen Geschäftsführer von Faraday Future berufen worden – ein Novum für die Firma, die in der Vergangenheit ihre Geschäftsführer nicht öffentlich benannt hat. Einige Zeit vorher konnte Stefan Krause, zuvor Finanzfachmann bei BMW und bei der Deutschen Bank, auf den Posten des Finanzdirektors bei Faraday Future berufen werden. Mit der Dringlichkeit konfrontiert, die Firma Faraday Future zusammenzuhalten, sah sich letzterer gedrängt, im Beisein von Angestellten in der Firmenzentrale in Gardena, Kalifornien, zu erklären, dass die Entlassungen beim Faraday-Geschäftspartner LeEco am 23. Mai 2017 in den USA auf die Firma Faraday Future (personell) keine Auswirkungen haben würden. Im Juli 2017 konnte darüber hinaus der Ex-BMW-Vordenker für das i-Projekt, Ulrich Kranz, für den Posten des Technikchefs bei Faraday Future verpflichtet werden. Die Verantwortlichen hofften, eine Finanzierung der Unternehmensvorhaben in den darauffolgenden Monaten sicherstellen zu können (Stand: Mai 2017). Maßgebender Geschäftspartner von Faraday Future war bis dato die „LeShi Holding (Beijing) Company“, auch bekannt unter ihrer Handelsmarke „LeEco“, insbesondere deren vormaliger Manager in leitender Funktion Jia Yueting, der Teile seines privaten Vermögens in Faraday Future investiert hat, der jedoch aufgrund der Liquiditätsprobleme bei LeEco später dort ins zweite Glied zurückgetreten ist. Wenngleich der Investor Yueting, den Faraday Future im Rücken stehen hatte, im Mai 2017 in Schwierigkeiten steckte, haben die Faraday-Verantwortlichen gleichwohl beabsichtigt, in der Zeit darauf viel Kapital für die Weiterführung der Geschäfte und Investitionen zusammenzutragen. Leider waren diese Bemühungen bis auf kleinere Schuldverschreibungen wenig erfolgreich: die Anstrengungen vom seinerzeitigen Finanzchef Stefan Krause um neue Investoren endeten allzu häufig an der gleichen Stelle. Nach Durchsicht der Zahlen verabschiedeten sich die Interessenten oder bestanden darauf, dass Jia Yueting die Kontrolle über das Unternehmen abgeben müsse. Doch Yueting weigerte sich, die Kontrolle aus der Hand zu geben. Unter anderem hätten sich europäische und chinesische Autohersteller Faraday Future angeschaut, heißt es in Finanzkreisen. Mit dem indischen Mahindra-Konzern seien ernsthafte Gespräche geführt worden. Mindestens drei an der FF91-Technologie interessierte Investoren hätten konkrete Angebote vorgelegt, über Summen von gut 700 Millionen Dollar sei gesprochen worden. Doch Jia habe stets blockiert. Nachdem die Bemühungen immer wieder auf der Stelle festliefen und sich keine merkliche Besserung einstellte, kündigte schließlich Stefan Krause am 14. Oktober 2017 seine Stelle als Finanzchef bei FF. Zudem wollte sich Krause nicht einer Insolvenzverschleppung schuldig machen. Einen Tag später folgte ihm der Technikchef Ulrich Kranz. Einer anderen Darstellung zufolge soll Krause gefeuert worden sein. Die Öffentlichkeit erfuhr davon zunächst nichts. Doch im Oktober/November 2017 fegte eine regelrechte Kündigungswelle über Faraday Future hinweg; die Mitarbeiter verließen das Unternehmen scharenweise, darunter viele prominente Namen aus der Automobilindustrie, etwa Pontus Fontaeus, Chef für Fahrzeuginterieurgestaltung bei FF, der bereits am 10. Oktober kündigte, dann viele andere, unter anderem Bill Strickland, Ex-Ford-Produktionsingenieur, später Produktionschef bei FF, Sohel Merchand, Fahrzeugentwickler, Christoph Kuttner, Ingenieur für Fahrzeuginterieurgestaltung, Tom Wessner, Leiter der Materialbeschaffungsabteilung von FF, Richard Kim, Chef-Designer bei FF, der zuvor am BMW i3 und i8 mitgearbeitet hatte u. a. m. So war klar, dass die Abgänge nicht lange unbemerkt bleiben würden. In der Folgezeit haben Ulrich Kranz und Stefan Krause ein eigenes Unternehmen gegründet: EVelozcity. Mittlerweile trägt es den Namen „Canoo“. Kranz und Krause wollten seinerzeit einen batterieelektrisch angetriebenen Lieferwagen entwickeln, wobei Kranz das Vorhaben mittlerweile in die Realisierungsphase geführt hat (Stand: Januar 2021). Ab November/Dezember 2017 war Jia Yueting dann auch offiziell Chef von Faraday Future; die maßgebenden Entscheidungsbefugnisse hatte er ja bereits vorher inne; Chaoying Deng war in der Zeit Vizechef des Unternehmens. Nach diversen Schlagzeilen in 2017 gab es im Februar/März 2018 Neuigkeiten von dem kalifornischen Start-up: FF soll angeblich von einem Investor aus Hongkong eine Finanzspritze von 1,5 Mrd. Dollar in Aussicht gestellt bekommen haben – gut ein Drittel davon soll bereits überwiesen worden sein. Außerdem bekräftigte Faraday bei einem Treffen mit Zulieferern, sein Elektro-SUV FF 91 noch im Jahr 2018 auf den Markt bringen zu wollen. Im Juni 2018 kursierte dann die Nachricht, dass sich angeblich Evergrande Health aus HongKong für zwei Milliarden US-Dollar einen 45-prozentigen Anteil an Faraday Future gesichert haben soll. Der Deal soll angeblich, wie folgt, eingefädelt worden sein: technisch sollen bisherige Transaktionen von Evergrande Health mit Hilfe eines Unternehmens namens Season Smart Limited umgesetzt worden sein: Season Smart Limited und FF Top Holding, beide auf den britischen Jungferninseln ansässig, haben angeblich ein Joint-Venture-Unternehmen namens Smart King Ltd. gegründet, welches dem mit Faraday Future verbandelten Firmenkonglomerat von Jia Yueting übergeordnet wurde (Faraday Future inklusive). (Ein genaueres Nachprüfen liefert, dass die präzisere Bezeichnung des Joint-Venture-Unternehmens „Smart Kingdom Holdings Ltd.“ lautet.) Für die Bereitstellung der Investitionsbeträge in Höhe von 2 Mrd. US-Dollar erhält Evergrande Health als Gegenleistung einen 45-prozentigen Anteil am Joint Venture; weitere 33 % sei die anteilige Beteiligung von Faraday Future/Jia Yueting, weitere 22 % seien Belegschafts-Mitarbeiterbeteiligungen von Faraday Future, die in das Joint Venture anteilig eingehen. Die Investitionsgelder waren auf drei Tranchen verteilt; die erste in Höhe von 800 Mio. US-Dollar hatte Faraday Future bereits erhalten; die zweite in Höhe von 600 Mio. US-Dollar wurde vor dem 31. Dezember 2019 fällig, die dritte in Höhe von weiteren 600 Mio. US-Dollar vor dem 31. Dezember 2020. Faraday Future hatte mit dem Ausbau des seit 2017 geleasten Werks im kalifornischen Hanford begonnen. Das für die E-Auto-Produktion benötigte Equipment wurde bestellt und sollte gemäß Planungen Ende Mai fertig installiert sein. Nach Planungen sollten bis Ende August 2018 die Produktionsprozesse soweit vorangeschritten sein, dass bis dahin ein erstes Fahrzeug aus der Fertigung herausrollen konnte. Der Verlautbarung nach ist dies auch geschehen. Doch spätestens im Juni 2018 mehrten sich bei Faraday Future bereits die Anzeichnen, einige Zeit später wieder klamm zu sein. Dass die 800 Mio. US-Dollar aus der ersten Tranche schneller als gewünscht ausgegeben waren, lag außer an den Umbauarbeiten und an der Fabrikausrüstung in Hanford wohl auch daran, dass einige Firmen noch ausstehende Verbindlichkeiten von FF auf dem US-amerikanischen Rechtsweg mit Erfolg eingeklagt haben. Infolgedessen kam Jia Yueting erneut in die Bredouille. Jia versuchte zu erreichen, dass die zweite Tranche, früher als im Vertrag vereinbart, ausgezahlt würde, doch Evergrande weigerte sich, dies zu tun. Auch erlaubte Evergrande Faraday Future nicht, sich anderweitig von anderen Investoren Geld auszuleihen. Daraufhin warf Jia Evergrande vor, das Unternehmen Faraday Future im Hinblick auf die Betriebsfinanzen zu strangulieren. Der Streit kam vors Schiedsgericht in Hongkong. Ungefähr Ende September/Anfang Oktober 2018 ist dann ein Urteil gefällt worden: danach darf sich Faraday Future laut Gerichtsbeschluss auch bei anderen Investoren Geld leihen, allerdings unter Auflagen. In der Folgezeit gab es Verhandlungen mit Evergrande, die dazu geführt haben, dass Evergrande die verbleibende Auszahlung in Höhe von 1,2 Mrd. US-$ erlassen bekommt und dass Evergrande im Gegenzug seinen Beteiligungsanteil an Faraday Future von 45 % auf 32 % reduziert. Dies wurde im Dezember 2018 verlautbart. Im Frühjahr 2019 konnte Jia Yueting angeblich von der Chicagoer Handelsbank „Birch Lake Associates“ eine Bis-zu-225-Mio.-US-$-Brückenfinanzierung für FF erwirken. Ob dieser Deal wirklich zustande gekommen ist, und falls ja, wie viel Geld tatsächlich geflossen ist, dürfte nur Insidern bekannt sein. Ende August 2019 ist Jia Yueting vom Amt des leitenden Geschäftsführers von Faraday Future zurückgetreten; Anfang September hat Carsten Breitfeld das Amt des CEO übernommen. Yueting sollte unter der Leitung von Breitfeld „Chief Product & User Officer“ werden, was dann wohl auch geschehen ist. In den darauffolgenden Wochen war Carsten Breitfeld mit seinen Mitarbeitern offenbar damit befasst, eine neue Geschäftsstrategie sowie eine neue Roadmap für das Unternehmen Faraday Future auszuarbeiten (Stand: September 2019); erste Zeitmarken wurden vorgeplant. Auch wurde der Entschluss gefasst, ein kleineres Schwestermodell namens „Faraday Future FF81“ zu entwickeln. In der Folgezeit sollte für das Unternehmen Faraday Future eine neue Finanzierungsrunde eingeläutet werden. Der Kapitalbedarf für die darauffolgende Phase wurde von den Verantwortlichen auf 850 Mio. US-$ geschätzt. Im Herbst 2019 wurden bei Faraday Future auch Personalneuzugänge bekanntgegeben: So sollte Bob Kruse den Posten eines „Senior Vice President for Product Execution“ übernehmen und damit die Ausführung der Produktentwicklung bis in die vollumfängliche Fertigung hinein überwachen. Und Benedikt Hartmann sollte als „Senior Vice President of Global Supply Chain Organization“ dazustoßen und fortan die gesamte Lieferkettenorganisation kontrollieren. Im Herbst 2019 hat schließlich Jia Yueting vor einem Gericht in Delaware einen Antrag zur Finanzsanierung seiner Finanzen nach Kapitel 11 des Insolvenzrechtsgesetzes der Vereinigten Staaten eingereicht, der mit einer formellen Erklärung der Insolvenz verbunden ist; der Antrag ist im Juni 2020 finalisiert worden. Im Zuge des Insolvenzverfahrens musste Jia Yueting seine von ihm bis dato gehaltenen Besitzanteile an Faraday Future abtreten. Sie sind Teil der Insolvenzmasse geworden. Damit ist eine Trennung der Finanzen von Jia Yueting und der Finanzen von Faraday Future faktisch hergestellt, da Gläubiger, welche Forderungsrechte gegen Jia Yueting besitzen, diese nun nicht länger gegen Faraday Future erheben können. Nur Firmen, die für Faraday Future Aufträge erledigt haben, könnten diese gegen das Unternehmen noch geltend machen; allerdings dürften diesbezügliche etwaige noch ausstehende Forderungen überschaubar sein. Mit dem finanziellen Trennungsschnitt Yueting/Faraday Future dürfte Carsten Breitfeld erleichtert nach vorne schauen können. Viele Investoren seien allerdings immer noch misstrauisch, so Breitfeld sinngemäß. Im Unterschied dazu steht „Birch, Lake Associates“, eine in Chicago ansässige Handelsbank, hinter Breitfeld und Faraday Future. Sie hilft derzeit dem Unternehmen mit einer Brückenfinanzierung in einer Höhe von maximal 45 Mio. US-Dollar, deren Rückzahlung im Oktober 2021 fällig wird. Mit der Fertigung des Elektroautomodells „Faraday Future FF91“ haben Verantwortliche von Faraday den südkoreanischen Auftragsfertiger „Myoung Shin“ beauftragt. Insidern zufolge haben diese des Weiteren im Dezember 2020 eine FF-Zweigniederlassung in Zhuhai in der chinesischen Provinz Guangdong initial in Gang gesetzt, deren Arbeitsschwerpunkte im Elektro- und Hybridauto-bezogenen Gebrauch von Herstellungs- und Testeinrichtungen, in der Softwareentwicklung und Fertigung von intelligentem In-Car-Equipment sowie im Vertrieb von Elektro- und Hybridfahrzeugen liegen soll. Es sieht so aus, als wollen die FF-Verantwortlichen – zusätzlich zur Auftragsfertigung in Südkorea – für die Produktion des „Faraday Future FF91“ in China nach Partnern suchen und dort mit Partnern ein Joint-Venture-Unternehmen gründen. Erste diesbezügliche Verhandlungen mit dem Hersteller „Geely“ laufen bereits (Stand: Januar 2021). Mit Geely haben die Verantwortlichen von Faraday Future bereits eine „Rahmenkooperationsvereinbarung für eine Unterstützung mit Technologie- und Ingenieurleistungen“ getroffen. Am 28. Januar 2021 hat die Firma „Property Solutions Acquisition Corp.“ als „Sponsor“ zum Zwecke eines SPAC-Mergers an der New Yorker Technologiebörse NASDAQ für Faraday Future ein sogenanntes „Vehikel“ aufgelegt, wodurch Faraday Future an der NASDAQ für Investoren handelbar wird. Der SPAC-Merger soll etwa 3,4 Mrd. US-$ wert sein. (Genauer müssten es wohl 3,3696 Mrd. US-$ sein.). Nach der Fusion mit dem Investmentunternehmen Property Solutions Acquisition soll die neue Faraday Future Inc. unter dem Tickersymbol „FFIE“ an der NASDAQ gehandelt werden. Der Abschluss der Transaktion wird für das zweite Quartal des Jahres 2021 erwartet. Im Vorfeld dieses Schrittes haben Gespräche zwischen „Property Solutions Acquisition Corp.“ und Faraday Future stattgefunden. Mit dem Schritt hat sich Faraday Future zugleich eine Finanzierung im Umfang von, überschlägig, 1 Mrd. US-$ gesichert. Damit kann das Unternehmen sein Elektroautomodell „Faraday Future FF91“ bis etwa Mitte des Jahres 2022 auf den Markt bringen. Beim „Faraday Future FF91“ handelt es sich um ein fünfsitziges SUV mit einer Länge von 5,25 m, einer Breite von 2,28 m und einer Höhe von 1,60 m. Rahmenelemente, Insassenkabine und Karosserie setzen auf dem „Variable Platform Architecture“-Fahrgestell auf, welches eine 130-kWh-Traktionsbatterie sowie die vorne und hinten liegenden Synchronmaschinen für den Allradantrieb aufnimmt. Die Beschleunigung von Null auf 100 km/h beträgt rund 2,6 Sekunden. Die Höchstgeschwindigkeit liegt bei 250 km/h. Für das Aufladen der Batterie beträgt die DC-Ladeleistung 200 kW. Und von der Konzeption des Interieurdesigns des FF91 gibt es mittlerweile eine Studie in Bildern, die jedoch nicht bloß das Machbare zeigt, sondern zu einem erheblichen Teil in die Praxis bereits umgesetzt ist (Stand: Januar 2020). Die Studie zeigt eine gediegene, funktionale und zugleich mondäne Innenraumgestaltung des Modells mit ungefähr zehn oder elf Bildschirmen, die alle bis auf die 27-Zoll-Screens per Touch bedienbar sind. Auf Konnektivität mit dem Internet wird in dieser besonders großer Wert gelegt. Die Software des Bordcomputersystems, die im Hintergrund arbeitet, wenn man an den Touchscreens Bedienfunktionen abfragt, ist bereits zu einem erheblichen Teil realisiert. Daraus wird deutlich, dass bei der Modellentwicklung des FF91 signifikante Fortschritte gemacht worden sind, seitdem Carsten Breitfeld die Leitung von Faraday Future übernommen hat (Stand: Januar 2020). Am Rande der CES in Las Vegas im Januar 2020 hat der Hersteller Faraday Future seitlich vom Renaissance Hotel in Las Vegas eine Anlaufstelle im Freien aufgebaut, zwei Prototypen des Modells hingestellt, und Interessenten in Begleitung von Faraday-Future-Mitarbeitern im Stadtbereich von Las Vegas damit Probe fahren lassen. Einige Autojournalisten haben davon Wind bekommen. Sie berichten, das Modell fahre sich ausgesprochen komfortabel; an einigen Komponenten der Inneneinrichtung werde aber noch gearbeitet. Die Software funktioniere so, dass zu Beginn der Fahrt Gesichtsscanner die Gesichter der Insassen scannen, um eine Nutzeridentifikation zu vollziehen, um danach Software in Gang setzen zu können, welche auf die Vorlieben der jeweiligen Nutzer eingehe. Viel Feinschliff sei noch bei einzelnen Interieurkomponenten und in deren Zusammenspiel erforderlich. Das Antriebssystem biete hingegen mit geschätzten 378 Meilen (also 608,6 Kilometern) ordentlich Reichweite; und die 1065 PS seien für eine rollende Luxus-Sänfte schon fast eine Übermotorisierung. Obwohl die Motorleistung der beiden Prototypen bei dem Las-Vegas-Event gedrosselt gewesen sei, stehe „Motorpower satt“ in jeder Situation zur Verfügung. | | 2021-02 |
| FAW Bestune E01 BEV (C105) (Crossover) | China FAW Group                                                                          | Auf der Automobilausstellung Auto Guangzhou 2019 ist ein Vorgeschmack auf dieses Modell der Öffentlichkeit präsentiert worden. Planungen zufolge soll das Modell unter der Submarke „Bestune“ (früher „Besturn“) des Herstellers firmieren. Im September 2020 soll das Modell in den chinesischen Markt eingeführt werden. Der Crossover unter dem Codenamen „C105“ soll auf dem neuen FME-Fahrgestell des Herstellers aufsetzen. Das Exterieur des Modells tritt durch ein eigenständiges Design in Erscheinung. Mit einer Länge von ungefähr 4,64 Metern liegt der Crossover bereits in der unteren bis mittleren Mittelklasse. Der Radstand liegt bei 2,81 Meter. Der batterieelektrische Antrieb kommt mit einer maximalen Motorleistung von etwa 190 PS bei 320 Newtonmetern Spitzendrehmoment daher. Die Höchstgeschwindigkeit wird mit 170 km/h angegeben. Der Elektroantrieb bezieht seine elektrische Energie aus einer Traktionsbatterie mit einer Ladekapazität von 61,34 kWh. Gemäß dem NEFZ-Testzyklus soll die Reichweite ungefähr 450 Kilometer betragen. Das Modell soll mit der Internetanbindung „D-Life“ ausgestattet sein. Eine Besonderheit im Interieur ist der holographische Assistent, der diverse Bedienfunktionen entsprechend der Wünsche der Insassen zu realisieren ermöglicht. Weitere Eigenheiten sind unter anderem ein großer zentraler Infotainment-Touchscreen, eine digitale Instrumententafel sowie einen weiteren Touchscreen für andere Funktionen, wie etwa die Steuerung der Klimatisierung. | | 2020-08 |
| FAW Jumpal D80E BEV (= FAW Junpai D80E BEV) (SUV) | China FAW Group                                                                          | Zu dem „FAW Junpai D80“, einem 4,50 langen Verbrenner-SUV, ist angeblich auch noch eine batterieelektrisch angetriebene Variante vom Hersteller vorgeplant, die dann „FAW Junpai D80E“ heißen soll. Die englische Modellbezeichnung ist „Jumpal“ anstelle von „Junpai“ im Chinesischen. Angeblich soll das Modell demnächst in den chinesischen Markt eingeführt werden, falls dies nicht bereits geschehen ist. Die Maximalleistung des E-Antriebs soll 188 PS betragen. | | 2020-02 |
| FAW-Toyota Izoa BEV (Crossover) | FAW-Toyota                                                                               | Nach Planungen soll das Modell, ein Crossover in der Kompaktklasse, im Jahr 2020 in den chinesischen Markt eingeführt werden. Ein serienreifer Prototyp des Modells ist auf der Chengdu Motor Show des Jahres 2020, die in der Zeit vom 24. Juli bis zum 2. August 2020 stattgefunden hat, der Öffentlichkeit präsentiert worden. | | 2020-08 |
| Fiat 500XL (neue Baureihe) (Crossover) | Stellantis                                                                               | Mit Blick auf eine gemeinsame Fusion von FCA und PSA in einem zukünftigen Stellantis-Konzern, falls sie denn gelingen sollte, ist beschlossen worden, den hier aufgeführten Crossover auf dem bereits fertig entwickelten e-CMP-Fahrgestell von PSA aufsetzen zu lassen und dessen Konstruktion darauf abzustimmen und nicht mehr ein eigenes Fahrgestell innerhalb des FCA-Konzerns dafür zu entwickeln. Der batterieelektrisch angetriebene Crossover wird aller Voraussicht nach Kompaktklassemaße (also eine Länge zwischen 4,00 Meter und 4,50 Meter) bekommen. | | 2020-12 |
| Fisker EMotion (Fließhecklimousine) | Fisker                                                                                   | Anfang des Jahres 2018 ist auf der Consumer Electronics Show das neue Modell aus dem Hause Fisker der Öffentlichkeit präsentiert worden. Die mit viel Komfort ausgestattete, batterieelektrisch angetriebene Fließhecklimousine misst 5,09 m Länge und bietet Platz für vier Personen. Ein 575 kW/782 PS-Allradantrieb, bestehend aus zwei E-Maschinen in Kombination mit einer 140 kWh-Traktionsbatterie, treibt das Modell an und soll eine Reichweite von 644 Kilometern (400 Meilen) ermöglichen. Elektrische Ladung für 200 Kilometer soll das Modell in neun Minuten laden können. Mit der Hauptserienproduktion des „Fisker EMotion“ ist voraussichtlich nicht vor 2023 zu rechnen. Zunächst will Fisker einen Gang an die Börse machen. Dies ist am 13. Juli 2020 angekündigt worden. Anschließend will Fisker für das Solarautomodell „Fisker Ocean“ im vierten Quartal des Jahres 2022 dessen Hauptserienproduktion in Gang setzen, um die mit ihr entstehenden Fahrzeuge anschließend am Markt verkaufen zu können. Während der „Fisker Ocean“ als Solarautomodell mit gewöhnlicher Lithium-Ionen-Batterie für den Massenmarkt angedacht ist, stellt der „Fisker EMotion“ ein relativ teures Modell dar, das mit Festkörperelektrolyt-Batterie daherkommen soll. Das Modell „Fisker EMotion“ soll erst nach dem „Fisker Ocean“ in Serie gehen. Die Festkörperelektrolyt-Batterie, die für den „Fisker EMotion“ vorgesehen ist, befindet sich derzeit noch in der Entwicklung. | | 2020-12 |
| Frangivento Charlotte (Sportwagen) | Frangivento                                                                              | Im April 2017 hat das Modell auf der Luxuswarenmesse „Top Marques“ sein internationales Debüt erhalten. Der etwas mehr als 1500 kg schwere, sehr aerodynamisch geformte Elektroflitzer kann mit einer Leistung von 660 kW / 885 PS sowie einer Traktionsbatterie mit 70 kWh Ladekapazität aufwarten. Ein Interieur aus edlen Materialien wie Alcantara-Leder und Edelholz, Steuerschalter aus echtem Silber, angefertigt von der Juwelierschmiede Zampieri aus Padua, sollen einem mediterranen Designstil Ausdruck verleihen. Das eingebaute kleine Bassin für Salzwasserfische ist wohl eher ein Gimmick. Die etwas eigenwillige Konstruktion des zweisitzigen Boliden mit den sehr dick innenverkleideten Flügeltüren stammt vom Designer Giorgio Pirolo. 2018 soll das Modell des Turiner Herstellers in Produktion gehen: in dem Jahr sollen fünf Stück davon gebaut werden. | | 2017-06 |
| Genesis GV60e BEV (Crossover) | Hyundai Motor Group                                                                      | Verantwortliche der „Hyundai Motor Group“ beabsichtigen im Jahr 2021 bezüglich der automobilen Luxusmarke „Genesis“, sowohl batterieelektrisch angetriebene Limousinen als auch Crossover auf den Weg in die Serienproduktion zu bringen. Dazu gehört auch ein Crossover, welcher aller Voraussicht nach Abmaße der mittleren bis oberen Kompaktklasse aufweist, also zwischen 4,20 m und 4,50 m lang sein wird, vielleicht auch geringfügig darüber, und, sofern die bisherige Nomenklatur der Bezeichnungen der Marke „Genesis“ beibehalten wird, vermutlich „Genesis GV60e“ heißen wird. Sofern die Angaben stimmen, soll das E-GMP-Fahrgestell als Basis dienen. Planungen zufolge soll das Modell 2021 in der Öffentlichkeit sein Debüt bekommen. Im Dezember 2021 soll es mit der batterieelektrisch angetriebenen Variante des Modells losgehen. Das berichtet die „Asia Times“. Es ist möglich, dass einige Komponenten, die im „Hyundai Kona“ Anwendung gefunden haben, im vorliegenden Modell gleichermaßen zur Anwendung gelangen. Die Verbrenner-Antriebsvarianten des Modells, die die Bezeichnung „Genesis GV60“ tragen, sollen bereits im August 2021 in Serienproduktion gehen. | | 2021-02 |
| Genesis GV70e BEV (Crossover) | Hyundai Motor Group                                                                      | Zusätzlich zu den bestehenden Verbrenner-Antriebsvarianten soll der „Genesis GV70“ noch eine batterieelektrisch angetriebene Variante hinzubekommen. Offenbar als einer der Ersten hat der „Korean Car Blog“ Erlkönigfotos vom „Genesis GV70e“ im Internet verbreitet. Ein Vergleich mit Erlkönigfotos von einem Modell, das Genesis-intern mit „JW“ bezeichnet wird, lässt die Vermutung aufkommen, dass es dabei um ein und dasselbe Modell geht. Von diesem Genesis-intern mit „JW“ bezeichneten Modell sind zumindest einige Informationen im Umlauf: das Modell „JW“ soll angeblich auf einem ganz neu entwickeltem E-GMP-Fahrgestell aufsetzen und besitzt einen batterieelektrischen Heck- oder Allradantrieb, soll in der Top-Motorisierung etwa 600PS besitzen und in unter 3,5 Sekunden von Null auf 100 km/h beschleunigen sowie 260 km/h in der Spitze fahren, soll in der Basisversion 500 Kilometer WLTP-Reichweite besitzen, soll über eine 350-kW-DC-Ultraschnellladefunktion verfügen, die das Aufladen der Traktionsbatterie auf 80 % des höchsten Ladeniveaus in 18 Minuten ermöglicht. Vom „Genesis GV70e BEV“, von dem eingangs die Rede war, gibt es bereits Teaserbilder. Der „Genesis GV70e BEV“ soll etwa 4,72 m lang sein. Über den Zeitpunkt der Markteinführung des „Genesis GV70e“ gibt es bislang offenbar nur grobe Schätzungen – man könnte da auch von Mutmaßungen sprechen –: sie reichen von 2021 über 2022 bis 2023. Von dem Genesis-intern mit „JW“ bezeichneten Modell ist hingegen bekannt, dass es im Juni 2021 debütieren und in die Hauptserienproduktion gehen soll und dass eine Jahresproduktion von 22.000 Stück vorgeplant ist. Das Modell wird voraussichtlich auf verschiedene Märkte der Welt lanciert werden. | | 2021-02 |
| Genovation GXE BEV (Corvette C7 Grand Sport-Umbau) (Sportwagen) | Genovation Cars                                                                          | Auf der Consumer Electronics Show des Jahres 2018 in Las Vegas ist das Modell der Öffentlichkeit präsentiert worden. Die umgebaute Grand-Sport-Corvette wartet mit einem Antrieb, bestehend aus zwei E-Motoren mit zusammen 810 PS und 960 Newtonmeter Drehmoment, sowie einer Traktionsbatterie mit 61,6 kWh Ladekapazität auf. Die Reichweite wird mit bis zu 280 Kilometern angegeben. Die Beschleunigung von 0 auf 100 km/h liegt bei rund drei Sekunden. Die Höchstgeschwindigkeit beträgt 340 km/h. Standardmäßig ist ein Acht-Gang-Automatikgetriebe eingebaut; optional gibt es auch ein manuelles 7-Gang-Getriebe. Eine Manufaktur-Kleinstserienproduktion des Modells könnte im Jahr 2020 Realität werden. Bestellungen für 75 Fahrzeuge werden entgegengenommen, wobei eine Anzahlung von US-$250.000 pro Fahrzeug hinterlegt werden muss. | | 2020-01 |
| Girfalco Azkarra (Dreirad) | Atelier Girfalco                                                                         | Am 2. Dezember 2016 hat das francokanadische Startup Girfalco aus Boucherville bei Québec sein neues Elektro-Dreirad der Öffentlichkeit präsentiert. Es soll in zwei Varianten gebaut werden: „Azkarra“ und „Azkarra S“. Die gewöhnliche Variante „Azkarra“ besitzt eine Kurzzeitspitzenleistung von 100 PS, beschleunigt von 0 auf 100 km/h in etwas über 4,5 Sekunden und erreicht bis zu 200 km/h. Die sportlichere Variante „Azkarra S“ besitzt eine Kurzzeitspitzenleistung von 301 PS, beschleunigt von 0 auf 100 km/h in etwas über 2,5 Sekunden und erreicht bis zu 241,5 km/h. Auch wenn über die Batterie wenig verlautbart wurde, so hört man doch zumindest, dass von Seiten des Herstellers eine Reichweite von 200 km zu erzielen angepeilt wird. Bereits im Frühjahr des Jahres 2017 sollen erste Auslieferungen des Modells erfolgen. | | 2016-12 |
| GLM G4 EV (Sportwagen) | Green Lord Motors                                                                        | Das japanische Startup „Green Lord Motors“ hat es bereits geschafft, mit dem Tommykaira ZZ EV ein erstes Elektroauto auf den Markt zu bringen und beabsichtigt nun, ein weiteres Modell hinterherzuschieben. Zu diesem Zweck soll der Prototyp eines niederländischen Startups namens „Savage Rivale“ in Serienproduktion gehen. Tatsächlich ist das Modell auf dem Pariser Automobilsalon im Frühherbst 2016 der Öffentlichkeit präsentiert worden. | | 2016-10 |
| Hengchi 1 BEV (Limousine) | Evergrande Group                                                                         | Ursprünglich von Hause aus ist die Evergrande Group eigentlich ein Baulöwe in China. Dessen Kerngeschäft besteht hauptsächlich darin, Wohnungen zu entwickeln und an Bewohner mit höherem und mittlerem Einkommen zu verkaufen. Inzwischen ist dieser Konzern allerdings geschäftlich so vielseitig aufgestellt, dass man eher von einem „Mischkonzern“ als von einem Baukonzern sprechen muss. Die dynamische Entwicklung im Bereich der Elektroautos hat offensichtlich die Manager von Evergrande nicht kalt gelassen. Evergrande hat in den letzten Jahren in verschiedene Teile der Automobilindustrie investiert und arbeitet seit geraumer Zeit daran, eine aktivere Rolle im Automobilsektor zu spielen und nicht bloß als Investor dem Geschehen als Zaungast zuzusehen. Am 3. August 2020 hat Evergrande Concept Cars für seine neue Automobilmarke „Hengchi“ der Öffentlichkeit präsentiert, mit Entwürfen für insgesamt sechs Modelle, die in der kommenden Zeit in China zur Serienreife hin entwickelt und in Serie gefertigt werden sollen. Beim „Hengchi 1 BEV“ handelt es sich um eine Luxus-Limousine im sogenannten D-Segment. Sie ist vom dänischen Designer Anders Warming entworfen worden. | | 2020-08 |
| Hengchi 2 BEV (Limousine) | Evergrande Group                                                                         | Ursprünglich von Hause aus ist die Evergrande Group eigentlich ein Baulöwe in China. Dessen Kerngeschäft besteht hauptsächlich darin, Wohnungen zu entwickeln und an Bewohner mit höherem und mittlerem Einkommen zu verkaufen. Inzwischen ist dieser Konzern allerdings geschäftlich so vielseitig aufgestellt, dass man eher von einem „Mischkonzern“ als von einem Baukonzern sprechen muss. Die dynamische Entwicklung im Bereich der Elektroautos hat offensichtlich die Manager von Evergrande nicht kalt gelassen. Evergrande hat in den letzten Jahren in verschiedene Teile der Automobilindustrie investiert und arbeitet seit geraumer Zeit daran, eine aktivere Rolle im Automobilsektor zu spielen und nicht bloß als Investor dem Geschehen als Zaungast zuzusehen. Am 3. August 2020 hat Evergrande Concept Cars für seine neue Automobilmarke „Hengchi“ der Öffentlichkeit präsentiert, mit Entwürfen für insgesamt sechs Modelle, die in der kommenden Zeit in China zur Serienreife hin entwickelt und in Serie gefertigt werden sollen. Beim „Hengchi 2 BEV“ handelt es sich um eine Luxus-Limousine im sogenannten B-Segment. Sie ist vom dänischen Designer Anders Warming entworfen worden. | | 2020-08 |
| Hengchi 3 BEV (großes SUV) | Evergrande Group                                                                         | Ursprünglich von Hause aus ist die Evergrande Group eigentlich ein Baulöwe in China. Dessen Kerngeschäft besteht hauptsächlich darin, Wohnungen zu entwickeln und an Bewohner mit höherem und mittlerem Einkommen zu verkaufen. Inzwischen ist dieser Konzern allerdings geschäftlich so vielseitig aufgestellt, dass man eher von einem „Mischkonzern“ als von einem Baukonzern sprechen muss. Die dynamische Entwicklung im Bereich der Elektroautos hat offensichtlich die Manager von Evergrande nicht kalt gelassen. Evergrande hat in den letzten Jahren in verschiedene Teile der Automobilindustrie investiert und arbeitet seit geraumer Zeit daran, eine aktivere Rolle im Automobilsektor zu spielen und nicht bloß als Investor dem Geschehen als Zaungast zuzusehen. Am 3. August 2020 hat Evergrande Concept Cars für seine neue Automobilmarke „Hengchi“ der Öffentlichkeit präsentiert, mit Entwürfen für insgesamt sechs Modelle, die in der kommenden Zeit in China zur Serienreife hin entwickelt und in Serie gefertigt werden sollen. Beim „Hengchi 3 BEV“ handelt es sich um ein großes SUV. | | 2020-08 |
| Hengchi 4 BEV (Großraumlimousine) | Evergrande Group                                                                         | Ursprünglich von Hause aus ist die Evergrande Group eigentlich ein Baulöwe in China. Dessen Kerngeschäft besteht hauptsächlich darin, Wohnungen zu entwickeln und an Bewohner mit höherem und mittlerem Einkommen zu verkaufen. Inzwischen ist dieser Konzern allerdings geschäftlich so vielseitig aufgestellt, dass man eher von einem „Mischkonzern“ als von einem Baukonzern sprechen muss. Die dynamische Entwicklung im Bereich der Elektroautos hat offensichtlich die Manager von Evergrande nicht kalt gelassen. Evergrande hat in den letzten Jahren in verschiedene Teile der Automobilindustrie investiert und arbeitet seit geraumer Zeit daran, eine aktivere Rolle im Automobilsektor zu spielen und nicht bloß als Investor dem Geschehen als Zaungast zuzusehen. Am 3. August 2020 hat Evergrande Concept Cars für seine neue Automobilmarke „Hengchi“ der Öffentlichkeit präsentiert, mit Entwürfen für insgesamt sechs Modelle, die in der kommenden Zeit in China zur Serienreife hin entwickelt und in Serie gefertigt werden sollen. Beim „Hengchi 4 BEV“ handelt es sich um eine Großraumlimousine für sieben Personen. Sie ist vom dänischen Designer Anders Warming entworfen worden. | | 2020-08 |
| Hengchi 5 BEV (Mini-SUV) | Evergrande Group                                                                         | Ursprünglich von Hause aus ist die Evergrande Group eigentlich ein Baulöwe in China. Dessen Kerngeschäft besteht hauptsächlich darin, Wohnungen zu entwickeln und an Bewohner mit höherem und mittlerem Einkommen zu verkaufen. Inzwischen ist dieser Konzern allerdings geschäftlich so vielseitig aufgestellt, dass man eher von einem „Mischkonzern“ als von einem Baukonzern sprechen muss. Die dynamische Entwicklung im Bereich der Elektroautos hat offensichtlich die Manager von Evergrande nicht kalt gelassen. Evergrande hat in den letzten Jahren in verschiedene Teile der Automobilindustrie investiert und arbeitet seit geraumer Zeit daran, eine aktivere Rolle im Automobilsektor zu spielen und nicht bloß als Investor dem Geschehen als Zaungast zuzusehen. Am 3. August 2020 hat Evergrande Concept Cars für seine neue Automobilmarke „Hengchi“ der Öffentlichkeit präsentiert, mit Entwürfen für insgesamt sechs Modelle, die in der kommenden Zeit in China zur Serienreife hin entwickelt und in Serie gefertigt werden sollen. Beim „Hengchi 5 BEV“ handelt es sich um ein Mini-SUV im sogenannten A-Segment. | | 2020-08 |
| Hengchi 6 BEV (Crossover) | Evergrande Group                                                                         | Ursprünglich von Hause aus ist die Evergrande Group eigentlich ein Baulöwe in China. Dessen Kerngeschäft besteht hauptsächlich darin, Wohnungen zu entwickeln und an Bewohner mit höherem und mittlerem Einkommen zu verkaufen. Inzwischen ist dieser Konzern allerdings geschäftlich so vielseitig aufgestellt, dass man eher von einem „Mischkonzern“ als von einem Baukonzern sprechen muss. Die dynamische Entwicklung im Bereich der Elektroautos hat offensichtlich die Manager von Evergrande nicht kalt gelassen. Evergrande hat in den letzten Jahren in verschiedene Teile der Automobilindustrie investiert und arbeitet seit geraumer Zeit daran, eine aktivere Rolle im Automobilsektor zu spielen und nicht bloß als Investor dem Geschehen als Zaungast zuzusehen. Am 3. August 2020 hat Evergrande Concept Cars für seine neue Automobilmarke „Hengchi“ der Öffentlichkeit präsentiert, mit Entwürfen für insgesamt sechs Modelle, die in der kommenden Zeit in China zur Serienreife hin entwickelt und in Serie gefertigt werden sollen. Beim „Hengchi 6 BEV“ handelt es sich um einen Crossover, der größenmäßig im sogenannten A-Segment liegen soll. | | 2020-08 |
| Hispano Suiza Carmen BEV (Fließhecklimousine) | Hispano Suiza Cars                                                                       | „Hispano Suiza Carmen BEV“ ist der Name für eine batterieelektrisch angetriebene, retrofuturistische Fließhecklimousine, die auf dem Genfer Automobilsalon des Jahres 2019 präsentiert worden ist und deren Hineinführung in eine Manufaktur-Kleinstserienproduktion für 2020 erwartet wird. Das Modell kommt mit rund 1000 PS Motorleistung daher. Prototyp-Testfahrten finden bereits statt. | | 2019-08 |
| Hyundai Ioniq 3 (Crossover) | Hyundai Motor Group                                                                      | Planungen zufolge soll das vorliegende Modell der Marke Hyundai, ein „Ioniq 3“, wahrscheinlich ein Crossover in der Kompaktklasse, ab 2022 in Singapur gebaut werden. Etwa 30.000 Fahrzeuge pro Jahr sind von dem Modell vorgeplant, von denen ungefähr 6.000 in Singapur selbst verkauft werden sollen. Das für diesen Zweck zu errichtende Produktionswerk soll in der zweiten Hälfte des Jahres 2022 fertiggestellt werden, so die Planungen. Hyundai hatte Anfang August 2020 angekündigt, Ioniq zur eigenen Submarke für künftige BEVs auf Basis der neuen Electric Global Modular Plattform (E-GMP) mit 800-Volt-Technik zu machen. Entsprechend wird für das vorliegende Modell voraussichtlich das E-GMP-Fahrgestell als Unterbau verwendet werden. | | 2020-08 |
| Hyundai Ioniq 6 (Limousine) | Hyundai Motor Group                                                                      | Im Jahr 2022 soll der „Hyundai Ioniq 6“, eine Limousine mit fortgeschrittenen autonomen Fahrfähigkeiten, auf den Markt gebracht werden. Dieses Modell basiert auf dem „Hyundai Prophecy Concept“, allerdings wird das Serienmodell sicherlich keine Joysticklenkung aufweisen, sondern mit einem herkömmlichen Lenkrad daherkommen. Das Concept Car besitzt so einige Eigenheiten, bezüglich derer man Zweifel haben kann, ob sie im Serienmodell wiederkehren werden. Dazu gehören die gegenläufig sich öffnenden Türen – im Englischen „suicide doors“ (Selbstmordtüren) genannt. | | 2020-08 |
| Hyundai Ioniq 7 (SUV) | Hyundai Motor Group                                                                      | Anfang des Jahres 2024 soll der „Hyundai Ioniq 7“, ein großes SUV, in den Markt eingeführt werden. | | 2020-08 |
| IM ?? (Gemeint ist hiermit ein noch namenloses Modell, das auf dem „Project One Sedan“ basiert.) (Limousine)                                                                 | Zhiji Automobile                                                                         | „Zhiji Automobile“ ist ein neu gegründetes Gemeinschaftsunternehmen des Autoherstellers „Shanghai Automotive Industry Corporation“, des Online-Händlers „Alibaba“, der „Zhangjiang Group“ sowie der Bezirksregierung von Pudong, einem großen Shanghaier Stadtviertel. Das neue Joint-Venture schickt sich an, eine batterieelektrisch angetriebene High-End-Limousine ungefähr Ende des Jahres 2021 auf den Markt zu bringen. Das Modell ist ungefähr 5,00 m lang, 1,96 m breit und knapp 1,49 m hoch. Der Elektroantrieb generiert eine Spitzenmotorleistung von 400 kW, also 543,8 PS, bei einem Maximaldrehmoment von 700 Newtonmetern. Die Beschleunigung von Null auf 100 km/h erfolgt in 3,9 Sekunden. Für die Traktionsbatterie stehen zwei Ladekapazitäten zur Auswahl: 93 kWh und 115 kWh. Eine der beiden Batteriegrößen ermöglicht eine Reichweite von 874 Kilometern nach dem alten NEFZ-Testzyklus. Zum Interieur: In der Frontkonsole ist ein über den größten Teil der Insassenkabinenbreite sich erstreckender 39-Zoll-Berührbildschirm integriert. Des Weiteren prangt am vorderen Ende der Mittelkonsole ein hochkant stehender 12,8-Zoll-Berührbildschirm. Sitze und Verkleidung sind in Semi-Anilin-Leder verarbeitet. Für das teilautonome Fahren gibt es eine visuelle Wahrnehmungskomponente vom Typ „Nvidia Xavier“ mit einem Informationsdurchsatz von 30 bis 60 TOPS (Tera operations per second), ausgestattet mit 15 hochauflösenden Kameras, 5 Radarsensoren im Millimeterwellenbereich sowie 12 Ultraschallradarsensoren. Des Weiteren eine Lidar-verarbeitende Komponente vom Typ „Nvidia Orin X“ mit einem Informationsdurchsatz von 500 bis 1000 TOPS oder mehr, ausgeführt für eine Anbindung von maximal 3 Lidarsensoren. Beim Exterieur gehören ein Panoramaglasdach und strömungsoptimierte Radzierblenden zum Gesamtpaket. | | 2021-01 |
| Jaguar J-Pace BEV (SUV) | Tata Group                                                                               | Gerüchte, dass ein batterieelektrisch angetriebener „Jaguar J-Pace“ vorbereitet werde, hat es bereits seit geraumer Zeit gegeben; doch mittlerweile hat das britische Magazin „AutoExpress“ bestätigt, dass das Modell im Begriff ist, Realität zu werden. Darüber hinaus kommt die Ansage vom neuen JLR-Chef Thierry Bolloré, „Jaguar“ in eine Automobilmarke für reine Elektroautos verwandeln zu wollen, nicht wirklich überraschend, zumal die britische Regierung unter Boris Johnson klargemacht hat, dass sie ein Verbrennerverbot für Pkw durchzusetzen gedenkt. Die Marschrichtung für „Jaguar“ ist also völlig klar; und dass der „J-Pace“ oberhalb des „I-Pace“ positioniert werden würde, konnte man schon erahnen. Es geht also beim „Jaguar J-Pace“ um ein großes Elektro-SUV, das – wie der „Jaguar XJ“ – auf der neu entwickelten Fahrgestellarchitektur namens „Modular Longitudinal Architecture“ aufsetzen soll. Eine Traktionsbatterie mit einer Ladekapazität von etwa 100 kWh ist zu erwarten, da das MLA-Fahrgestell etwa bis zu 100 kWh aufnehmen kann und man sich hier eher an der oberen Grenze des Möglichen bewegt. Um im Premiumsegment mit der Konkurrenz mithalten zu können, gilt eine Reichweite von 300 Meilen, also ungefähr 481 Kilometern, als Zielmarke. Die Daten des Modells werden sicherlich noch in geraumer Zeit kundgetan. Ungefähr 2021/2022 ist die Markteinführung des „Jaguar J-Pace“ zu erwarten. | Voraussichtlich in Castle Bromwich in England wird das Modell in Serie gebaut werden. | 2020-12 |
| Jaguar XJ BEV (X590) (neunte Baureihe) (Limousine) | Tata Group                                                                               | Das Vorhaben bezüglich der Serienproduktion eines batterieelektrisch angetriebenen Modells in der Oberklasse nimmt bei Jaguar LandRover allmählich Gestalt an: die Produktion der achten Baureihe der Oberklasselimousine des Herstellers soll im Juli 2019 auslaufen. Das Nachfolgemodell wird voraussichtlich jedoch erst nach einer Pause (ungefähr Ende des Jahres 2021) am Markt ankommen. Die Rede ist von keinem Geringeren als dem „Jaguar XJ“, der – nicht bloß nur, aber auch wegen des Fahrgestells – merklichen Abänderungen unterworfen sein könnte. Um es deutlicher auszudrücken: Im Jaguar XJ soll beim Übergang von der achten zur neunten Baureihe der Verbrennungsmotor durch einen Elektroantrieb ersetzt werden. Eine sich später noch hinzugesellende Sechszylinder-Verbrennervariante wird es nach aktuellem Stand nicht mehr geben. Um die Änderungen realisieren zu können, greift man auf eine neu entwickelte Fahrgestellarchitektur namens „Modular Longitudinal Architecture“ (MLA) zurück, die unterschiedliche Antriebe flexibel aufnehmen kann. Der Gebrauch dieser Plattform als Untersatz in verschiedensten Modellen führt unter Verwendung des Baukastenprinzips zu einer Erhöhung der Anzahl der Wiederholteile und soll dadurch zu einer Verbesserung der Margen bei Jaguar LandRover beitragen. Zugleich laufen Verhandlungen zwischen Jaguar und BMW darüber, Antriebskomponenten gemeinsam zu entwickeln und zu nutzen. Ex-Jaguar-LandRover-Designboss Ian Callum, der Mitte 2019 an der Spitze der Designabteilung abgelöst worden ist, hat bereits angedeutet, dass der XJ – mit den Modelländerungen einhergehend – einen sportlicheren Look bekommen soll. Voraussichtlich wird das Flaggschiff der Marke Jaguar gegen den Tesla Model S und gegen den Mercedes EQS am Markt positioniert werden. Prototypentests an dem Modell sind bereits im Gange. Wie aus einem Transscript eines Investorenkonferenztelefonats von JLR-Finanzvorstand Adrian Mardell hervorgeht, ist einerseits die Entwicklung der Modelle des „Jaguar XJ“ sowie eines elektrischen Range Rovers – gemeint ist hier anzunehmenderweise der „Road Rover“ – zur Serienreife hin gebilligt, andererseits wird sich ihre Vollendung durch Corona verzögern: so sollen ihre Präsentationspremieren vom August und September 2021 nach Oktober und November 2021 verschoben werden. Entsprechend dürften die Hauptserienproduktionsstarts der beiden Modelle sowie deren erste Fahrzeugauslieferungen zeitlich je zwei Monate später als vorgeplant vonstatten gehen. | Die neunte Baureihe des Jaguar XJ wird voraussichtlich im Produktionswerk in Castle Bromwich bei Birmingham/England in Serie gebaut werden. Sie ist als eine von drei neuen Elektroauto-Baureihen vorgesehen, die am dortigen Standort gefertigt werden soll. Ein großes Aufatmen dürfte sich bei den rund 2500 Werksbeschäftigten bezüglich dieser Standortentscheidung breitmachen. Mit der Entscheidung einhergehend, wird in das Werk in Bromwich in größerem Umfang investiert. | 2020-12 |
| Karma GSe-6 (Fließhecklimousine) | Karma Automotive                                                                         | Verantwortliche des kalifornischen Herstellers „Karma Automotive“ haben angekündigt, eine neue batterieelektrisch angetriebene Limousine auf den Markt bringen zu wollen. Offenbar geht es dabei zunächst wohl um den nordamerikanischen Markt. Das neue Modell soll das batterieelektrisch angetriebene Pendant zum „Karma Revero“ werden, sodass eine Modelllänge von etwa fünf Metern für dieses zu erwarten ist. Damit dürfte es in direkte Konkurrenz zum „Tesla Model S“ eintreten, was die Größe angeht. Karosserie und Insassenkabine des neuen Modells sollen auf dem herstellereigenen E-Flex-Fahrgestell aufsetzen, dass auf batterieelektrische Antriebe zugeschnitten ist. Eine 110-kWh-Traktionsbatterie soll von der E-Flex-Architektur aufgenommen werden und bis zu 300 Meilen Reichweite ermöglichen. Das neue Modell soll auf 21- und 22-Zoll-Rädern daherkommen. Erste Auslieferungen zum neuen Modell werden noch im Jahr 2021 erwartet. | | 2020-11 |
| Keating Berus EV (Sportwagen) | Keating Supercars                                                                        | Nach Planungen soll das Modell in einer Verbrenner- und in einer Elektrovariante auf den Markt gebracht werden. Es soll im Frühjahr 2017 auf der Luxuswarenmesse Top Marques in Monaco der Öffentlichkeit präsentiert werden. Im April 2017 soll das Modell angeblich auf den Markt gebracht werden. Der Antrieb der Elektrovariante soll eine Spitzenleistung von 200 bis 400 PS und ein maximales Drehmoment von 1429 Nm generieren. | Das Modell wird wohl, wenn überhaupt, ab Werk in Bolton in England in Manufaktur-Kleinstserienproduktion gefertigt werden. | 2016-08 |
| Kia ?? (Gemeint ist hiermit ein noch namenloses Modell, das unter der internen Bezeichnung „CV“ kursiert.) (Crossover)                                                       | Hyundai Motor Group                                                                      | Auf dem Genfer Automobilsalon des Jahres 2019 ist ein Concept Car namens „Kia Imagine EV Concept“ der Öffentlichkeit präsentiert worden, welches einen Vorgeschmack auf das vorliegende Modell geben sollte. Das unter der internen Bezeichnung „CV“ kursierende Modell soll 2021 auf den Markt kommen. Der mit beinahe Coupé-haften Zügen daherkommende Crossover sieht fast so aus wie eine hochgelegte Fließhecklimousine, insgesamt mit einem ausgesprochen eigenständigen Design. Die stark gewölbte Fronthaube leitet den Blick zur flach stehenden Windschutzscheibe und nur leicht abfallenden Dachlinie bis zum wieder ansteigenden Heckkantenspoiler hin. Die sehr flachen LED-Frontscheinwerfer sind von einer, um diese herumgeführten, Chromleiste umrandet; einen Kühlergrill gibt es nicht. Auch das Design dieses Modells stammt aus dem Team von Hyundai-Motor-Group-Designchef Luc Donckerwolke. Im Gegensatz zum Kia E-Niro und dem Kia E-Soul, die Elektrovarianten von Verbrenner-Fahrzeugkonzepten sind, basiert das unter der internen Bezeichnung „CV“ kursierende Modell auf einem neuen, für Elektroantrieb optimierten Fahrgestell. Das E-GMP (Electric-Global Modular Platform) ist flexibel skalierbar und für Plugin-Hybrid, Wasserstoffantrieb sowie reinen Batterie-Antrieb ausgelegt. Im Unterboden ist die Traktionsbatterie untergebracht. Ungefähr 300 Meilen Reichweite (481 Kilometer) werden für das Modell erwartet. Rimac Automobili steuert 800-V-Batterie- und Ladetechnologie zum Modell bei. In ungefähr 20 Minuten soll das Modell per Schnellladung aufladbar sein. Prototypentests zu diesem Modell sind bereits im Gange (Stand: Ende Juli 2020). Mit einem Prototyp dieses Modells, der auf einer Fotoserie erfasst werden konnte, wurde offenbar als „Benchmark“ ein „Tesla Model 3“ mitgeführt, wie Erlkönigfotos aktuell zeigen. Insgesamt will der Hersteller elf weitere E-Modelle der Marke Kia bis 2025 am Markt haben, abgesehen von den Elektroversionen des Kia Soul und des Kia Niro, die bereits seit geraumer Zeit im Handel sind. Diese elf Modelle sollen jeweils über 200 Meilen (also 322 Kilometer) Reichweite und jeweils zu 80 Prozent in weniger als 20 Minuten wieder aufgeladen werden können. In puncto Ladefähigkeiten wird Kia insgesamt zwei Fahrzeugvarianten (400 V oder 800 V) anbieten. Das vorliegende Modell wird, wie gesagt, mit 800-V-Batterie- und Ladetechnologie von Rimac ausgestattet. Einige der erwähnten elf Modelle sollen auf einem gemeinsam mit dem Start-up „Canoo“ entwickelten Fahrgestell aufsetzen. Das (unter der Leitung von Ulrich Kranz stehende) Start-up-Unternehmen „Canoo“ entwickelt derzeit vor allem Elektro-Nutzfahrzeuge und Baugruppen von Elektro-Nutzfahrzeugen sowie Technik für spezielle Mobilitätskonzepte. | | 2020-08 |
| Leapmotor C11 (SUV) | Zhejiang Zero Run Technology                                                             | Das chinesische Startup-Unternehmen „Zhejiang Zero Run Technology“ beabsichtigt, ein 4,75 m langes, 1,91 m breites und 1,65 m hohes SUV in zwei Antriebsvarianten auf den chinesischen Markt zu lancieren. Die Antriebsvariante mit Hinterradantrieb wartet mit einer Spitzenmotorleistung von knapp 276 PS und einer Traktionsbatterie von 76,6 kWh auf. Die Allradvariante kommt hingegen mit etwas über 551 PS sowie einer Traktionsbatterie von 90 kWh daher. Erste Auslieferungen auf dem chinesischen Markt werden wohl demnächst vonstatten gehen. | | 2021-01 |
| Local Motors LM3D Swim (Buggy) | Local Motors                                                                             | Von drei Standorten in den USA aus, welche Fahrzeuge im 3D-Druckverfahren mit anschließender Materialbearbeitung und durch Montage der zu ergänzenden Komponenten produzieren sollen, will der Hersteller die Realisierung seiner Produkte angehen. Der LM3D Swim ist nur eines von mehreren geplanten Modellen des Herstellers; dessen Markteinführung wird jedoch (im Vergleich zu den anderen) als erste konkret. Der LM3D Swim soll gemäß Planungen 2016 bestellbar werden, mit ersten Auslieferungen kann aber erst 2017 gerechnet werden. Erste Crashtests sollen vielversprechend verlaufen sein; die damit verbundene Testphase soll mit der Typgenehmigung zum amerikanischen Straßenverkehr bis zum Jahresende 2016 abgeschlossen werden. Nach Planungen soll auch eine Mikrofabrik in Deutschland, nach den Wünschen des Herstellers in Berlin, errichtet werden. Dort soll es, falls möglich, 2016 mit der Produktion losgehen. | | 2016-07 |
| Lotus ?? (Gemeint ist hiermit ein noch namenloses Modell, das unter der internen Bezeichnung „Lambda“ kursiert.) (SUV)                                                       | Geely                                                                                    | Für das Jahr 2022 plant der chinesische Hersteller „Geely“, unter der Automobilmarke „Lotus“ ein batterieelektrisch angetriebenes Luxus-SUV, das unter der internen Bezeichnung „Lambda“ kursiert, voraussichtlich auf verschiedene Märkte der Welt zu lancieren, unter anderem auf den chinesischen. Ob die alten SUV-Pläne, die bereits um 2017 unter dem vorangegangenen Geschäftsführer Jean-Marc Gales entwickelt worden sind, die noch für Verbrenner konzipiert worden waren und von denen Patentzeichnungen noch im Internet angetroffen werden können, wieder aufgegriffen und fortgesetzt werden oder in Sachen Modellentwicklung noch einmal bei Null begonnen wird, da es sich ja nun um ein Modell mit batterieelektrischem Antrieb handeln soll, ist nicht so ganz klar. Was jedoch bereits klar ist: Für das Modell soll das SEA-Fahrgestell des Geely-Konzerns als Basis verwendet werden. Der Antrieb soll mindestens 550 kW, also 747,8 PS, Motorleistung generieren und mindestens 580 Kilometer (Testzyklus??) weit kommen. Ein als Muletto hergerichteter „Lynk & Co 01“ wird bereits zum Vorbereiten des Antriebs für den späteren sogenannten „Lambda“ eingesetzt. | | 2021-01 |
| Lotus Evija BEV (Sportwagen) | Geely                                                                                    | Geplant ist bei Lotus Cars ein batterieelektrisch angetriebener Sportwagen, zu dem eine Vorstudie bereits präsentiert worden ist und von dem es ungefähr kurz vor Mitte des Jahres 2021 – vermutlich im Juni 2021 – erste Auslieferungen geben soll, fünf Monate später als ursprünglich geplant. Als Grund für die Verschiebung der ersten Auslieferungen wird vom Unternehmen die Corona-Pandemie genannt. Insgesamt sollen von dem Modell 130 Fahrzeuge in einer limitierten Serie hergestellt werden. Das Modell soll mit voraussichtlich 2000 PS Motorleistung daherkommen. Die Beschleunigung von 0 auf 100 km/h soll bei unter drei Sekunden liegen. Die Höchstgeschwindigkeit liegt bei über 340 km/h. Die Traktionsbatterie soll eine Ladekapazität von 70 kWh bekommen. Zum Wiederaufladen soll eine Gleichstrom-Ladeleistung von 800 kW bereitgestellt werden. Bei der besagten Ladeleistung soll das Vollladen neun Minuten dauern. Steht „nur“ ein 350-kW-Gleichstrom-Schnelllader zur Verfügung, so verlängert sich die Ladedauer auf 12 Minuten. Der in Leamington Spa in England ansässige Hersteller hat sich in der Vergangenheit durch Ultraleichtkonstruktionen im Sportwagenbau einen Namen gemacht. Im Sommer 2018 hat der chinesische Hersteller Geely eine 51%-Beteiligung an Lotus erworben. Angekündigt wurden Pläne, wonach Lotus wiederbelebt und zu einer Weltmarke gemacht werden soll. Zu diesem Zweck wollen die Geely-Verantwortlichen umgerechnet 1,67 Mrd. Euro in den britischen Sport- und Rennwagenbauer investieren. Geplant sind unter anderem ein zweites Werk am Standort Hethel sowie ein neues Design- und Innovationszentrum. Auch sollen zeitnah 200 Ingenieure neu eingestellt werden. Zum Exterieurdesign des Modells besitzt der Hersteller bereits klare Vorstellungen. Die Einrichtungen für die Manufaktur-Kleinstserienproduktion sind mittlerweile fertiggestellt (Stand: Ende Februar 2020). Protoypentests laufen bereits. Rund siebzig der einhundertdreißig Fahrzeuge sind bereits vorbestellt; dies hat Lotus-Chef Phil Popham zu verstehen gegeben (Stand: August 2020). | | 2020-08 |
| Lucid Air (vormals als Lucid Atvus bezeichnet) (Limousine der obersten Mittelklasse)                                                                                         | Lucid Motors                                                                             | Das Start-up-Unternehmen „Lucid Motors“, vormals „Atieva“ genannt, hat am 1. Dezember 2016 vor dem Staatskapitol des US-Bundesstaates Arizona zwei Alpha-Prototypen des Modells in Erlkönig-Camouflage der Öffentlichkeit gezeigt. Dabei wurde vom Gouverneur von Arizona wie auch vom Chef von Lucid Motors sowie von anderen Verantwortlichen eine gemeinsame Zusammenarbeit in kurzen Ansprachen bekräftigt. Der Bau der 700 Mio. US-Dollar teuren Produktionsstätte, in der dann das Modell gefertigt werden soll, begann etwa 2017. Das Firmengelände liegt in Casa Grande in Arizona. Der Plan, mit dem Modell bereits 2018 am Markt zu sein, musste aus Knappheit an finanziellen Mitteln fallen gelassen werden. Nachdem nun Lucid Motors den Einstieg eines saudischen Investmentfonds in das Unternehmen akzeptiert hat, hat das Unternehmen Finanzmittelzusagen in Höhe von 1 Mrd. US-Dollar erhalten; und entsprechend konnten die Verantwortlichen den Marktstart des „Lucid Air“, beginnend mit den Vorreservierungen, auf das Jahr 2020 neu festlegen. Der Serienproduktionsstart des „Lucid Air“ soll im zweiten Quartal des Jahres 2021 vonstatten gehen. Ursprünglichen Planungen zufolge sollte das Modell auf der New York Auto Show im April 2020 der Öffentlichkeit präsentiert werden. Die Corona-Pandemie hat die Verwirklichung dieses Events verhindert. So hat das Modell nun, in der Präsentation nach wie vor durch die Randbedingungen der Corona-Pandemie beschränkt, am 9. September 2020 ersatzweise ein Debüt bekommen. Das Modell kann mittlerweile vorreserviert werden, auch in Europa (Stand: Anfang Februar 2020). Mit einer Länge von etwa 4,97 Metern, einer Breite von etwa 1,93 Metern und einer Höhe von etwa 1,41 Metern fällt der „Lucid Air“ in die oberste Mittelklasse. Das Modell soll im Laufe der Markteinführung nach und nach vier verschiedene Antriebsvarianten umfassen, namentlich die Varianten „Air“, „Air Touring“, „Air Grand Touring“ sowie „Air Dream Edition“. Karosserie, Rahmen und Insassenkabine setzen auf dem „Lucid Electric Advanced Platform“-Fahrgestell des Herstellers auf. Die Limousine kommt mit einem batterieelektrischen Antrieb mit einer Spitzenmotorleistung von bis zu 1.094 PS daher und beschleunigt im Falle der Performance-Antriebsvariante „Air Dream Edition“ innerhalb von 2,5 Sekunden von Null auf 100 km/h. Das Modell besitzt eine Lithium-Ionen-Traktionsbatterie mit einer Brutto-Ladekapazität von 113 kWh. Die Traktionsbatterie weist eine Betriebsspannung von 924 Volt auf – die höchste Spannung, die bislang bei Serien-Elektroautos verwendet wird. Die höchste Reichweite beim Vergleich der Antriebsvarianten des „Lucid Air“, die bei der „Air Grand Touring“-Variante zusammenkommt, beträgt gemäß EPA-Testzyklus 830 Kilometer. Geladen werden kann der „Lucid Air“ mit einer DC-Ladeleistung von 300 kW. Elektrische Energie für 300 Meilen (481 Kilometer) kann damit in 20 Minuten geladen werden. Derek Jenkins, der Vizepräsident für Design bei Lucid Motors plant, mit großer Geräumigkeit in Gestalt einer eigenständigen Lounge-Konzeption für den „Lucid Air“ gegen die deutsche und nicht-deutsche Premium-Konkurrenz zu punkten. Zu den Investoren von Lucid Motors gehören neben dem saudischen Investmentfonds unter anderem Tsing Capital, die japanische Mitsui & Co., Venrock, ferner der China Environmental Fund sowie Jafco Life Science. Der vormalige Investor LeShi Holding (Beijing) Company beziehungsweise dessen Tochterunternehmen LeEco hat seine Anteile an Lucid Motors mittlerweile veräußert (Stand: Juli 2017). | | 2021-01 |
| Lucid Gravity (Crossover der obersten Mittelklasse) | Lucid Motors                                                                             | Ein knapp 4,99 m langer Crossover namens „Lucid Gravity“ befindet sich in Vorbereitung. Hinsichtlich der Konstruktion ist es gut möglich, dass Karosserie, Rahmen und Insassenkabine des Modells auf dem gleichen „Lucid Electric Advanced Platform“-Fahrgestell aufsetzen wie beim „Lucid Air“, das Modell möglicherweise durch den Hersteller dabei sogar die gleichen Antriebskonfigurationen und -leistungen wie beim „Air“ zugewiesen bekommt. | | 2021-01 |
| Lynk & Co ?? (Gemeint ist hiermit ein noch namenloses Modell, das auf dem „Lynk & Co Zero Concept“ basiert.) (Limousine)                                                     | Geely                                                                                    | Mit dem vorliegenden Modell will der chinesische Hersteller Geely auf dem chinesischen, dem amerikanischen und dem europäischen Markt angreifen. Auch, wenn das Design vom „Tesla Model 3“ differiert, so soll dieses Modell Tesla Konkurrenz machen. Über Details zum künftigen vermeintlichen „Tesla Model 3“-Rivalen, dessen Serienmodell gemäß Planungen auf dem „Lynk & Co Zero Concept“ basieren soll, wird in der kommenden Zeit sicherlich noch berichtet werden. Zu den markanten Designelementen der Modellfamilie, zu der dieses Modell gehört, zählen hoch angesetzte Scheinwerfer und ein breiter wie flacher Frontgrill. Die Modelle von Lynk&Co. sollen in Filialen in Großstadt-Shopping-Malls ausgestellt werden und die Fahrzeuge der Marke von den Kunden voraussichtlich für eine Zeitspanne von einem bis zweiunddreißig Monaten nach „Rundum-sorglos-Manier“ abonniert werden können: das bedeutet, dass Wartung und Instandhaltung vom Hersteller oder von einem von diesem beauftragten Partnerunternehmen geleistet werden. Der Kunde abonniert das Fahrzeug, bezahlt dafür monatlich einen bestimmten Betrag. Nach einer gewissen Zeitspanne wird das Fahrzeug gewartet und instand gesetzt. Anschließend wird das Fahrzeug zu einem niedrigeren monatlichen Betrag zum Abonnieren erneut angeboten. Ein zusätzlicher Ride-Sharing-Modus kann aktiviert bzw. deaktiviert werden. Das Abonnementsystem richtet sich an junge Leute, die noch kein eigenes Auto besitzen möchten. Zum Kauf angeboten werden die Fahrzeuge der Marke Lynk&Co. übers Internet. Konnektivität wird in der Lynk-&-Co-Welt großgeschrieben: so erhält jedes Fahrzeugmodell einen großen zentralen Touchscreen sowie fortgeschrittene Fahrerassistenzsysteme und bleibt unterwegs stets mit dem Internet und der eigenen Autocloud verbunden. Erste Großstadt-Filialen in Europa sind nach den Plänen des Herstellers vorgeplant für die Städte Amsterdam, Barcelona, Berlin, Brüssel und London. Diese „Offline-Stores“ werden voraussichtlich als Spaß-Marken-Boutiquen konzipiert sein (was auch immer das heißen mag). Außerdem wollen die Lynk&Co-Verantwortlichen mit der Boutiquenkette „Tictail“ eine Design-Zusammenarbeit in Gang setzen. Gemäß dem Hersteller Geely ist für das Concept Car „Lynk & Co Zero Concept“, das Planungen zufolge in China zur Serienreife hin entwickelt und anschließend gebaut werden soll, in 2021 die Serienproduktion vorgesehen. Die Markteinführung des benannten Modells in Europa ist entweder noch im selben Jahr oder in der darauffolgenden Zeit zu erwarten. | Voraussichtlich wird das Modell in Zhangjiakou in der Provinz Hebei oder in Taizhou in der Provinz Zhejiang, VR China, in Serie vom Band rollen. | 2020-11 |
| Mahindra eXUV300 BEV (SUV) | Mahindra & Mahindra                                                                      | Eine Elektrovariante des Mahindra XUV300 befindet sich in Vorbereitung, die in der zweiten Hälfte des Jahres 2021 auf den indischen Markt gelangen soll. | | 2020-02 |
| Mahindra Scorpio BEV (Offroader) | Mahindra & Mahindra                                                                      | Eine Elektrovariante des Mahindra Scorpio befindet sich in Vorbereitung. | | 2016-12 |
| Maruti Suzuki WagonR BEV (Hochdachkombi) | Maruti Suzuki                                                                            | Planungen zufolge beabsichtigt der indische Autohersteller Maruti Suzuki, bereits im Jahr 2021 30.000 bis 35.000 Elektroautos in Indien zu produzieren. Während Konkurrent Mahindra den e2o auf dem indischen Markt bereits platziert hat, will Maruti Suzuki nachziehen. Das erste dafür ins Auge gefasste Fahrzeugmodell soll als Elektrovariante eines bereits bestehenden Modells daherkommen; es handelt sich dabei um den in Indien beliebten WagonR. Das Erscheinen des besagten Modells ist für 2020 vorgesehen. Von Oktober 2018 an sollen nach den Plänen von Maruti Suzuki Elektroautotests an 50 Prototypen des Modells realisiert werden. | | 2018-09 |
| Maserati MC20 BEV (Sportwagen) | Stellantis                                                                               | Angeblich sind die Ingenieure von FCA dabei, zunächst einen zweisitzigen Mittelmotorwagen mit Hybrid-Antrieb zu entwickeln, dessen Biturbo-3,x-Liter-V6-Motor an der Hinterachse zusammen mit einer Elektrovorderachse grob 700 PS leisten. Dieser soll noch 2020 auf den Markt kommen. Zeitlich versetzt soll von dem M20-Modell auch eine batterieelektrisch angetriebene Variante in Serie gebaut werden. Gemäß Planungen soll die batterieelektrisch angetriebene Variante 2022 auf die Straße gebracht werden. Angeblich soll Ferrari den Elektroantrieb beisteuern. Die Maserati-Blue-Elektroantriebstechnologie soll ein 800-V-System beinhalten; eine Hochleistungsschnellladefunktion ist also wahrscheinlich. Entwickelt wird das Modell unter anderem in dem 2015 eröffneten Maserati Innovation Lab in Modena. Eine Elektro-Cabrio-Variante des MC20 ist ebenfalls geplant. Ebenso soll unter der Marke Maserati noch ein batterieelektrisch angetriebenes Utility Vehicle im EU-Kommissions-definierten D-Segment – auch unter dem Trivialnamen „Baby-Levante“ kursierend – herausgebracht werden. | Planungen zufolge soll das Modell im FCA-Zweigwerk in Modena/Italien in Serie gefertigt werden. | 2020-09 |
| Maserati Grecale BEV (SUV) | Stellantis                                                                               | Für das Jahr 2022 planen die Verantwortlichen für die Automobilmarke „Maserati“, ein neues SUV herauszubringen, das auf dem Giorgio-Fahrgestell des FCA-Konzerns aufsetzen soll und innerhalb des Maserati-Produktportfolios unterhalb des „Maserati Levante“ positioniert werden soll. Mit einer Modelllänge von ungefähr 4,70 m wird es in der Mittelklasse angesiedelt sein und möglicherweise zu einem Porsche-Macan-Rivalen werden. Von diesem neuen Modell, das „Maserati Grecale“ heißen soll und welches mit dem Trivialnamen „Baby-Levante“ schon mal eine erste Vorab-Umschreibung bekommt, soll es mindestens eine Verbrennervariante sowie eine batterieelektrisch angetriebene Variante geben, so die Planungen. | Planungen zufolge soll das Modell im FCA-Zweigwerk in Cassino/Italien in Serie gefertigt werden. | 2020-11 |
| Mercedes-Benz EQE (V295) (Limousine) | Daimler und Beijing Benz Automotive                                                      | Nach Planungen soll bei Daimler ein Modell, das voraussichtlich in der obersten Mittelklasse oder in der untersten Oberklasse platziert werden wird, mit einer Länge ungefähr zwischen 4,85 m und 5,15 m, von den Abmaßen her unterhalb des Flaggschiffs „EQS“ liegend, Anfang des Jahres 2022 in die Hauptserienproduktion gelangen. Prototypentests sind bereits im Gange. Die relativ lang gestreckte Fließhecklimousine wird voraussichtlich mindestens die Geräumigkeit einer E-Klasse bieten. Karosserie und Insassenkabine sollen auf einem Electric-Vehicle-Architecture-(EVA)-2-Fahrgestell aufsetzen, das eine flach gebaute Lithium-Ionen-Traktionsbatterie aufnehmen soll. Zwei Elektromotoren, die für den Antrieb von je einer Achse (Vorder- bzw. Hinterachse) zuständig sind, bilden zusammen mit der Batterie die Grundkomponenten des batterieelektrischen Allradantriebs, der für das Modell vorgesehen ist. | Planungen zufolge soll das Modell Anfang des Jahres 2022 in Bremen sowie bei „Beijing Benz Automotive“ in Peking/VR China in Hauptserienproduktion gehen. | 2020-12 |
| Mercedes-Benz EQT (rundum verglaster Hochdachkombi) (zweite Baureihe) | Daimler                                                                                  | Ende Juli des Jahres 2020 hat der Daimler-Konzern einen Ausblick auf seine zukünftige „Mercedes-Benz T-Klasse“ gegeben. Die T-Klasse – das ist ein Überbegriff für einen Hochdachkombi in verschiedenen Ausführungsvarianten – soll es mit unterschiedlichen Antriebsarten geben. Verbrenner- und Elektroantriebsvarianten stehen fest auf dem Programm. Bei der Entwicklung dieser Hochdachkombis handelt es sich um ein Gemeinschaftsprojekt von Daimler und der Renault-Nissan-Mitsubishi Alliance, bei dem der „Renault Kangoo“/„Renault Express“ die Basis darstellt und daraus in modifizierter Form die Ausführungsvarianten der T-Klasse entstehen sollen. Gefertigt werden die Hochdachkombis in einem Produktionswerk in Maubeuge im Norden Frankreichs, nahe zur französisch-belgischen Grenze. Im Renault-Konzern will man mit dessen Modellen „Renault Kangoo“/„Renault Express“ 2021 auf den Markt kommen – für den „Renault Kangoo“ wird es wohl die dritte Baureihe sein –, bei Daimler wollen dessen Verantwortliche im ersten Halbjahr des Jahres 2022 mit dessen Modellen folgen. Nimmt man bei Mercedes die Citan-Baureihe zum Ausgangspunkt, so handelt es sich bei Mercedes um die zweite Baureihe. Um nicht auf die ganze T-Klasse einzugehen, sollen hier nur die Elektroantriebsvarianten herausgegriffen werden, von denen – in Analogie zur V-Klasse – folgende zu erwarten sind: „Mercedes-Benz EQT“ –– ein rundum verglaster Hochdachkombi mit batterieelektrischem Antrieb für Privatkunden (siehe hier) „Mercedes-Benz eCitan Tourer“ –– ein rundum verglaster Hochdachkombi mit getönten Scheiben, batterieelektrischem Antrieb, überwiegend für Gewerbekunden (siehe Wikipedia-Elektronutzfahrzeugliste) „Mercedes-Benz eCitan Kastenwagen“ –– ein Kastenwagen mit batterieelektrischem Antrieb, überwiegend für Gewerbekunden (siehe Wikipedia-Elektronutzfahrzeugliste) Dies gilt zumindest, sofern man bei Daimler die Modellbezeichnungs-Nomenklatur, die man auf die V-Klasse angewandt hat, für die T-Klasse analog beibehält. Greift man nun den „Mercedes-Benz EQT“ aus den drei zu erwartenden Elektroantriebsvarianten heraus, so ist klar, dass es sich dabei um die „familien- und freizeitorientierte“ Ausführung des Hochdachkombis handelt. Für das 2017er „Kangoo“-Modell mit 33-kWh-Traktionsbatterie waren zuletzt 270 Kilometer Reichweite möglich. Wie viel für den „Mercedes-Benz EQT“ nach allen Veränderungen an Reichweite möglich werden wird, wird man sehen. Im Vergleich zu den T-Klasse-Verbrennerantriebsvarianten verfügt der EQT über eine spezielle Front (anders gestaltete Scheinwerfer, anderer Verkleidungsfrontgrill, anders gestalteter Stoßfänger usw.). Eine künftige stärkere Differenzierung der T-Klasse-Ausführungen gegenüber den Renault-Kangoo-Ausführungen ist wohl angedacht. Prototypentests sind bereits im Gange. | | 2020-12 |
| MG ?? (Gemeint ist hiermit ein noch namenloses Modell, das auf dem „MG E-Motion Concept“ basiert.) (Sportcoupé)                                                              | SAIC                                                                                     | Zu diesem Modell ist im April 2017 auf der Shanghai Auto Show eine Vorstudie namens „MG E-Motion Concept“ der Öffentlichkeit vorgestellt worden. Das Modell, ein Sportcoupé mit Schmetterlingstüren, soll eine Reichweite von 500 Kilometern erhalten und in weniger als vier Sekunden von 0 auf 100 km/h beschleunigen. Ein Serienproduktionsbeschluss zu diesem Modell ist mittlerweile gefasst worden (Stand: Juli 2019). Der Marktstart des Modells war ursprünglich für das Jahr 2021 angesetzt. Mittlerweile (Stand: Januar 2021) scheint das Debüt des Modells ins Jahr 2022 hinein verschoben worden zu sein: angeblich möchte der Hersteller SAIC ein viersitziges Sportcoupé präsentieren, das als Flaggschiff der Marke „MG“ fungieren soll. Allerdings sollen die im Concept Car „MG E-Motion Concept“ gezeigten Schmetterlingstüren nicht in das Serienmodell in die Hauptserie hinein übernommen werden. Mit einem Sportcoupé würde der Hersteller an die Traditionen der Marke anknüpfen, die existierten, noch bevor die Marke von SAIC übernommen worden ist. | | 2021-01 |
| Micro Microlino (Retro-Microcar) | Micro Mobility Systems                                                                   | Auf dem Genfer Automobilsalon 2016 ist das Modell erstmals im größeren Rahmen gezeigt worden. Bei dem Modell handelt es sich um eine batterieelektrisch angetriebene Nachempfindung der BMW Isetta, wobei die Konstruktion des trapezförmigen Gefährts mit räumlichen Rundungen in der Designsprache der heutigen Zeit konkretisiert ist. Die „Knutschkugel“, wie sie auch vom Volksmund genannt wird, wird maximal 90 km/h schnell und besitzt, je nach Batteriegröße, entweder eine Reichweite nach NEFZ von 126 Kilometern (bei einer Ladekapazität von 8 kWh) oder eine von 202 Kilometern (bei einer Ladekapazität von 14,4 kWh). Die Motorleistung des 2,4 Meter langen Elektrozweisitzers lag ursprünglich bei 15 kW, also 20 PS. Mittlerweile hat man dem Microlino einen stärkeren Motor spendiert. Einige weitere konstruktive Abänderungen hat man jüngst umgesetzt: Indem man eine fixe Lenksäule integriert hat, die sich nicht mehr beim Öffnen der Tür nach vorne klappt, hat man Robustheit und Verlässlichkeit der Lenkung erhöht. Außerdem hat man die Hinterachse verbreitert, was der dynamischen Fahrstabilität zugute kommt (Stand: Ende Februar 2020). Anders als die Original-Isetta besitzt das Modell auch eine Heckklappe. Der Kofferraum dahinter hat ein Fassungsvermögen von etwa 300 Liter. Da das Modell derzeit einer größeren technischen Überarbeitung unterzogen wird, muss mit Veränderungen bei den technischen Daten gerechnet werden (Stand: Ende Februar 2020). Planungen zufolge sollte das Modell eigentlich auf dem Genfer Automobilsalon im März 2020, den aktuellen Stand der Entwicklung widerspiegelnd, gezeigt werden. Der Genfer Auto-Salon musste jedoch wegen des Coronavirus abgeblasen werden. Rechtlich gesehen, werden die Fahrzeuge dieses Modells der EU-Fahrzeugklasse L7e zugeordnet. Ursprünglichen Planungen zufolge sollte das Modell bei Tazzari in Serie gefertigt werden. Die Tazzari Group verfügt über eine 11.000 Quadratmeter große Produktionsstätte in Imola/Italien. Jedoch im Herbst 2018 hat der deutsche Hersteller Paragon alle Rechte für die Produktion des Schweizer E-Stadtflitzers Microlino vom italienischen Hersteller Tazzari übernommen, wobei letzterer sich künftig auf Projekte außerhalb des Stadtauto-Segments fokussieren will. Praktisch ist der Deal dadurch zuwege gebracht worden, dass das Tazzari-Group-Tochterunternehmen „Tecno Meccanica Imola“ (TMI) an Paragon veräußert worden ist. Somit sollte der von der Schweizer Micro Mobility Systems AG konstruierte elektrische Kabinenroller im Isetta-Look infolgedessen in der westfälischen Stadt Delbrück gefertigt werden. Dort nämlich ist Paragon ansässig. Hinter Paragon steht in erster Linie der Geschäftsmann Klaus Dieter Frers, der auch im deutschen Automobilunternehmen Artega die Strippen zieht. Im Dezember 2018 / Januar 2019 sollte die Produktion des Microlino vom italienischen Imola in eine 3.000 Quadratmeter große Halle in Delbrück verlegt werden, so die ursprünglichen Planungen. Insgesamt sollte Artega rund drei Millionen Euro in Produktionsgebäude und -linien investieren und rund 50 neue Arbeitsplätze in Delbrück schaffen. Die zunächst vorgesehene Produktionskapazität sollte im Startjahr 2019 1.000 bis 1.500 Fahrzeuge pro Jahr betragen; 2020 sollte sie dann auf 8.000 Fahrzeuge pro Jahr erhöht werden; der Fertigungsstart war für Januar 2019 vorgesehen. Mit ersten Auslieferungen könnten Schweizer Kunden im Frühling rechnen, hieß es. Für deutsche Kunden, die etwas später drankommen sollten, würde es voraussichtlich Mitte 2019 so weit sein. Mit dem Konkretwerden dieser Pläne sollte es eigentlich aufwärts gehen. Tat es aber nicht. Diese ganzen Planungen sind nun Makulatur (Stand: August 2019). Zunächst musste die Familie Ouboter ihre Interessenten nochmals über eine Verzögerung unterrichten: Auftragsfertiger TMI liefere nicht die gewünschte Qualität. Paragon-Chef Klaus Dieter Frers wiederum kündigte kurze Zeit später an, selbst einen ganz ähnlichen Elektro-Kleinstwagen bauen zu wollen mit ganz ähnlichem Namen: Karolino. Der zudem noch “in mehr als 150 technischen Punkten” besser sei als der Microlino. Die Behauptung, dass der Kabinenroller in “mehr als 150 technischen Punkten” verbessert worden sei, ist von den Verantwortlichen von Micro Mobility Systems entschieden in Frage gestellt worden. Die diesbezügliche Auseinandersetzung mündete in einen Rechtsstreit vor Gericht. Mittlerweile ist in dieser Angelegenheit ein Entscheid des Oberlandesgerichts München (Aktenzeichen 29 W 866/19) ergangen: das OLG hat der Paragon-Tochtergesellschaft Artega verboten, seine optisch kaum vom Microlino unterscheidbare Version des Karolino im September auf der Frankfurter Automesse IAA zu zeigen. Außerdem wurde ihr untersagt, Werbung für den Microlino-Klon auf deren Website zu tätigen. Gleichwohl ist das Elektrokabinenroller-Modell von Artega auf der Frankfurter Automesse dennoch gezeigt worden, allerdings unter der geänderten Bezeichnung „Artega Karo“. Im November 2019 haben die Verantwortlichen von Micro Mobility Systems und Artega dann den Streit schließlich außergerichtlich beigelegt: danach darf der Hersteller Artega sein Modell Karo zukünftig eigenständig entwickeln, herstellen und vermarkten; und beide Unternehmen gehen fortan getrennte Wege. Die Verantwortlichen von Micro Mobility Systems wollen den Microlino 2021 auf den Markt bringen; für die Fertigung des Microlino wird eine Partnerschaft mit der italienischen Firma CECOMP anvisiert, die unter anderem das Elektroauto „Bluecar“ entwickelt und produziert hatte. Darüber hinaus haben die Verantwortlichen von Micro Mobility Systems Peter Müller, einen Ingenieur mit langer Erfahrung in der Automobilindustrie, für den Posten des Technikchefs in ihrem Unternehmen gewinnen können. Bekanntlich feierte im Januar 2018 der Vorserien-Microlino in Zürich seine Premiere. Im Laufe der Zeit haben die Ouboters (Wim, Janine, Oliver und Merlin Ouboter), die bei Micro Mobility Systems und bei der Microlino AG den Microlino quasi im Familienverbund kreiert haben, nach eigenen Angaben mehr als 17.000 Vorbestellungen für das urige Elektro-Gefährt erhalten (Stand: Ende Februar 2020). Seit Juni 2019 kann der Microlino online im Internet gemäß Kundenwunsch konfiguriert werden. Das Straßenzulassungsverfahren für Europa hat der Hersteller für das Modell bereits hinter sich bringen können. | Nach Planungen soll das Modell von 2021 an beim Auftragsfertiger CECOMP in Italien in Serie produziert werden. | 2020-03 |
| Mine Mobility SPA1 BEV | Energy Absolute                                                                          | Das Modell, voraussichtlich eines der ersten in Serie gehenden Elektroautos aus thailändischer Produktion, ist auf der Bangkok Motor Show 2019 der Öffentlichkeit präsentiert worden. Das Produktionswerk für dieses Modell befindet sich zurzeit noch in der Fertigstellung. Gemäß Planungen soll zum Ende des Jahres 2019 die Hauptserienproduktion hochgefahren werden. Der Hersteller, noch ein Neuling in der Autobranche, ist der zweitgrößte Energieversorger Thailands. Ziel des Herstellers ist es, im Laufe des Jahres 2020 etwa 5000 Fahrzeuge auf die Straße zu bringen und 700 Ladestationen zu errichten. | Eine Serienproduktion von 10.000 Fahrzeugen dieses Modells pro Jahr wird angestrebt. | 2019-06 |
| Mini Countryman BEV (dritte Baureihe) (Crossover) | BMW                                                                                      | Planungen zufolge soll die dritte Baureihe des „Mini Countryman“ ab 2023 im BMW-Zweigwerk in Leipzig gebaut werden. Ein batterieelektrischer Antrieb ist für das Modell vorgesehen. | | 2020-11 |
| MMM M-Zero BEV (Sportwagen) | Mean Metal Motors                                                                        | Zusammen mit der Tazzari Group will Mean Metal Motors zwei serientaugliche Prototypen bis 2018 bauen. Eine Serienproduktion soll in Gang gesetzt werden, so die Planungen, sodass etwa 2019 das Modell auf den europäischen und auf den indischen Markt kommen könnte. | | 2016-11 |
| Mullen MX-05 BEV (SUV) | Mullen Technologies                                                                      | Das 2014 gegründete kalifornische Start-up-Unternehmen Mullen Technologies hat mit dem Investor Axiom Financial eine Absichtserklärung unterzeichnet, für 135 Mio. US-$ eine Produktionsanlage für Elektroautos zu erwerben bzw. auszustatten. Nach Planungen soll spätestens im Jahr 2022 die Produktion beginnen. Gebaut werden soll ein Luxus-SUV von mittlerer Größe. Das Modell soll es in zwei Antriebsvarianten geben: in einer Heckantriebsvariante, in welcher ein einmotoriger E-Antrieb nur die Hinterräder antreibt, sowie in einer Allradantriebsvariante, in dessen Antrieb je ein E-Motor für das Bewegen von je einer Antriebsachse (vorn und hinten) zuständig sind. In der Allradantriebskonfiguration lässt sich der „Mullen MX-05“ in 3,2 Sekunden auf 100 km/h beschleunigen, knapp 250 km/h in der Spitze schaffen und mit einer Akkuladung aus einer 100 kWh-Batterie eine Reichweite von rund 523 km zurücklegen. Bereits seit Oktober 2020 werden für das Modell Vorbestellungen entgegengenommen. Nach eigenen Angaben hat das Unternehmen eine Absichtserklärung zu einem Großauftrag, einen sogenannten „letter of intent“, von der Firma „Unlimited Electrical Contractors“ aus Florida erhalten. Wie die Kalifornier mitteilen, soll zunächst eine endgültige und verbindliche Vereinbarung über den Kauf der ersten 1.500 Exemplare für den Betrieb in Florida abgeschlossen werden. Bis zum Jahr 2025 plane „UEC“ die Beschaffung von weiteren bis zu 8.500 MX-05 für den Einsatz an der US-Westküste, so Mullen. | | 2021-01 |
| MW Motors Luka (Retro-Coupé) | MW Motors                                                                                | Die Entwicklung dieses Retro-Coupés im 1960er-Jahre-Stil könnte zu einer Kleinstserie führen. Die Firma MW Motors des Logistik-Unternehmers Maurice Ward hat ihren Sitz in Stenovice im Westen Tschechiens. Die Entwicklung des Modells „MW Motors Luka“ mit einer Karosserie aus glasfaserverstärktem Kunststoff und einem Chassis aus Aluminium begann 2015. Der 815 kg leichte Prototyp wird von vier Radnabenmotoren mit je 12,5 kW maximaler Leistung angetrieben; eine 21,9-kWh-Traktionsbatterie soll für etwa 300 Kilometer Reichweite sorgen (Stand: April 2018). Via CCS-DC-Schnellladetechnik mit einer Ladeleistung von 30 kW kann die Traktionsbatterie innerhalb von etwa einer halben Stunde zu 80 Prozent wieder aufgeladen werden. Alternativ kann auch per AC-Onboard-Lader mit einer Ladeleistung von 4,5 kW geladen werden. Fürs vollständige Wiederaufladen der Batterie benötigt man damit 5 Stunden, 45 Minuten. Wiederaufladen via Einphasen-Haushaltsstromversorgung mit einer Ladeleistung von 2,3 kW dauert 7,5 Stunden. Im dritten Quartal 2020 sollen nun die letzten Fahrprüfungen am Modell durchgeführt werden. Ab dem vierten Quartal 2020 soll dann mit der Annahme von Vorbestellungen zum Modell begonnen werden. Das Modell ist inzwischen für das Vereinigte Königreich und für die Niederlande vollständig homologiert und kann über diese Gateways in jedes beliebige EU-Land importiert werden. | | 2020-08 |
| Neta Eureka 03 BEV (Limousine) | Zhejiang Hezhong New Energy Automobile                                                   | Auf der Beijing Motor Show Ende September 2020 hat der chinesische Startup-Hersteller „Zhejiang Hezhong New Energy Automobile“, auch besser bekannt als „Hozon Auto“, der Öffentlichkeit einen Vorgeschmack auf eine neue, sportliche, batterieelektrisch angetriebene Limousine gegeben, die dem „Tesla Model 3“ Konkurrenz machen soll. Von den Abmaßen her orientiert sich diese Limousine ungefähr am „Kia Stinger“, der eine Wagenlänge von etwa 4,80 m sowie einen Radstand von etwa 2,90 m aufweist. Nach Planungen soll die Serienversion des Modells im Jahr 2022 auf den Markt kommen. | | 2020-11 |
| Nio ET7 (Limousine) | Nio                                                                                      | 2022 will das chinesische Startup Nio sein fünftes Modell auf den Markt bringen: eine batterieelektrisch angetriebene Limousine, die mit 5,10 m Länge bereits in der Oberklasse liegt. Erste Auslieferungen auf dem chinesischen Markt sind offenbar für das erste Quartal des Jahres 2022 vorgesehen. Vorreservierungen können in China bereits zurzeit getätigt werden. Der Elektroantrieb besteht aus einer Synchronmaschine vorne mit 180 kW sowie einer Asynchronmaschine hinten mit 300 kW Leistung in der Spitze. Mit den 480 kW, also 652,6 PS, Spitzenmotorleistung bei 850 Newtonmetern Drehmoment sprintet die Limousine von Null auf 100 km/h in 3,9 Sekunden. Die Traktionsbatterien, die zunächst für dieses Modell angeboten werden, sollen 70 kWh und 100 kWh Ladekapazität fassen können. Ende 2022 soll dann noch eine Antriebsvariante mit einer 150-kWh-Traktionsbatterie hinzukommen. Nio setzt, anders als viele andere Hersteller, auf Wechselbatterien. Sie können an Batterie-Wechselstationen ausgetauscht werden, um dort vollgeladene Batterien aufzunehmen. Das geht natürlich nur an Orten, wo eine Wechselstation auch tatsächlich vorhanden ist. Andernorts muss normal geladen werden. Zuverlässige Reichweitenangaben gibt es derzeit noch nicht (Stand: Anfang Februar 2021); verlässlichere Reichweitenangaben werden voraussichtlich im Laufe der kommenden Monate noch zu erfahren sein. Zum eleganten, nüchternen Interieur gehört unter anderem eine 10,2 Zoll-Instrumententafel, sowie im Mittelkonsolenbereich ein 12,8-Zoll-Zentralberührbildschirm für die Bedienung, beide in Amoled-Technik. Für teilautonomes Fahren gibt es eine aufwändige Erfassungseinheit mit hochauflösenden Kameras, Radar- und Lidarsensoren sowie aufwändige Bordcomputertechnik. Die Bereitstellung des teilautonomen Fahrens von mindestens Stufe 3 lässt eine monatliche Gebühr von 680 Yuan (90 Euro) fällig werden. | | 2021-02 |
| Nissan ?? (Gemeint ist hiermit ein noch namenloses Modell, das auf dem „Nissan IMs Concept“ basiert.) (Crossover-Coupé)                                                      | Renault-Nissan-Mitsubishi                                                                | Für das Jahr 2022 oder danach plant der Hersteller Nissan, seine Limousine in der obersten Mittelklasse namens „Nissan Maxima“ durch ein batterieelektrisch angetriebenes Modell zu ersetzen. Das, was im graphischen Entwurf des „Nissan IMs Concept“ für das neue Modell zu sehen ist, stellt jedoch keine Limousine mehr dar, sondern ein Crossover-Coupé. Im gleichen Sinne soll eine Limousine namens „Renault Talisman“ ersetzt werden, – falls man den kursierenden Berichten Glauben schenken darf – ; ein Zwillingsmodell zu dem hier beschriebenen Modell soll die Limousine „Talisman“ ersetzen. Ein Crossover-Coupé in der oberen Mittelklasse oder in der untersten Oberklasse (mit einer Länge zwischen 4,75 Meter und 5,05 Meter) ist also ungefähr zu erwarten. Das Concept Car „Nissan IMs Concept“, auf welchem das zukünftige Modell basieren soll, ist auf der NAIAS im Januar 2019 der Öffentlichkeit präsentiert worden. Die beiden neuen Zwillingsmodelle für Nissan und Renault sollen in puncto Technik gleich sein, werden aber möglicherweise einen jeweils anderen Vorderwagen bekommen, um der Markendifferenzierung willen. Voraussichtlich werden sie in unterschiedlichen Märkten verkauft werden; so soll der Nachfolger des „Nissan Maxima“ in den USA und in Japan, der Nachfolger des „Renault Talisman“ in Europa und in Südkorea den Kunden angeboten werden. | | 2020-08 |
| Opel Combo-e Life BEV / Vauxhall Combo-e Life BEV (fünfte Baureihe) (Hochdachkombi)                                                                                          | Stellantis                                                                               | Spätestens 2021, eventuell schon vorher, soll der Hochdachkombi Opel Combo-e Life gemäß Planungen zu den bestehenden Antriebsvarianten noch eine batterieelektrisch angetriebene Variante hinzubekommen. Dies hat Opel-Chef Michael Lohscheller zu verstehen gegeben. | | 2019-11 |
| Opel Monza-e BEV (zweite Baureihe) (Crossover-Coupé) | Stellantis                                                                               | Bei Opel ist angeblich ein batterieelektrisch angetriebenes Crossover-Coupé von etwa 4,90 m Länge in Planung, wahrscheinlich ausgeführt als höhergelegtes nichtklassisches Coupé mit vier Türen plus Heckklappe. Insassenkabine, Rahmen und Karosserie des Crossover-Coupé-Modells sollen auf der eVMP-Architektur von PSA aufsetzen. Das eVMP-Fahrgestell ist für Traktionsbatterien von 60 bis 100 kWh Ladekapazität ausgelegt. Das Modell soll „Monza“ heißen. Es ist auch für den chinesischen Markt angedacht. Einen „Opel Monza“ hat es in der Vergangenheit schon mal gegeben. Das liegt allerdings bereits über drei Jahrzehnte zurück. Bilder der ersten Baureihe zeigen ein klassisches Coupé mit zwei Seitentüren plus Heckklappe. Später, auf der Internationalen Automobilausstellung 2013 in Frankfurt, hat es mal einen „Opel Monza Concept“ gegeben, mit zwei riesigen Flügeltüren an den Seiten, was offenbar für Furore gesorgt hat. Falls besagtes Konzept nochmal aufgegriffen werden sollte, so werden dessen Flügeltüren bestimmt nicht in die Serie gelangen. 2024 könnte das Modell in Serie gehen. | | 2020-12 |
| Pagani ?? (Gemeint ist hiermit ein noch namenloses Modell, das unter der internen Bezeichnung „C10“ kursiert.) (Sportwagen)                                                  | Pagani Automobili                                                                        | Nach Planungen soll das neue, batterieelektrisch angetriebene Modell von Pagani um 2024 seinen Marktstart bekommen. Vorgeplant sind von dem Modell, das unter der internen Typbezeichnung „C10“ kursiert, eine Verbrenner- sowie eine batterieelektrisch angetriebene Variante. Der Chef des Automobilherstellers Pagani, Horacio Pagani, hat die Arbeiten an dem Elektroauto-Supersportwagen auch gegenüber dem britischen Fernsehmagazin TopGear bestätigt. Pagani arbeitet, eigenen Angaben zufolge, bereits seit über zwei Jahren an einem Elektroauto (Stand: April 2019). Demnächst soll mit der Werkzeugbestückung für den Prototypenbau begonnen werden. Der batterieelektrisch angetriebene Supersportwagen soll ein neues Fahrgestell erhalten, welches ebenso dem Nachfolger des Pagani Huayra als Unterbau dienen soll. Der Chef des kleinen Familienunternehmens, der bei vielem selbst Hand anlegt, gilt als Liebhaber und Verfechter des Ultraleichtbaus. Der Idee des autonomen Fahrens steht er hingegen reserviert gegenüber. Zu den Autos, die er entwerfe, passe das autonome Fahren nicht, sagte er gegenüber dem argentinischen Fernsehsender „ElTresTV“, diese „Spielzeug“-Autos, die er baue, folgten keiner Logik, sie würden von ihren Kunden ausgewählt, um das Fahren zu genießen, so Pagani sinngemäß. | | 2019-10 |
| Pininfarina ?? (Gemeint ist hiermit ein noch namenloses Modell, das unter der internen Bezeichnung „PF1“ kursiert.) (SUV)                                                    | Mahindra & Mahindra                                                                      | Das unter dem Code-Namen PF1 kursierende Luxus-SUV von Pininfarina soll mit einem batterieelektrischen Antrieb mit einer maximalen Motorleistung von etwa 940 PS sowie einer 140-kWh-Traktionsbatterie ausgestattet werden, so die Planungen. Damit soll eine Beschleunigung in rund drei Sekunden möglich werden. Allem Anschein nach könnte dieses Modell in München entwickelt und in Turin in Serie produziert werden!? | | 2018-12 |
| Pininfarina Battista (PF0) (Sportwagen) | Mahindra & Mahindra                                                                      | Nach Planungen soll das erste Modell des frisch gebackenen Automobilherstellers „Automobili Pininfarina“, der zuvor eine Auto-Designschmiede war, ein batterieelektrisch angetriebenes Hypercar werden, ein Modell, das die Formel-E-Technologie von Mahindra und italienische Designkunst in einem größeren Ganzen integriert. Herauskommen soll ein seltenes Juwel des Automobilbaus, ein Liebhaberstück, das dann auch teuer sein wird. Technisch geleitet wird Pininfarina mit Sitz in München und Turin von Michael Perschke, einem ehemaligen Manager des indischen Firmenzweigs von Volkswagen, wo dieser für Audi verantwortlich war. Zusammen mit Luca Borgogno, dem Chefdesigner von Pininfarina, will er das Modell etwa 2020 auf die Straße bringen. Speziell die Gestaltung der Traktionsbatterie, sowohl deren technischer Entwurf als auch deren Einpassung in die gesamte Konstruktion soll von Rimac Automobili beigesteuert werden. Bei braver Fahrweise soll die Batterie für knapp 500 Kilometer Reichweite gut sein. Offiziell sind es 483 Kilometer. Auch an den übrigen Komponenten des Antriebsstranges arbeiten Rimac und das Mahindra Formel-E Racing Team eng zusammen. Rennfahrer Nick Heidfeld, der bei Mahindra zuletzt unter Vertrag war, ist dafür engagiert worden, die Prototypen des Pininfarina Battista beim Entwickeln und Testen zur Serienreife hin zu pilotieren. Heidfeld kann seine Erfahrung dabei einbringen, das Knapp-1900-PS-Gefährt kontrolliert zu bewegen. Für die Karosserie wird ein Glasfaser-Werkstoff verwendet. Die Motorleistung gibt das Unternehmen mit 1.380,5 kW / 1.877 PS an, die theoretische Höchstgeschwindigkeit soll jenseits von 400 km/h liegen. Praktisch wird sie bei 350 km/h elektronisch abgeregelt. Das Spitzendrehmoment des Antriebs liegt bei 2.300 Newtonmeter. Die Beschleunigung von 0 auf 100 km/h soll unter zwei Sekunden benötigen. Eine Lithium-Ionen-Traktionsbatterie mit einer Ladekapazität von 120 kWh dient als Energiespeicher. Die Reichweite ist stark von der Fahrweise abhängig. Eine Gleichstrom-Hochleistungsschnellladefunktion ist inklusive. Unterstützt von Windkanaltests will man die Karosserieform noch ein wenig optimieren und dem Exterieur einen letzten Schliff geben. In den Herbstmonaten 2019, in den Wintermonaten 2019/20 und bis in das Frühjahr 2020 hinein sollte der Battista ursprünglich getestet werden. Um den Kunden die Wartezeit bis zur Aushändigung ihres Fahrzeugs nicht zu lang werden zu lassen, wollte man ihnen herstellerseits die Gelegenheit geben, auf dem „Circuit de Calafat“ in Spanien unter der fachlichen Anleitung von Nick Heidfeld einen Formel-E-Rennwagen zu fahren und sich beim Battista-Entwicklungsteam im Vor- und Nachgang dieses Driving-Events mit einigen im Battista integrierten Technologien vertraut zu machen. Maximal einhundertfünfzig Exemplare sollen davon gebaut werden. Im Jahr 2020 sollte ursprünglich dafür die Manufaktur-Kleinstserienproduktion in Cambiano in der Nähe von Turin anlaufen; wegen Corona ist dies wohl erst vor kurzem geschehen (Stand: Anfang Februar 2021). Reservierungen von Exemplaren des Battista waren für eine gewisse Zeit lang möglich. Mittlerweile dürften sämtliche Exemplare bereits von Kunden reserviert sein (Stand: Anfang Februar 2021). Für das Modell hat auf dem Genfer Automobilsalon 2019 die Premiere stattgefunden. Nachdem sich für Rennfahrer und Testpilot Nick Heidfeld längere Zeit Fahrsituationen des „Battista“ nur am Simulator durchspielen ließen, war es vor kurzem endlich soweit: Heidfeld konnte in natura einen realen Prototypen auf der Rennstrecke ausprobieren. Auf dem Rundkurs in Nardò im südöstlichen Italien wurde zunächst mal mit auf 80% gedrosselter Leistung in puncto Testen ein Anfang gemacht. Obwohl in dieser Phase der Prototypenentwicklung beim Fahren die Traktionskontrolle und das Torque-Vectoring nur in minimalem Maße aktiviert werden, und noch sehr viel am Grip auszutarieren ist, wurden in Sachen Kurvensteuerung und Speed mit dem Wagen bereits Ausnahmewerte erreicht. Auf dieses Modell folgend, sollen bei Pininfarina batterieelektrisch angetriebene Performance-Luxus-SUVs realisiert werden. | Planungen zufolge sollte das Modell ursprünglich von 2020 an im Pininfarina-Produktionswerk Cambiano/Italien in Manufaktur-Kleinstserienproduktion gebaut werden. Wegen Corona ist die Produktion jedoch wohl erst vor kurzem gestartet (Stand: Anfang Februar 2021). Die Serie ist auf 150 Stück limitiert. | 2021-02 |
| Polestar 3 (SUV-Coupé oder Crossover-Coupé) | Geely                                                                                    | In absehbarer Zukunft wollen die Verantwortlichen des Geely-Konzerns ein „SUV-Coupé“ oder „Crossover-Coupé“ unter dem Polestar-Label herausbringen. Für die Gestaltung des neuen Modells, das „Polestar 3“ heißen soll, will man sich dabei an der Polestar-Precept-Concept-Studie orientieren. Ein Debüt des „Polestar 3“ in der Öffentlichkeit könnte 2021 zustande kommen, so zumindest ließen sich die diesbezüglichen Worte von Polestar-Chefdesigner Maximilian Missoni interpretieren. | | 2020-11 |
| Porsche Macan (Typ XAB) (zweite Baureihe) (SUV) | Volkswagen                                                                               | Ende Februar 2019 hat der Aufsichtsrat der Porsche AG entschieden, die nächste Generation des Porsche Macan ab Anfang der 2020er Jahre in Leipzig als vollelektrische Baureihe zu fertigen. Bestehende Fertigungslinien im Porsche-Werk Leipzig, wo der Macan produziert wird, sollen entsprechend umgerüstet, angepasst werden. Mit der neuen Baureihe soll die Karosserie des Macan auf dem Premium-Platform-Electric-Fahrgestell aufsetzen, das Porsche-Ingenieure derzeit mit Audi in markenübergreifender Teamarbeit entwickeln. Integriert werden soll dabei unter anderem die bereits im Taycan angewendete 800-V-Ladetechnologie, die schnelles Laden wirkungsvoll ermöglicht. Schnelles Laden ist ein Schlüssel für den Markterfolg, welches der batterieelektrisch angetriebene Macan mit dessen anvisierter Markteinführung von Beginn an mitbringen kann. Ungefähr 2022 soll die kommende Baureihe des Porsche Macan am Markt ankommen. Dies hat Porsche-Produktionschef Albrecht Reimold indirekt zu verstehen gegeben, was aber auch aus den Produktionsphasen der ersten Baureihe ohnehin weitgehend ersichtlich ist. Im November 2020 ist möglicherweise versehentlich ein Foto vom Tonmodell des vermeintlichen zukünftigen Elektro-Macan an die Öffentlichkeit gelangt. Das Foto vom Tonmodell ist in den darauffolgenden Tagen und Wochen als Vorlage zur Erstellung von Renderings zum Elektro-Macan benutzt worden. Herausgekommen sind dabei Bilder, die in grober Näherung einen ungefähren Eindruck vom künftigen Modell gewähren könnten. Es gilt jedoch zu beachten, dass nach der Erstellung eines Tonmodells es seitens des Herstellers gängige Praxis ist, immer noch Änderungen am Design vorzunehmen. Zwangsläufig sind die Renderings allenfalls eine Momentaufnahme eines im Entstehen begriffenen Designs. | | 2021-01 |
| Power Plaza Yebbujana R2 EV (Roadster) | Power Plaza                                                                              | Auf dem Genfer Automobilsalon des Jahres 2016 ist das Modell der Öffentlichkeit gezeigt worden. Nach Planungen soll das Modell 2017 auf den südkoreanischen Markt gebracht werden. | | 2016-03 |
| Qoros 9 Q-Lectriq BEV | Baoneng Group                                                                            | Das Modell sollte im April 2017 auf der Shanghai Auto Show der Öffentlichkeit präsentiert werden, was wahrscheinlich auch erfolgt ist. Das Modell soll eine Distanz von circa 300 Meilen zurücklegen können. | | 2017-04 |
| Range Rover ?? (Gemeint ist hiermit ein noch namenloses Modell, das unter der internen Bezeichnung „Road Rover“ kursiert.) (Crossover)                                       | Tata Group                                                                               | Angeblich soll zur Ergänzung des Produktportfolios von Range Rover sich ein Modell in Vorbereitung befinden, dessen Modellkonzept mit „Road Rover“ umschrieben werden kann, ein Modell, das mit einem batterieelektrischen Antrieb ausgestattet werden soll. Besagtes soll ein Modell mit geräumigem Heck mit höheren fahrtechnischen Qualitäten auf der Straße und begrenzterem Können im Gelände werden als andere Range-Rover-Modelle im Portfolio bislang; daher rührt dessen Charakterisierung als „Road Rover“. Es soll ein Standalone-Modell im Portfolio der Marke Range-Rover werden, d. h. eine für sich stehende Position innerhalb der Modellpalette einnehmen. Das Modell soll sich auf Vorarbeiten, die am batterieelektrisch angetriebenen Jaguar XJ erbracht werden, stützen. Was die Modellgröße anbelangt, so wird das Modell möglicherweise zwischen dem „Range Rover Evoque“ und dem „Range Rover Velar“ positioniert werden. Ursprünglichen Planungen zufolge sollte das Modell Ende des Jahres 2021 auf den Markt kommen. Mittlerweile gibt es eine Bestätigung des Marktstarts dieses Modells für das Jahr 2022 (Stand: August 2020). Wie aus einem Transscript eines Investorenkonferenztelefonats von JLR-Finanzvorstand Adrian Mardell hervorgeht, ist einerseits die Entwicklung der Modelle des „Jaguar XJ“ sowie eines elektrischen Range Rovers – gemeint ist hier anzunehmenderweise der „Road Rover“ – zur Serienreife hin gebilligt, andererseits wird sich ihre Vollendung durch Corona verzögern: so sollen ihre Präsentationspremieren vom August und September 2021 nach Oktober und November 2021 verschoben werden. Entsprechend dürften die Hauptserienproduktionsstarts der beiden Modelle sowie deren erste Fahrzeugauslieferungen zeitlich je zwei Monate später als vorgeplant vonstatten gehen. Der Hersteller hofft, mit dem „Road Rover“-Modell auf dem chinesischen Markt gut anzukommen, auf welchem eine Luxus-bewusste Kundschaft große Premium-Crossover und Elektroautos nachfragt. Nach Planungen soll die Karosserie auf einem Fahrgestell vom Typ „Modulare Längs-Architektur“ (MLA) aufsetzen. | | 2020-12 |
| Reech Auto Venere (Fließhecklimousine) | Reech Auto                                                                               | Das chinesische Startup Reech Auto (vormals LvChi Auto) hat auf dem Genfer Automobilsalon des Jahres 2018 sein neues Modell präsentiert. Eine Fließhecklimousine mit 992-PS-Allradantrieb, zu der ein 100-kW-Lithium-Ionen-Traktionsbatteriepaket gehört, bietet Platz für vier Personen. Ungefähr zweieinhalb Sekunden benötigt der Wagen, um von Null auf 100 km/h zu beschleunigen. Ab 2019 soll das Modell in Turin in Serie vom Band laufen. Teil der Modellentwicklung war eine Kooperation mit der italienischen Designfirma I.DE.A Institute. | Planungen zufolge soll das Modell von 2019 an ab Werk in Turin in Serie gefertigt werden. | 2019-08 |
| Renault ?? (Gemeint ist hiermit ein noch namenloses Modell, das auf dem „Nissan IMs Concept“ basiert.) (Crossover-Coupé)                                                     | Renault-Nissan-Mitsubishi                                                                | Für das Jahr 2022 oder danach plant der Hersteller Nissan, seine Limousine in der obersten Mittelklasse namens „Nissan Maxima“ durch ein batterieelektrisch angetriebenes Modell zu ersetzen. Das, was im graphischen Entwurf des „Nissan IMs Concept“ für das neue Modell zu sehen ist, stellt jedoch keine Limousine mehr dar, sondern ein Crossover-Coupé. Im gleichen Sinne soll eine Limousine namens „Renault Talisman“ ersetzt werden, – falls man den kursierenden Berichten Glauben schenken darf – ; ein Zwillingsmodell zu dem hier beschriebenen Modell soll die Limousine „Talisman“ ersetzen. Ein Crossover-Coupé in der oberen Mittelklasse oder in der untersten Oberklasse (mit einer Länge zwischen 4,75 Meter und 5,05 Meter) ist also ungefähr zu erwarten. Das Concept Car „Nissan IMs Concept“, auf welchem das zukünftige Modell basieren soll, ist auf der NAIAS im Januar 2019 der Öffentlichkeit präsentiert worden. Die beiden neuen Zwillingsmodelle für Nissan und Renault sollen in puncto Technik gleich sein, werden aber möglicherweise einen jeweils anderen Vorderwagen bekommen, um der Markendifferenzierung willen. Voraussichtlich werden sie in unterschiedlichen Märkten verkauft werden; so soll der Nachfolger des „Nissan Maxima“ in den USA und in Japan, der Nachfolger des „Renault Talisman“ in Europa und in Südkorea den Kunden angeboten werden. | | 2020-12 |
| Renault Kangoo Z.E. (rundum verglaster Hochdachkombi) (dritte Baureihe) | Renault-Nissan-Mitsubishi                                                                | Im Jahr 2021 wollen die Verantwortlichen von Renault einen batterieelektrisch angetriebenen, rundum verglasten Hochdachkombi namens „Renault Kangoo Z.E.“ auf den Markt bringen. Es handelt sich um die dritte Baureihe, die da an den Start geht. Einzelheiten dazu werden sicherlich noch mitgeteilt. | | 2020-12 |
| Renault Mégane eVision Z.E. (Baureihe V) | Renault-Nissan-Mitsubishi                                                                | Der mit einer Länge von 4,21 m in der Kompaktklasse angesiedelte „Renault Mégane eVision Z.E.“ wird in der fünften Baureihe mit batterieelektrischem Antrieb ausgestattet. Das Modell, das einige Designelemente der Konzeptstudie „Renault Morphoz“ als Designauffrischung übernehmen wird, erhält einen 160 kW (also 217,5 PS) leistenden Elektroantrieb in Kombination mit einer Traktionsbatterie mit 60 kWh Ladekapazität. Die Beschleunigung von Null auf 100 km/h soll weniger als acht Sekunden beanspruchen. Modellderivate des batterieelektrisch angetriebenen Mégane, der traditionell als „Hatchback“ (d.h. als Schräg- bzw. Steilheckbauform) daherkommt, soll es gemäß dem neuen Renault-Chef Luca De Meo ebenfalls geben. (Als Derivat kommt insbesondere eine Kombilimousine in Frage, so, wie man dies von Renault von der derzeitigen Baureihe IV her bereits kennt. Auch andere Bauformen sind denkbar.) Mit dem neuen Design erhält der Mégane mehr Crossover-Charakter. Das Modell soll Ende des Jahres 2021 in die Hauptserienproduktion gehen, um im ersten Halbjahr des Jahres 2022 auf den Markt kommen zu können. | Das Modell soll von Ende 2021 an ab Renault-Zweigwerk Douai (Département du Nord / Frankreich) in Hauptserienproduktion vom Band rollen. | 2020-12 |
| Renault Zandar Z.E. (SUV) | Renault-Nissan-Mitsubishi                                                                | Da der „Renault Zoe“ derzeit einen recht guten Absatz am Markt erfährt, plant der Hersteller Renault die Einführung weiterer Modelle in den europäischen Markt, um seine dortige Position zu festigen. So scheint derzeit ein SUV in der Kompaktklasse für eine Markteinführung im Jahr 2021 in Vorbereitung zu sein, das circa 4,20 Meter lang werden und auf der modularen Elektro-Plattform CMF-EV aufsetzen soll. Das Modell wird möglicherweise „Renault Zandar“ heißen, wie das französische Internetportal „caradisiac.com“ berichtet. Abhängig von der Batteriegröße sind Reichweiten im Bereich etwa zwischen 300 und 500 Kilometern zu erwarten. Die Motorleistung soll ungefähr zwischen 130 und 200 PS liegen. Einige Designelemente aus der Concept-Car-Studie „Renault Morphoz“ könnten in dieses Modell einfließen. Ein weiteres, noch größeres Modell, ein Siebensitzer, soll die Modellpalette batterieelektrisch angetriebener Modelle nach oben hin abrunden. | Das Modell könnte ab 2021 ab Renault-Zweigwerk Douai (Département du Nord / Frankreich) in Serie vom Band rollen. | 2020-12 |
| Rivian R1S (SUV) | Rivian Automotive                                                                        | Ende November 2018 ist eine Vorstudie zum „Rivian R1S“ (vormals: Rivian A1C), einem siebensitzigen SUV, auf der Los Angeles Auto Show der Öffentlichkeit präsentiert worden. Vier Elektromotoren à 147 kW liefern jeweils die genannte maximale Leistung stets an ein einzelnes Rad des Modells. Pro Rad kann ein Spitzendrehmoment von jeweils 3500 Newtonmeter anliegen. Traktionsbatterien mit Ladekapazitäten von 105 kWh, 135 kWh und 180 kWh stehen zur Auswahl. Die Verantwortlichen des Unternehmens, einem Start-up aus den USA, kauften in 2017 ein Ex-Mitsubishi-Produktionswerk in der Stadt Normal im US-Bundesstaat Illinois, das nun dem Hersteller-Neuling gehört. Im Juli 2020 begann in Normal / Illinois das Anfahren der Pilot-Produktionsanlage. Nach Planungen sollen erste Auslieferungen des Modells „Rivian R1S“ (auf dem nordamerikanischen Markt) im August 2021 beginnen. Auf dem europäischen Markt soll das Modell gemäß Planungen 2022 ankommen. | | 2020-11 |
| Rolls-Royce Silent Shadow BEV | BMW                                                                                      | Offiziell hat Rolls-Royce noch keine Statements bzw. Ankündigungen herausgegeben, wonach die Leitung des Herstellers eigene batterieelektrisch angetriebene Modelle der Marke „Rolls-Royce“ auf den Markt zu bringen beabsichtigt. Doch Journalisten des britischen Magazins „Autocar“ sehen eine Fülle von Anhaltspunkten dafür, dass sich ein entsprechendes Projekt in Arbeit befindet. Das britische Fachblatt erhielt kürzlich Informationen über die Existenz eines batterieelektrisch angetriebenen Prototyps des „Rolls-Royce Phantom“, der derzeit in Deutschland bei der Muttergesellschaft des Herstellers, sprich, bei „BMW“, getestet wird. Dieser Prototyp sei im Wesentlichen der Herrichtung eines Antriebsstranges gewidmet. Der Autocar-Bericht behauptet jedoch, dass das Produktionsmodell, das dieser Muletto irgendwann hervorbringen wird, nicht einfach eine batterieelektrisch angetriebene Antriebsvariante des „Rolls-Royce Phantom“ sein wird, wie es teilweise in den letzten Monaten behauptet wurde, sondern ein eigenständiges Modell für sich. Das neue Modell werde möglicherweise „Rolls-Royce Silent Shadow“ heißen, ein Name, den die Konzernmutter „BMW“ sich beim Patentamt in München jüngst habe schützen lassen, so Autocar. Über das Karosseriedesign des zukünftigen Modells ist noch nichts bekannt; eine Markteinführung erwartet Autocar, vorsichtig geschätzt, ungefähr für Mitte des Jahrzehnts. Falls Gerüchte zutreffen sollten, so könnte der Antriebsstrang aus dem geplanten „BMW i7“ auch in dem besagten zukünftigen Rolls-Royce-Modell zum Einsatz kommen und dabei aus einer mehr als 100 kWh Ladekapazität fassenden Traktionsbatterie mit Energie versorgt werden. | | 2021-01 |
| SCP Alex eRoadster | Swift Composite Prototypes                                                               | Nach Planungen sollen die ersten Fahrzeuge des Modells Anfang 2019[veraltet] auf die Straße gebracht werden. | | 2016-07 |
| Seres SF7 BEV (Coupé Utility Vehicle) | DFSK                                                                                     | Das in Santa Clara, Kalifornien, ansässige chinesische Startup besitzt möglicherweise noch ein weiteres, in der Entstehung begriffenes Modell, den SF7, der ursprünglich 2019 auf den Markt gebracht werden sollte. Das Modell soll Leistungswerte im Bereich hoher Motorleistungen aufweisen. Das Unternehmen will das genannte Modell im Premiumsegment am Markt platzieren. Als Investor hinter dem Neuling steht die Chonqing-Sokon-Industriegruppe. | | 2020-12 |
| Skywell ET5 BEV (SUV) | Skywell New Energy Automobile Group                                                      | Das chinesische Startup-Unternehmen „Jiangsu Skywell Automobile Co.,Ltd.“, ein Tochterunternehmen von „Skywell New Energy Automobile Group Co.,Ltd.“, ist im Begriff ein batterieelektrisch angetriebenes SUV in den chinesischen Markt einzuführen. Vorreservierungen sind seit dem 18. Juli 2020 möglich. Erste Auslieferungen des neuen Modells sind für den Oktober 2020 vorgeplant. Im Interieur gibt es eine volldigitale 12,3-Zoll-Instrumententafel hinter dem Lenkrad sowie einen 12,8-Zoll-Bildschirm am oberen Ende der Mittelkonsole, im Querformat angeordnet. Für das Modell angeblich vorgeplant sind vier Varianten. | | 2020-09 |
| Subaru Evoltis BEV (SUV) | Fuji Heavy Industries                                                                    | Der japanische Autobauer Subaru plant, in der ersten Hälfte der 2020er Jahre ein batterieelektrisch angetriebenes SUV auf den Markt zu bringen, das dieser in einem Gemeinschaftsprojekt mit Toyota entwickelt. Dabei sollen die europäischen Märkte zu den Zielmärkten des Modells gehören, wie der Hersteller zu verstehen gegeben hat. Es wird möglicherweise „Evoltis“ heißen, doch bestätigen wollte der Hersteller dies bislang noch nicht. Es soll im C-Segment angesiedelt sein, an Größe etwa einem „Subaru Forester“ vergleichbar sein, sodass man sich größenmäßig in der unteren bis mittleren Mittelklasse wiederfindet, somit eine Modelllänge ungefähr zwischen 4,55 m und 4,70 m zu erwarten ist. Insassenkabine, Rahmen und Karosserie des Modells sollen auf dem e-TNGA-Fahrgestell des Toyota-Konzerns aufsetzen. Der batterieelektrische Antriebsstrang soll eine Motorleistung von mehr als 280 PS generieren. 500 Kilometer Reichweite werden anvisiert. Unbestätigten Meldungen zufolge soll das Modell auf der Tokyo Motor Show des Jahres 2021 ein Debüt bekommen. | | 2020-12 |
| SWM ?? (Gemeint ist hiermit ein noch namenloses Modell, das auf dem „SWM EROE Concept“ basiert.) (SUV)                                                                       | SWM Motors                                                                               | Nach Planungen soll die aus dem SWM EROE Concept hervorgehende serienproduktionstaugliche Version 2019 in die Massenproduktion hineingeführt werden. | | 2017-05 |
| Tata Hornbill BEV (X445) (Subkompakt-SUV) | Tata Group                                                                               | Von dem Modell ist auf dem Genfer Automobilsalon 2019 eine Vorstudie unter der Bezeichnung „Tata H2X Concept“ der Öffentlichkeit präsentiert worden. Eine Reichweite von 200 bis 230 Kilometern per Aufladung wird für das Modell, ein Subkompakt-SUV, anvisiert. Nach Planungen soll das Modell in absehbarer Zeit in den indischen Markt eingeführt werden (Stand: August 2019). | | 2019-08 |
| Tata Tiago BEV (Kleinwagen) | Tata Group                                                                               | Von dem Kleinwagenmodell, von dem bereits eine Verbrennerversion in Serie gefertigt wird, soll demnächst zusätzlich eine batterieelektrische Variante produziert werden (Stand: März 2018). Inzwischen hat man bei Tata Motors die Fahrgestelle „Alpha“ und „Omega“ entwickelt, die Verbrenner- oder batterieelektrische Antriebe flexibel aufzunehmen in der Lage sind (Stand: April 2019). Die beiden Modelle „Tata Tiago BEV“ sowie „Tata Tigor BEV“, die zukünftig beide auf dem Alpha-Fahrgestell aufsetzen sollen, erhalten beide eine batterieelektrische Variante. Dies versicherte Günter Butschek, der zuständige leitende Manager bei Tata, gegenüber Journalisten der indischen Zeitschrift „Economic Times“. Während der „Tata Tiago BEV“ für den Privatkäufermarkt bestimmt ist, ist der „Tata Tigor BEV“ ein Modell für den Flotten-Elektroauto-Markt. Der Tigor ist bereits auf den indischen Flotten-Elektroauto-Markt lanciert (Stand: August 2019). Derzeit arbeitet man daran, die Reichweite dieser beiden Modelle zu erhöhen. | | 2019-08 |
| Tesla Roadster (zweite Baureihe) (Roadster) | Tesla                                                                                    | Am 16. November 2017 ist ein batterieelektrisch angetriebener LKW-Sattelzug mit der Bezeichnung Tesla Semi durch Tesla-Chef Elon Musk nahe Los Angeles in einer Abend-Gala der Öffentlichkeit präsentiert worden. Als besonderes Bonbon des Abends ließ Musk schließlich einen Prototyp des Tesla Roadster der nächsten Generation von der Ladefläche des Sattelzuges herunterfahren, der dann für 2020 angekündigt wurde. Inzwischen ist die Markteinführung verschoben worden. Mit der Verschiebung einhergehend, hat jedoch Tesla-Chef Musk betont, dass sich das Warten auf den neuen Tesla Roadster lohnen werde. Im Juli 2020 hat Tesla-Chef Musk nach Präsentation der Quartalszahlen des 2. Quartals 2020 in der anschließenden Konferenz erklärt, dass der Tesla Roadster in den nachfolgenden 12 bis 18 Monaten in Produktion gehen und dass dieser in Kalifornien gebaut werden solle. Dies hätte bedeutet, dass der Produktionsstart des Tesla Roadster in die zweite Jahreshälfte des Jahres 2021 gefallen wäre. Allerdings hat das nicht so ganz geklappt: der Produktionsstart des Tesla Roadster ist auf das Jahr 2022 verschoben worden. In dem Update für den Zeitplan, welches Tesla-Chef Elon Musk verkündet hat, soll die Entwicklung des Roadster gleichwohl möglichst bis Ende des Jahres 2021 abgeschlossen werden. Im Spätsommer 2021 könnte ein sogenannter „Release Candidate“ auf die Straßen kommen, auf den dann das Serienfahrzeug folgt. Mittlerweile konnten Prototypen des Roadster sporadisch an verschiedenen Orten gesichtet werden, wodurch auch Schnappschüsse von dem Modell ins Internet gelangt sind, so etwa aus der Tesla-Firmenzentrale in Palo Alto/Kalifornien, wo dieser dann von Angestellten des Unternehmens quasi im Vorbeigehen fotografiert wurde. 960 Kilometer Reichweite (620 Meilen) und eine Beschleunigung von 0 auf 60 Meilen pro Stunde in rund 1,9 Sekunden (bei einem Maximaldrehmoment von 10.000 Newtonmetern) sind die anvisierten Daten für den Roadster in der Basisversion. Die Höchstgeschwindigkeit soll 402 km/h (250 Meilen pro Stunde) betragen. Die Tesla-Ingenieure werden eine hohe Energiedichte in den Lithium-Ionen-Batteriezellen benötigen, wollen sie doch eine Traktionsbatterie mit 200 kWh Ladekapazität in die Konstruktion des Boliden integrieren. Im Unternehmen experimentiert man derzeit auch mit Kaltgasschubdüsentechnik, um die Beschleunigung des Modells zu verbessern. Außergewöhnliche Beschleunigungswerte sollen damit erzielt worden sein: von Null auf 60 Meilen pro Stunde soll man 1,1 Sekunden benötigt haben, wird berichtet. Die Entwicklung ist noch nicht abgeschlossen. Die Kaltgasschubdüsentechnik soll offenbar Inhalt eines optionalen „Space X“-Zusatzausstattungspakets für den Tesla Roadster werden. Offenbar plant Musk, mit dem Tesla Roadster die gesamte Verbrenner-Supersportwagen-Konkurrenz in Grund und Boden zu fahren, um so auch diesen Teil der Autoindustrie vor sich her zu treiben. In seinen bisherigen Kommentaren zum Roadster hat Musk klargemacht, dass der Roadster ein „Halo Car“, das heißt, ein Glanzstück bzw. ein Vorzeigemodell werden soll, welches das Supercar-Segment dominiert. | Voraussichtlich soll das Modell in Fremont / Kalifornien 2022 in Produktion gehen. | 2021-02 |
| Thunder Power Chloé (kleiner Crossover) | Thunder Power                                                                            | Das taiwanische Start-up Thunder Power hat in Charleroi im wallonischen Teil Belgiens eine ehemalige Fabrik der Firma Caterpillar erworben. Dort soll nun der Thunder Power Chloé, ein batterieelektrisch angetriebener Crossover im kleinen Format – karosseriemäßig einem Fiat 500X ähnelnd, jedoch möglicherweise zweisitzig daherkommend – gefertigt werden. Das Modell ist mit einer Traktionsbatterie mit 50 kWh Ladekapazität bestückt, die für ungefähr 300 Kilometer WLTP-Reichweite gedacht ist. Nach Planungen sollen die ersten Exemplare 2021 vom Band laufen. Die produzierten Fahrzeuge sollen hauptsächlich in Europa verkauft, aber einige Exemplare auch in die USA und nach Asien exportiert werden. | Planungen zufolge soll von 2021 an ab Werk Charleroi/Belgien das Modell in einer jährlichen Stückzahl von 30.000 in Serie vom Band rollen. | 2019-08 |
| Thunder Power Sedan | Thunder Power                                                                            | Nach Planungen soll die Hauptserienproduktion des Modells 2019 anlaufen. Der chinesische, der europäische und der amerikanische Markt werden von dem Startup-Hersteller mit Sitz in Taipeh anvisiert. Zunächst soll der chinesische Markt bedient werden. Das Modell, dessen Design von Zagato stammt, soll mit einer 125-kWh-Traktionsbatterie ausgestattet werden und mit Motorleistungen von 230 kW / 312 PS bis 465 kW / 632 PS aufwarten. Die Serienproduktion, die sich derzeit im Aufbau befindet, ist in Ganzhou in der chinesischen Provinz Jiangxi angesiedelt. Das Kapital des Herstellers stammt überwiegend von taiwanischen Fonds und Risikokapitalgebern. Zu dem Modell liegen bereits 15.000 Vorbestellungen vor. | Planungen zufolge soll das Modell in Ganzhou/VR China 2019 in Serie vom Band gehen. | 2019-08 |
| Toyota bZ3 BEV (SUV) | Toyota                                                                                   | Zu den batterieelektrisch angetriebenen Modellen, die Toyota für die nächste Zeit vorausgeplant hat, gehört der „Toyota BZ3“, der höchst wahrscheinlich das Zwillingsmodell zum vermeintlichen „Subaru Evoltis“ darstellt und dementsprechend in einem Kooperationsprojekt mit Subaru realisiert wird. Falls dies zutrifft, so werden der „Toyota BZ3“ und der „Subaru Evoltis“ voraussichtlich auf ein und derselben Fertigungsstraße produziert werden. Das Kürzel „BZ“ steht für „Beyond zero“, was so viel wie „Jenseits der Null“ bedeutet. Verschiedene Antriebsvarianten sind zu dem Modell vorgeplant: so sollen eine Basisvariante mit 120-kW-Hinterradantrieb, eine weitere Variante mit 160-kW-Frontantrieb und noch eine Variante mit Allradantrieb realisiert werden. Das Modell soll mit einer 75-kWh-Traktionsbatterie ausgestattet sein, so die Planungen. | | 2020-12 |
| Toyota Proace City Electric BEV (Hochdachkombi) | Toyota (und Stellantis)                                                                  | Planungen zufolge soll unter anderem der Hochdachkombi „Toyota Proace City“ auch eine batterieelektrisch angetriebene Variante erhalten. Die Markteinführung soll im Laufe des Jahres 2021 vonstatten gehen. | | 2021-01 |
| Toyota Proace Verso Electric BEV (Großraumlimousine) | Toyota (und Stellantis)                                                                  | Mitte November 2020 hat der Hersteller Toyota die batterieelektrisch angetriebene Variante seines Modells „Toyota Proace Verso“ für den europäischen Markt präsentiert. Die XXL-Großraumlimousine, die sich als komfortables Shuttlefahrzeug oder als Familienvan eignet, kann fünf bis neun Personen befördern. Das Modell besitzt einen 136-PS-Elektro-Frontantrieb mit einem Maximaldrehmoment von 260 Newtonmetern. Die Höchstgeschwindigkeit wird mit 130 km/h angegeben. Zwei Traktionsbatteriegrößen stehen zur Auswahl: 50 kWh für 230 Kilometer WLTP-Reichweite sowie 75 kWh für 330 Kilometer WLTP-Reichweite. Mit der 100-kW-Gleichstromschnellladefunktion kann die 50-kWh-Batterie zu 80 % in etwa einer halben Stunde, die 75-kWh-Batterie zu 80 % in etwa einer dreiviertel Stunde wiederaufgeladen werden. Bestellreservierungen für den europäischen Markt seitens der Kundschaft sollen vor Ende November 2020 beginnen – ; erste Auslieferungen sind für Februar/März 2021 anberaumt. | | 2020-11 |
| Uniti One (Mikrocar) | Uniti Sweden                                                                             | Am ProLab der Universität von Lund ist ein zweisitziges batterieelektrisches Mikrocar entwickelt worden. Das Startup-Unternehmen „Uniti Sweden AB“ ist gegründet worden, um die Serienproduktion des Mikrocars in Angriff zu nehmen und dieses zu vermarkten. Eine Besonderheit des damit verknüpften Entwicklungsprojekts ist der Einsatz von Bio-Verbundwerkstoffen mit Hanf- sowie Flachsfasern. Damit soll eine Kompostierbarkeit der entsprechenden Komponenten am Ende des Lebenszyklus der produzierten Fahrzeuge erreicht werden. Der Nachhaltigkeit wird bei diesem Microcar-Projekt eine besondere Bedeutung beigemessen. Zugunsten des Startups Uniti Sweden AB konnte eine Crowdfunding-Kampagne für das Modell erfolgreich abgeschlossen und dabei 1,23 Mio. Euro eingesammelt werden. Mit den Geldmitteln sollte unter anderem ein serienproduktionstauglicher Prototyp gebaut werden, so die seinerzeitigen Planungen. Eine Studie an der Universität von Lund thematisiert die optimale Modellkonfiguration für das Uniti-Microcar. Mittlerweile (im März 2017) sind Uniti und Siemens eine Partnerschaft miteinander eingegangen und planen, eine Serienproduktion von 50.000 Stück pro Jahr in Gang zu setzen. Im Herbst 2017 ist ein serienreifer Prototyp der Öffentlichkeit vorgestellt worden. Ende 2019 soll das Modell seriennah präsentiert werden. 2020 soll die Hauptserienproduktion starten. Nach Planungen soll dieses Modell in zwei-, vier- und fünfsitzigen Versionen angeboten werden, ohne und mit Flügeltüren. Das Modell soll mit Elektroradnabenmotortechnik ausgestattet sein; der Hinterradantrieb besteht möglicherweise aus zwei Radnabenmotoren mit jeweils 60 kW; der Antrieb wird vermutlich bei 130 km/h Höchstgeschwindigkeit elektronisch abgeregelt. Die Lithium-Ionen-Batterien, die als Traktionsbatterien dienen, besitzen eine Ladekapazität von 26 kWh. Der Kunde muss zwischen konventioneller Lenkradsteuerung und Joysticksteuerung eine Wahl treffen. Ungefähr seit Anfang Juli 2019 kann eine limitierte Sonderserie der zweisitzigen Version, die sogenannte „Founder Series“, im Vorfeld des Anlaufs der Hauptserienproduktion vorbestellt werden. | Planungen zufolge soll das Modell in Landskrona/Schweden, in Silverstone Park/England und in Adelaide/Australien in Serienproduktion gefertigt werden. | 2020-02 |
| VinFast VF31 (Crossover in der Kompaktklasse) | VinGroup                                                                                 | Von „VinFast“, der Automobilsparte des vietnamesischen Mischkonzerns „VinGroup“, soll im Mai 2021 dessen batterieelektrisch angetriebenes Modell „VinFast VF31“ in die Vorreservierungsphase gehen. Erste Auslieferungen des Modells sollen im November 2021 vonstatten gehen. Das Modell soll in zwei Antriebsvarianten, jeweils angetrieben mit permanentmagneterregter Synchronmaschine, in unterschiedlichen Motorleistungen daherkommen: mit 85 kW, also 115,6 PS, sowie mit 150 kW, also 203,9 PS. Von einer Traktionsbatterie mit einer Ladekapazität von 42 kWh ist die Rede. Geschäfts- und Entwicklungspartner von „VinFast“ sind unter anderem die Unternehmen „EDAG“ und „Kreisel Electric“. Verkauft werden soll das Modell nicht nur auf dem vietnamesischen Markt, sondern auch nach Europa exportiert werden. | | 2021-01 |
| Volvo XC90 Recharge BEV (SUV) | Geely                                                                                    | Das in Schweden entworfene und in Ridgeville bei Charleston, South Carolina zu produzierende SUV soll gemäß Planungen auch batterieelektrisch angetrieben auf den Markt kommen. Nach diesen Planungen soll der batterieelektrisch angetriebene XC90 Ende des Jahres 2022 in Serienproduktion gehen. | | 2020-01 |
| VRS Agito | VRS Electric Cars                                                                        | Das Modell soll im April 2016 auf der Beijing Auto Show der Öffentlichkeit präsentiert werden. Nach Planungen soll das Modell Mitte des Jahres 2017 in Serienproduktion gehen. | | 2016-03 |
| VW ?? (Gemeint ist hiermit ein noch namenloses Modell, das auf dem „VW I.D. Buzz Concept“ basiert.) (Minibus / Kleinlieferwagen)                                             | Volkswagen                                                                               | Eine Vorstudie hat Volkswagen mit dem „VW I.D. Buzz Concept“ auf der Ausstellungsmesse NAIAS im Januar 2017 in Detroit vorgestellt. Ebenfalls präsentiert worden ist diese Vorstudie auf dem Genfer Automobilsalon im März 2017. Planungen zufolge soll das Modell in Deutschland gefertigt werden und 2022 auf den europäischen, 2023 auf den (US- oder nord-)?amerikanischen Markt kommen. Bereits im Juni 2017 hat Herbert Diess (seinerzeit noch als VW-Markenchef) grünes Licht für die Produktion des „VW I.D. Buzz“ gegeben. Den VW-Händlern werde ein High-Tech-Elektrovan an die Hand gegeben werden, mit einer Design-Flexibilität, die den Händlern ermöglicht, Kleinunternehmern und Unternehmern etwas Hervorstechenderes zu bieten als das, was derzeit an vergleichbaren fabrikneuen Nutzfahrzeugen erhältlich ist, so Diess sinngemäß. Das neue Modell wird auch als ein ins Elektrozeitalter herübergeholtes Äquivalent zum „VW Touran“ angesehen. Die Modelle „VW Sharan“ / „SEAT Alhambra“ sollen noch in 2020 auslaufen. Und auch den „Touran“ wird es wohl nicht mehr allzu lange geben. Der Ex-Entwicklungschef der Marke Volkswagen, Frank Welsch, der mittlerweile zum Qualitätssicherungschef im Gesamtkonzern Volkswagen aufgestiegen ist, sieht den „VW I.D. Buzz“ als einen wertvollen Lückenfüller an für die Lücke, die die vorgenannten Modelle zurücklassen werden. Auch wenn die Nachfrage nach Großraumlimousinen in der letzten Zeit ein wenig abgeflaut sei, so sei das nicht ihr Ende; das emotionale Design des „VW I.D. Buzz“ komme da gerade richtig, so Welsch sinngemäß. Zweifellos wird eine Entscheidung zugunsten der Produktion des „VW I.D. Buzz“ eine positive Resonanz finden. Im Juni 2019 ist von Volkswagen in den Vereinigten Staaten eine Werbevideoserie unter dem Titel „Drive bigger“ (mit einer Anfangsfolge „Hello Light“) ausgestrahlt worden, eine Werbekampagne, in welcher der „VW I.D. Buzz“ als Sympathieträger verwendet worden ist. Im Kern hat die Werbekampagne die Aussage beinhaltet, dass der Dieselskandal eine massive Elektroauto-Offensive bei Volkswagen ausgelöst habe, die sich gegenwärtig im Anrollen befinde, metaphorisch gesprochen, dass man in der Finsternis das Licht gefunden habe. Das Thema ist audiovisuell in dieser Metapher von Finsternis und Licht verarbeitet worden. Man kann davon ausgehen, dass die Verwendung des „VW I.D. Buzz“ als Sympathieträger die Nachfrage nach dem Modell gewaltig anheizen wird, speziell im nordamerikanischen Raum (USA und Kanada), wo die Werbekampagne über diverse Medien kommuniziert worden ist. In einer dreiwöchigen Produktionspause im VW-Nutzfahrzeugwerk Hannover im Juli/August 2020 sowie in einer zusätzlichen Woche mit reduzierter Produktion hat VW Nutzfahrzeuge mehr als 500 Einzelmaßnahmen zu einem Produktionsumbau umgesetzt, die unter anderem der Herstellung des „VW I.D. Buzz“ den Weg ebnen, darunter etliche Maßnahmen zur weiteren Automatisierung und Digitalisierung der Fertigung. Mit Blick auf die neuen Modelle ab 2021 und 2022 hat der Hersteller unter anderem Anlagen für den neuen Multivan in Karosseriebau, Lack und Montage der T-Fertigung aufgebaut und in Betrieb genommen. Außerdem wurden Anlagen für den Amarok im Karosseriebau, der Lackiererei und der Montage entfernt, um Platz für die künftige Teilefertigung des „VW I.D. Buzz“ zu schaffen. Allein im künftigen Presswerk in Hannover sollen im Vergleich zu früher in der Produktion 4200 Tonnen CO2 pro Jahr eingespart werden. Hier zeigt sich, wie wichtig, wie wertvoll und wie dringlich es ist, Schritte hin zu einer CO2-neutralen Produktion zu unternehmen. Gemäß dem, was über den „VW I.D. Buzz“ in den Medien zu erfahren war, bilden wahlweise ein einmotoriger Elektroantrieb mit 150 kW/204 PS oder ein zweimotoriger Elektro-Allradantrieb mit 275 kW/374 PS Motorleistung sowie eine Traktionsbatterie mit 83 oder mit 111 kWh Ladekapazität, eine integrierte Hochleistungsschnellladefunktion, ein Augmented-Reality-Head-up-Display, autonome Fahrfähigkeiten, ein großzügiges Infotainment-System sowie reichlich Platz ein umfassendes Gesamtpaket. Die Beschleunigung dieses Modells von Null auf 100 km/h beträgt für den 374-PS-Antrieb fünf Sekunden; die Höchstgeschwindigkeit wird mit ungefähr 160 km/h angegeben. Auch dieses Modell soll auf dem MEB-Fahrgestell, dem sogenannten „modularen E-Antriebs-Baukasten“ (kurz: MEB), von Volkswagen aufsetzen. Eine Minibus- und eine Cargo-Variante sind vorgeplant. Das Modell gehört zur I.D.-Modellfamilie. | Planungen zufolge soll das Modell von 2022 an ab VW-Zweigwerk Hannover in Serie vom Band rollen. | 2021-01 |
| VW ID.7 Tourer (Kombilimousine der obersten Mittelklasse) | Volkswagen                                                                               | Im November 2019 haben die Verantwortlichen von Volkswagen auf der Los Angeles Auto Show ein weiteres Mitglied der I.D.-Modellfamilie der Öffentlichkeit präsentiert. Das Concept Car zu einer etwa 5,16 Meter langen Kombilimousine soll einen batterieelektrischen Antrieb mit der Geräumigkeit eines „VW Passat Variant“ kombinieren. Ein E-Allradantrieb mit bis zu 250 kW, also mit bis zu 339,9 PS, der eine Traktionsbatterie mit einer Brutto-Ladekapazität von 82 kWh integriert, ist für das Modell vorgeplant. Damit sollte eine WLTP-Reichweite von 500 Kilometern bei diesem Modell für die VW-Ingenieure in den Bereich des Machbaren rücken, vorausgesetzt, der serienreife Prototyp, der dann später entsteht, bringt nicht zu viel Gewicht auf die Waage. Offiziell spricht man bei Volkswagen von anvisierten 590 Kilometern WLTP-Reichweite, an anderer Stelle sogar von 700 Kilometern Reichweite; ganz offensichtlich setzt man in der nahen Zukunft auf technologische Verbesserungen bei der Energiedichte der Akkuzellen für die Traktionsbatterie. Seit Juli 2020 hat die Umrüstung des VW-Zweigwerks in Emden in Richtung Produktion batterieelektrisch angetriebener Baureihen begonnen. Die Markteinführung des Modells ist für 2023 vorgeplant. Die Hineinführung des Modells in die Serienproduktion ist von VW-Markenchef Ralf Brandstätter bestätigt worden. Das Modell gehört zur I.D.-Modellfamilie. | Voraussichtlich wird das Modell in Emden in Serie gebaut werden. | 2020-11 |
| VW ID.7 (interne Bezeichnung: „Aero“) (Fließhecklimousine) | Volkswagen                                                                               | Das Concept Car „VW I.D. Vizzion Concept“, das auf dem Genfer Automobilsalon des Jahres 2018 als Vorgeschmack auf das vorgeplante Modell gezeigt worden ist, kommt in Gestalt einer sehr aerodynamisch geformten Fließhecklimousine mit großen Abmaßen daher. Mit einer Länge von rund 5,16 m liegt das Modell schon im Oberklassebereich. Das Modell ist als Flaggschiff der I.D.-Modellfamilie vorgeplant. Damit wird es praktisch zum batterieelektrisch angetriebenen Nachfolger des VW Phaeton. Als Konzept wird die Limousine völlig autonom fahrend, ohne Lenkrad, präsentiert. Die Grundkonzeption des 5-Meter-Autos mit MEB-Technik könnte in Serienproduktion gehen; die völlig autonomen Fahrfähigkeiten sind dagegen eine Zukunftsvision. Angesichts der Tatsache, dass die Umrüstung des VW-Zweigwerks in Emden gerade erst begonnen hat (Stand: Juli 2020), wäre eine Schätzung des Markteinführungstermins spekulativ; sicherlich wird er noch zu gegebener Zeit bekanntgegeben werden. In der Serie wird die manuelle Lenkung noch ein erwartbarer integraler Bestandteil der Modellkonzeption sein. In der Konzeptstudie „VW I.D. Vizzion Concept“ hingegen will Volkswagen ein völlig neues Fahr- und Raumgefühl, das mit dem autonomen Fahren einhergeht, erlebbar machen, zeigen was dereinst einmal gehen könnte: ein digitaler Chauffeur, der das Fahrzeug übernimmt, Passagiere, die ihre Zeit während der Fahrt individuell frei gestalten können und eine digitale Umgebung, bestehend aus Sensoren und Steuerung, die übers Antasten von Berührbildschirmen, über Gesten und Sprache Bedienfunktionen ausführen kann und via künstliche Intelligenz erlernt, welche Vorlieben ein Insasse während der Fahrt erfüllt bekommen möchte. Während der Fahrt ist es den Insassen möglich, sich mit dem Internet zu vernetzen, beliebigen Internetaktivitäten nachzugehen. Gemäß Studie besitzt das Modell einen Antrieb mit einer Systemleistung von 225 kW/306 PS, der zwei Elektromotoren und eine 111-kWh-Traktionsbatterie integriert. Inklusive Rekuperation soll damit eine Reichweite von bis zu 665 Kilometern möglich werden. Die Höchstgeschwindigkeit wird mit 180 km/h angegeben. Das Modell gehört zur I.D.-Modellfamilie. | Planungen zufolge soll dieses Modell ab VW-Zweigwerk Emden in Serie vom Band rollen. | 2020-07 |
| VW ID.2 (Steilheckwagen oder Mini-Crossover in der Subkompaktklasse oder in der unteren Kompaktklasse)                                                                       | Volkswagen                                                                               | VW habe vor, 2023 einen günstigen elektrischen MEB-Kleinwagen anzubieten, berichtete Ende November des Jahres 2020 die Deutsche Presseagentur dpa – zuvor war noch von 2023/2024, möglicherweise auch erst 2025 die Rede. VWs aktueller Batterie-Kleinstwagen VW e-up! ist wegen großer Nachfrage derzeit nicht mehr bestellbar (Stand: November 2020). Das neue ID.-Modell werde unterhalb des seit September an Kunden gehenden „VW ID.3“ angesiedelt und um die 20.000 Euro kosten, schrieb die dpa. Mit der Entwicklung der voraussichtlich „VW ID.2“ heißenden Baureihe sei ein eigenes Projektteam betraut, das Fahrzeug dürfte in etwa die Größe eines „VW Polo“ haben. Bei Umweltschützern stößt der konkrete Plan für einen „E-Polo“ auf große Zustimmung. „Endlich erweitert VW seine ID-Serie mit einem kleineren, ressourcensparenden ID-Modell“, sagte Tobias Austrup von Greenpeace – für die sehr kritisch gegenüber Autobauern eingestellte Organisation eine nicht alltägliche Äußerung. Gleichzeitig mahnte er, Volkswagen und andere müssten nun weitere Entschlossenheit folgen lassen und mehr Alternativen auch zu schweren SUVs bieten: „Klimaschonend wird der Verkehr nur, wenn der Verbrennungsmotor verschwindet und Autos gleichzeitig kleiner und leichter werden.“ Konkretes zum ID.2 ist noch nicht bekannt. Eigentlich war die Volkswagen-Tochter SEAT damit beauftragt, eine kleinere E-Auto-Modell-Baureihen ermöglichende Version des „Modularen E-Antriebsbaukastens“ (MEB) des Konzerns für batteriegetriebene Kleinwagen zu entwickeln; das Projekt wird seit Mitte des Jahres 2020 jedoch neu aufgestellt. | | 2020-12 |
| Yudo ?? (Gemeint ist hiermit ein noch namenloses Modell, das auf dem „Yudo X-π“ basiert.) (SUV)                                                                              | Fujian Yudo New Energy Automobile                                                        | Auf der „Shanghai Auto Show“ im April 2017 ist ein Concept Car namens „Yudo X-π“ der Öffentlichkeit präsentiert worden. Es dient als Vorstudie. Nach Planungen soll das eigentliche Modell, ein mittelgroßes SUV mit Flügeltüren, im Jahr 2019 in den chinesischen Markt eingeführt werden. In der Vorstudie gibt es eine Mittelkonsole in der Insassenkabine nicht; ein großer zentraler Touchscreen ist auf einer Kragarmhalterung aufgestützt und ist dementsprechend hoch positioniert. Vor dem Lenkrad prangen drei Mini-Screens. Für die Insassen sind vier Schalensitze mit kohlenstofffaserverstärkten Kunststoffschalen vorgesehen. | | 2017-04 |
| ZETTA CM1 (Microcar) | Russian Engineering and Manufacturing Company ??                                         | Beim ZETTA CM1 – wobei hier ZETTA für „Zero Emission Terra Transport Asset“ steht – handelt es sich um ein etwa 3,03 Meter langes zweisitziges Microcar aus Russland. Angetrieben wird es mit vier Radnabenmotoren à 18,1 kW Spitzenmotorleistung; aufaddiert macht dies 72,4 kW, also 98,4 PS. Davon gehen dann noch die Verluste ab, sodass man von einer realen Spitzenantriebsleistung von, grob geschätzt, 70...90 PS ausgehen kann. Die Höchstgeschwindigkeit liegt bei 120 km/h. Die Traktionsbatterie besitzt in der Basisversion eine Ladekapazität von 10 kWh. (In ursprünglichen Wunschplanungen war von Ladekapazitäten zwischen 10 und 32 kWh die Rede. Ob das Modell real so viel an Aufrüstmöglichkeit im Unterboden bietet, ist unklar.) Aufgrund der Tatsache, dass man ein eigenes Batteriemanagementsystem entwickelt habe, sei man in der Lage, durch Minimierung der Balancierdauer zwischen den Batteriezellen die Ladedauer für das Modell um etwa 30 Prozent zu verkürzen, so Denis Schurowski, der Chef des Herstellers. In Russland fällt das Modell in die Kategorie der Leichtelektromobile, was in der EU der Kategorie L7e entsprechen würde. Ohne Transportkosten bewegt sich das Modell in Russland schätzungsweise in einer Preisregion zwischen 5200 und 9000 €, falls für das Modell tatsächlich Traktionsbatteriepacks bis 32 kWh erhältlich werden sollten; ansonsten wird man sich preismäßig näher an der unteren Intervallgrenze bewegen. Das Modell ist in erster Linie für Länder der russischen Föderation bestimmt. Die Homologierung des Modells soll Ende des Jahres 2020 abgeschlossen sein; dann kann das Modell in Serienproduktion gehen. Eine Präsentation des Modells ist für den November 2020 vorgeplant. Die russische Regierung bezuschusst das vorliegende Elektroauto-Projekt. | Im russischen Togliatti sollen 15.000 Stück pro Jahr von dem Modell in Serie gebaut werden. | 2020-08 |

## Prototypen, Testfahrzeuge, Konzeptautos
Folgende Autos existieren nur als Konzeptautos, Prototypen oder Testfahrzeuge.
- 4ekolka[420]
- Absolute Design Equal[421]
- ABT Sportsline eCaddy (VW Caddy-Umbau)[422][423][424]
- ACM City eTaxi[425]
- AC Propulsion tzero
- Akasol Oscar[426]
- Alfa Romeo Essence[427]
- Alta Green Liggo[428]
- Alva XL (Dacia-Logan-MCV-Umbau)
- Applus Idiada E-Born3
- Applus Idiada VOLAR-e
- Aptera 2e
- Aptima 450 eCobra Roadster[429]
- ArcFox 1 BEV concept
- ArcFox 7 BEV concept[430][431]
- Areion EV
- Armadillo-T
- Artega SE[432][433][434]
- Arton BIRDIE
- Asahi Kasei AKXY[435]
- Aston Martin DBX BEV[436][437]
- Aston Martin Rapide E BEV[438][439][440]
- Atomik 500 (Fiat-500-Abarth-Umbau)[441]
- Audi duo
- Audi A2 e-tron (neuer A2 mit Elektroantrieb)
- Audi A3 e-tron (batterielektrischer Elektroantrieb)[442]
- Audi City Concept[443]
- Audi e-tron Imperator Concept[444]
- Audi e-tron quattro Concept (batterielektrischer Elektroantrieb)
- Audi PB18 e-tron[445]
- Audi R4 e-tron (batterielektrischer Elektroantrieb)[446][447][448]
- Audi R8 e-tron
- Audi Sport e-tron Vision Gran Turismo[449]
- Audi Urban e-tron Concept (batterielektrischer Elektroantrieb)[450]
- Beijing Auto BE701 EV[451] (chinesische Entwicklung, basierend auf dem Chrysler Sebring)
- Beijing Auto C30 EV
- Beijing Auto EX Concept[452]
- Beijing Auto M30 EV
- Beijing Auto Q60FB EV
- Beijing-Hyundai Shouwang 500e EV[453][454]
- Bentley EXP12 Speed 6e[455][456][457][458]
- Beijing Qingxing Jingke 400 BEV[459][460]
- Besturn B50 EV Pure-Electric
- BigFoot#20 Pure-Electric
- Bluebird DC5
- Bluebird GTL
- BMW 3er Coupé Elektro (BMW-E36-Umbau)
- BMW E1
- BMW E7
- Bolloré Bluecar utilitaire[461]
- Bolloré Blue Summer
- Bombardier Nev
- Brilliance FRV EV[462]
- Brilliance A0[463] (als H330[464] /H230[465] mit Benzinmotor realisiert)
- Brilliance-Shineray SWM Eroe BEV[466]
- Brixxon Bontino BEV
- BYD F0 EV
- Buckeye Bullet 2[467]
- Buick Enspire Concept[468]
- Carice MK1[469][470][471]
- Casple Podadera
- Catecar[472]
- Chang’an Clover EV
- Chang’an Raeton CC concept[473]
- Changjiang E60 eCool[474]
- Chatenet CH26 ZE
- CH Auto Cylent EV[475]
- CH Auto Event EV[476]
- CH Auto Lithia EV[477]
- Chery Riich G5 EV
- Chevrolet Cruze EV
- Chevrolet EN-V
- Chevrolet FNR Concept[478]
- Chevrolet Sequel EV
- Chrysler 200C EV
- Chrysler Town & Country EV
- Citroën DS3 Electrum[479]
- Citroën E-Elysée[480]
- Citroën Survolt[481][482]
- CITY eTAXI[483]
- Ciwei Simai’er[484]
- CLIC Energia EV
- CodeGen Vega[485][486]
- Colmach type 1
- COMminiCATION Evergreen (AustinMini-Nach- und -Umbau)
- Commuter Cars Tango T600
- Cowin C3R EV[487]
- Dacia Shift EV
- DART Racing theta2013
- Dartz Jo-Mojo[488]
- DeLorean DMC-12 EV[489][490]
- Delta Motorsport E4 Coupé EV
- Detroit Electric e46
- Detroit Electric e63
- Detroit Electric Savvy EV
- Dianyue N30 EV
- Diyar Khodro Sabrina BEV[491][492]
- DKFI EO2
- Dodge Circuit EV
- Dodge Zeo
- DOK-ING XD (später „DOK-ING Loox“ genannt)[493][494][495][496][497]
- Domteknika BioRace
- Dongfeng Fengnuo E300[498]
- Dongfeng Fengxing S500-EV[499]
- Dongfeng Xiaokang Fengguang 360 EV[500]
- DS E-Tense[501]
- Durax D-Face
- E1-Ecodrive[502][503]
- ec2go[504]
- eCar E333a
- eCar E332r
- eCar E311
- ECOmove QBEAK
- Ecotricity Nemesis EV (Lotus Elise-Umbau)
- Edison Destiny ZZero1 concept[505]
- Edison2 eVLC concept[506]
- EDAG Light Car[507]
- EDay E15 Pure-Electric[508][509]
- EDay E25 Pure-Electric[508][509]
- ED Torq[510][511]
- Egoista Motors EM01 Stradale[512]
- Electric Blue[513]
- Electric Marathon Synchronous[514]
- Electric RaceAbout[515]
- Eliica
- ELMAR[516]
- Elsist[517]
- E-mobile Motors TW4XP (= TWIKE 4)[518]
- Energy Resources Elettra 01
- Energy Resources Elettra 02
- EnigMa Aslan BEV[519][520]
- EO Smart Connecting Car 2[521]
- epsilon[522][523]
- E-Quickie
- eRuf Stormster
- Etox Zafer Pure-Electric[524][525][526]
- EVA (Prototyp, an der TU München und der Nanyang Technological University entwickelt)[527]
- EV Drive Puma All-Electric[528]
- EVE[529]
- EVGT-40 (Fiberfab Valkyrie-Umbau)[530]
- EVO Mobile Buomo-E VOLTAIRE
- EWE E3[531][532]
- e-Wolf Alpha-2[533][534][535]
- e-WOLF e1
- e-WOLF e2
- EXO[536]
- Faraday Future FFZERO1[537]
- FAW E-C00[538]
- FAW E-Wing[539]
- FAW-Toyota Ranz RF-EA1[540]
- Fiat Bugster EV (von Fiat do Brazil)
- FINE Mobile TWIKE 5
- FOMM Concept One[541]
- Ford Fiesta eWheelDrive
- Ford Tourneo Connect BEV[542]
- Formulec EF01
- Future Vehicle Technologies eVaro
- GAC E-Linker[543]
- GAC Trumpchi EnLight[544]
- GAC Trumpchi GS5-BEV[545]
- GAW SuperNova EV-1[546][547][548]
- Genovation GXE (Chevrolet Corvette-Umbau)[549]
- GFG Style Sibylla[550]
- Giugiaro Clipper[551]
- Giugiaro Gea[552]
- Google Firefly EV
- Great Wall Oulla EV (auch Kulla genannt)
- Great Wall Voleex C20R EV
- Green Automotive Company All-Electric SUV (amerikanische Version des Zotye Lerio EV)
- GreenTeam E0711-5[553]
- Green Vehicles Triac EV
- grimsel[554]
- GVRacer7[555]
- Haidlmair HAI E3[556][557]
- Haima Fstar Me EV (auch Haima Fushida Me EV genannt)
- Haima Wangzi EV
- Hainan Xiaohuohua EV[558]
- Hanteng X7S BEV[559]
- Heng Angkor EV
- Heuliez Pondicherry
- Heuliez WILL (Opel-Agila-B-Umbau)
- Higgins Aube ENERGYA
- Hiriko Fold EV (zuvor entwickelt als MIT Media Lab CityCar)[560]
- Holden Commodore EV
- Honda 3R-C
- Honda EV-Ster
- Honda Micro Commuter MC-β EV[561][562][563]
- Honda NeuV[564]
- Horlacher GL88
- Hozon @ Concept (=Hezhong @ Concept)[565]
- Hypermini
- Humanix iSAVE-SC1
- Icona Fuselage
- iEV 1
- iEV Soren (Iran Khodro Samand Soren-Umbau)[566]
- iEV Sarir (Iran Khodro Samand Sarir-Umbau)
- iEV Tigra (Opel Tigra-Umbau)
- IISB-ONE[567]
- IMA Colibri[568][569][570][571][572][573]
- InEco[574][575]
- Infiniti Emerg-E concept[576]
- Infiniti Prototype 9[577]
- Infiniti Prototype 10[578]
- Innvelo Three[579][580][581][582][583][584]
- Irmscher i Selectra (Elektroversion des Irmscher 7)[585] (Caterham-Seven-Umbau)
- Italdesign GTZero concept[586]
- Jaguar E-Type Zero[587]
- JMEV E500 BEV[588]
- Kalaschnikow CV-1[589]
- Kamm HELIX
- Karlsruher Delphin
- Ken Okuyama K.O 8
- Kia Naimo EV
- Kia Trail’ster concept[590]
- Kiira EV[591]
- KleenSpeed EV-X11[592]
- KleenSpeed KAR GT[593]
- Koenigsegg NLV Quant
- Kreisel Electric e-Golf[594]
- Kreisel Porsche Panamera 4S Electric[595]
- KTM E3W[596]
- Lada Oka électrique
- Lada Vesta EV[597][598][599]
- Land Rover Electric Defender[600][601][602]
- LAREL[603]
- Leo Motors EVolution
- Leo Motors RT Canopy EV
- LeSupercar LeSEE Pro
- Lightning GT[604][605]
- Ligier iXo Electric
- Ligier X-too-R-Sun EV
- Lina[606]
- Litecar[607]
- Little RS
- Little TR
- Little TR GTe
- Local Motors Strati[608][609]
- Loremo Low Resistance Mobile EV
- Lotus L3 EV[610]
- Lotus ZAP-X
- L Slash E Automobiles Intimate[611]
- Luis Free[612][613]
- Lumeneo Neoma[614]
- Lumeneo Smera[614]
- LUTZ Pathfinder Pod[615][616]
- Luxgen Neora EV[617][618] (Serienmodell Luxgen5 von Yulon nur mit Benzinmotor)[619]
- Magna Powertrain Etelligent Drive (Tesla Model S-Umbau)[620]
- Magna Steyr Mila EV[621]
- Mahindra Gio EV
- Mahindra Halo EV (Powered by REVA)[622][623]
- Malone TAZR
- MARR ELV001
- Maruti Eeco Charge EV
- Maserati Tramontane EV
- McRae Buggy EV[624]
- Mehari Concept-E
- Mercedes-Benz 100 E
- Mercedes-Benz LE306
- Mercedes-Benz 307 E
- Mercedes-Benz 308 E
- Mercedes-Benz Brabus High Performance 4WD Full Electric (Mercedes-Benz-E-Klasse-Umbau)[625][626]
- Mercedes-Benz F015[627]
- Mercedes-Benz Sprinter E
- Mercedes-Benz Sprinter E-Cell[628]
- Metron 7[629]
- MG Dynamo E1 (englische Version des SAIC Roewe E50)[630]
- Mia L Rox Cabrio[631]
- Mia Rox
- Mileworks E-Rod[632]
- Mindset Pure[633][634]
- Mini Superleggera Vision[635][636]
- Mirrow Provocator EV
- Mitsubishi CA-MiEV[637]
- Mitsubishi Eclipse EV
- Mitsubishi Emirai 3 xDAS[638]
- Mitsubishi i-MiEV Sport[639]
- Morchid Jadéite[640][641]
- Morgan +E[642][643]
- Morgan EV3[644][645][646][647][648][649][650][651][652][653][654]
- Motive Kestrel EV
- Mullen 100e (amerikanische Version des chinesischen Dayang Chok)
- Mullen 700e[655]
- Mullen GT EV
- Murray T.27
- MUTE[656][657][658][659][660][661][662][663][664][665]
- Myers Motors Duo
- Nanjing Jiayuan EV[666][667]
- NEVS InMotion Concept[668]
- Nio EVE[669][670]
- Nissan BladeGlider[671]
- Nissan e-NV200 WORKSPACe[672]
- Nissan ESFlow[673]
- Nissan IDS[674]
- Nissan IMx Kuro Concept[675][676][677][678][679]
- Nissan LEAF Sparky[680]
- Nissan NNMC[681]
- Nissan Pivo EV[682]
- Nissan Townpod
- Nissan Vmotion 2.0 concept[683][684]
- Noah[685]
- Opel GT X Experimental[686]
- Opel Meriva MeRegio
- Opel RAK e[687]
- Opel Twin
- Optimal Energy Joule
- ORNL Shelby Cobra EV[688]
- Oullim Spirra E BEV[689][690][691]
- Parax City
- Parax Quadro-Q1[692]
- Peel P50 EV
- Pehlivan EV[693]
- Peugeot BB1
- Peugeot e-Legend Concept[694]
- Peugeot EX1
- Peugeot Fractal[695]
- Peugeot Q
- Phoenix Motorcars SUV
- Piaggio NT3 EV
- Pininfarina Nido EV[696]
- PIVCO PIV3 (zusätzlich auch als CityBee bezeichnet)
- Pöhlmann EL
- Porsche Boxster E[697][698]
- Porsche Mission E Concept
- Proton e-Luma EV concept[699]
- Proton Saga EV
- Protoscar Lampo 2
- Protoscar Lampo 3
- proTRon AERIS[700]
- proTRon EVOLUTION[701]
- PSA VéLV[702][703][704]
- Qasedak-e-Nasir[705]
- Qoros 5 Q-Lectric
- Range Rover Evoque e[706]
- Renaissance Tropica
- Renault DeZir
- Renault Frendzy
- Renault TreZor Concept[707]
- Renault Twizy Delivery concept[708]
- Renault Twizy Sport F1
- Renault Zoe e-Sport Concept[709][710]
- REVA NXG
- Rimac e-M3 (BMW-E30-Umbau)[711]
- Rimac Concept S[712]
- Rinspeed BamBoo
- Rinspeed Budii[713]
- Rinspeed Dock+Go[714]
- Rinspeed iChange
- Rinspeed Oasis[715]
- Rinspeed sQuba[716]
- Rinspeed UC?
- Rinspeed XchangE[717]
- RLE EV4[718]
- RMZ K1 Evelio[719][720]
- Roding Roadster Electric
- Roewe 350 Pure-Electric
- Roewe 750 Pure-Electric
- Roewe Vision-E Concept[721]
- Rolls-Royce 102EX
- Rolls-Royce Vision Next 100 103EX[722]
- Rqriley XR3
- Rudolph e-bugster
- Saba Carbon Zero EV[723]
- Saleen ST[724][725]
- Saleen GTX EV[726]
- Sbarro Intencity EV
- Schaeffler ACTIVeDRIVE (Škoda-Octavia-Scout-Umbau)
- Schaeffler Step2 (Volkswagen-Golf-Umbau)[727]
- Schaeffler 4ePerformance[728]
- Schluckspecht E[729][730]
- SEAT eMii BEV[731]
- Seat IBE
- SECA netta
- Selo[732][733]
- Shockwave Defiant EV3[734]
- Sihai Tyrant Gold[735]
- Silence PTZ
- SIM-Drive Luciole EV
- SIM-Drive SIM-CEL
- SIM-Drive SIM-HAL[736]
- SIM-Drive SIM-LEI
- SIM-Drive SIM-WIL[737]
- SKEV-1
- Škoda Element[738]
- Škoda Octavia Green E Line[739][740][741]
- Škoda Vision S
- Smart Forease concept[742]
- Smart Forspeed concept[743][744][745]
- Smart Forstars[746]
- Smart For-Us[747]
- Smart Forvision[748]
- Smart Fourjoy[749]
- Smart Vision EQ Fortwo[750]
- Solectria Sunrise
- SpeedE[751][752]
- Spijkstaal Spijk-e (Grecav Sonique-Umbau) (auch abweichend als „Spijkstaal Spyke-e“ bezeichnet)[753][754]
- SsangYong KEV2
- StauffacherBenz e’mo[755][756]
- Subaru G4e Concept
- Subaru R1e
- Suncar[757]
- Suzhou Eagle Carrie EV[758]
- T-1[759]
- T3 Motion R3 EV[760]
- TAC Motors eStark[761][762]
- Tajima EV Mini Sport
- Tajima Formula EV[763]
- Takeoka Milieu R
- Takeoka T-10[764]
- Tamo Racemo PlusMinus[765]
- Tata ConnectNext concept[766]
- Tata eMO EV[767][768][769]
- Tata Indica Vista EV
- Tata Megapixel[770]
- Tata Nano Europa EV
- Tecnalia Corporación Tecnológica Dynacar
- Tecnicar Lavinia[771]
- TGMY FT86EV (Toyota GT86-Umbau)[772]
- Toray Teewave AR.1[773][774][775]
- Toronto Electric A2B[776][777][778] (vormals auch als Toronto Electric TE Option 1 bezeichnet)[779][780]
- Toyota i-Road[781][782]
- Toyota i-TRIL[783]
- Toyota ME.WE
- Toyota Setsuna concept
- Toyota Smart Insect[784]
- Toyota TES-ERA EV[785]
- Toyota TMG EV P001 (Radical SR8-Umbau)[786]
- Toyota uBox Concept[787]
- Trabant nT[788][789][790][791]
- Treffpunkt Zukunft E-Mo
- TREV[792]
- Trykowski newTrabi[793]
- Trykowski Renner
- TU/e Lina[794]
- TUfast Eco-Team eLi14[795]
- Turn-E El-Speedster[796]
- TVR Sagaris EV[797]
- UEV Electrum Spyder
- UiSee Urban Mobile Box[798]
- Uniqueco eFROOG
- Unity Kepler Pod[799]
- Valmet EVA[800]
- Varley evR-450
- Varley evS-450
- Veeco RT 1
- Venturi America EV
- Venturi VBB-3
- Venucia Viwa EV
- Visio.M[801]
- Vision Mercedes EQ Silver Arrow[802]
- Vision Mercedes-Maybach 6 Coupé[803][804][805]
- Vision Mercedes-Maybach 6 Cabriolet[806]
- Vision Mercedes-Maybach Ultimate Luxury[807]
- Visteon e-Bee
- Volvo 3CC
- Von Mynheer Chico EV
- VUE (Smart Fortwo-Umbau)[808][809]
- VW Budd-e[810][811]
- VW E-Bugster[812]
- VW Gen.E[813]
- VW I.D. Concept
- VW Milano Taxi
- VW Nils
- Wallyscar Izis EV
- WHZ Racing FP511e eGon[814]
- WHZ Racing FP713e eKlaus
- Windbooster Titan EV[815]
- Windreich Jaguar E-Type
- Windreich Me 1
- Wrightspeed X1
- Xiali Weizhi EV Pure-Electric
- XP Vehicles Whisper[816]
- Yakey Salamandra Lexion EV
- Yamaha MOTIV.e[817][818][819]
- Yefeng YF-HEV[820]
- Yema B11[821]
- Yema M72 EV
- Yokohama HER-02
- ZAP Jonway Alias EV[822]
- Zava Prometheus EV[823]
- Zero Carbonista Windcar EV (Lotus Elise-Umbau)
- Zero Sports Zero EV
- ZF Innovation Car
- ZF Smart Urban Vehicle[824]
- ZF Vision Zero Vehicle[825]
- Zhongxing ZX8 EV
- Zotye Damai A3 EV[826]

## Flotten-Elektroautomodelle
Carsharingflottenmodelle, Dienstwagenflottenmodelle von Behörden, Universitätscampusflottenmodelle, Mietfahrzeugmodelle ohne Kaufoption und dergleichen, die allesamt nicht für den Handel bestimmt sind:
- BMW ActiveE (BMW-E87-Umbau)
- Chang’an E30 (vormals auch als Chang’an CX30 EV bezeichnet) (Faceliftversion des Hafei Saibao III HFJ 7001)[827][828]
- FAW-Toyota Ranz E50 EV[829][830]
- Foton Midi EV
- GAC-Toyota Leahead i1 BEV[831]
- Haima Freema EV
- Honda Clarity Electric[832]
- Kandi JL7001 BEV (Geely EK2 „Electric Panda“-Umbau)[833]
- Kandi JNJ6290 BEV
- Kandi SMA7000BEV[834][835]
- Kandi SMA7001BEV (Geely EK2 „Electric Panda“-Umbau)[834][835]
- Kandi SMA7002BEV05[836]
- Kia Venga EV
- Lada EL Lada (basierend auf dem Lada Kalina sedan)[837][838][839][840][841]
- Luxgen 7 MPV EV+
- Mazda Demio subcompact EV[842][843][844]
- Mercedes-Benz A-Klasse E-Cell[845][846]
- Mini E (2009)
- NEVS 9-3 (vormals Saab 9-3 Electric)[847][848]
- Óbvio! 828E[849][850][851]
- Scion iQ EV.[852]
- SEAT Altea XL Electric Ecomotive[853]
- SEAT eMii
- Tata Tigor BEV[344]
- Yema C30 EV

### Flotten-Elektroautomodelle in Entwicklung oder mit anlaufender Produktion
Folgende Modelle befinden sich im Stadium der Entwicklung oder anlaufender Produktion:
| Name                                                           | Hersteller     | Produktionsbeginn | Stückzahlen | Stand   |
| -------------------------------------------------------------- | -------------- | --- | ----------- | ------- |
| Amber One (Steilheckkompaktwagen)                              | Amber Mobility | Das Fahrzeug soll nicht in den Handel gelangen, sondern im Carsharing-Mobilitätsdienst eingesetzt werden. Ab 2017 sollen erste Prototypen gefertigt werden; 2018 soll eine Kleinserienproduktion des Modells starten. |             | 2016-11 |
| Geely Kandi GlobalEagle K23 BEV (Subkompakt-Großraumlimousine) | Geely          | Die 3,97 Meter lange Subkompakt-Großraumlimousine ist vermutlich als Flotten-Elektroautomodell für Autovermietungen in China gedacht und nicht für den Erwerb durch Privatpersonen auf dem chinesischen Markt. Vermutlich soll es demnächst in die Autovermietungen gelangen. Das Modell – nicht auf Schönheit hin entworfen, sondern auf Zweckmäßigkeit hin getrimmt – besitzt eine maximale Motorleistung von 65 PS und eine Höchstgeschwindigkeit von 102 km/h. |             | 2018-06 |
| NEVS 9-3X (Crossover)                                          | NEVS           | Auf der CES Asia vom 7. bis 9. Juni in Shanghai ist dieses neue Modell der Marke NEVS der Öffentlichkeit präsentiert worden. Dabei handelt es sich um einen Crossover. Die serienproduzierten Fahrzeuge sind zunächst einmal für Car- und Ridesharing-Projekte in Tianjin vorgesehen. Details zur zukünftigen Strategie der Marke sollen auf der CES Asia noch bekanntgegeben werden. Charakterisiert werden kann das Modell durch 300 Kilometer Reichweite, durch ein Präpariertsein für Mobilitätsdienstleistungen, etwa dadurch, dass man durch einen digitalen Fahrzeugschlüssel in einer Smartphone-App aufschließend, einen Fahrzeugzugang erhält und anschließend mit dem Fahrzeug interagieren kann. Für Mobilitätsdienstleister sind Flottenmanagementportale, die Fahrzeuge vom Typ NEVS 9-3X einbinden, lieferbar. |             | 2017-05 |
| Tata Altroz BEV (Steilheckkompaktwagen)                        | Tata Group     | Das Modell, ein Steilheckkompaktwagen mit einer geschätzten Länge zwischen 3,90 und 4,10 Metern, soll gemäß Planungen demnächst in den indischen Markt eingeführt werden. Während die Verbrennervarianten für Sommer 2019 vorgesehen sind, wird die batterieelektrische Variante voraussichtlich erst für September 2020 (?) erwartet. Der Tata Altroz BEV soll (für indische Verhältnisse?) als Premium-Modell ausgeführt sein. Da der Schwerpunkt der indischen Regierung auf Flotten-Elektroautos liege, werde man sich nicht scheuen, das Modell als Premium-Flottenelektroauto anzubieten, so der zuständige verantwortliche Manager bei Tata, Günter Butschek. |             | 2019-08 |

## Prototypen, Testfahrzeuge, Konzeptautos von Flusszellenelektroautos

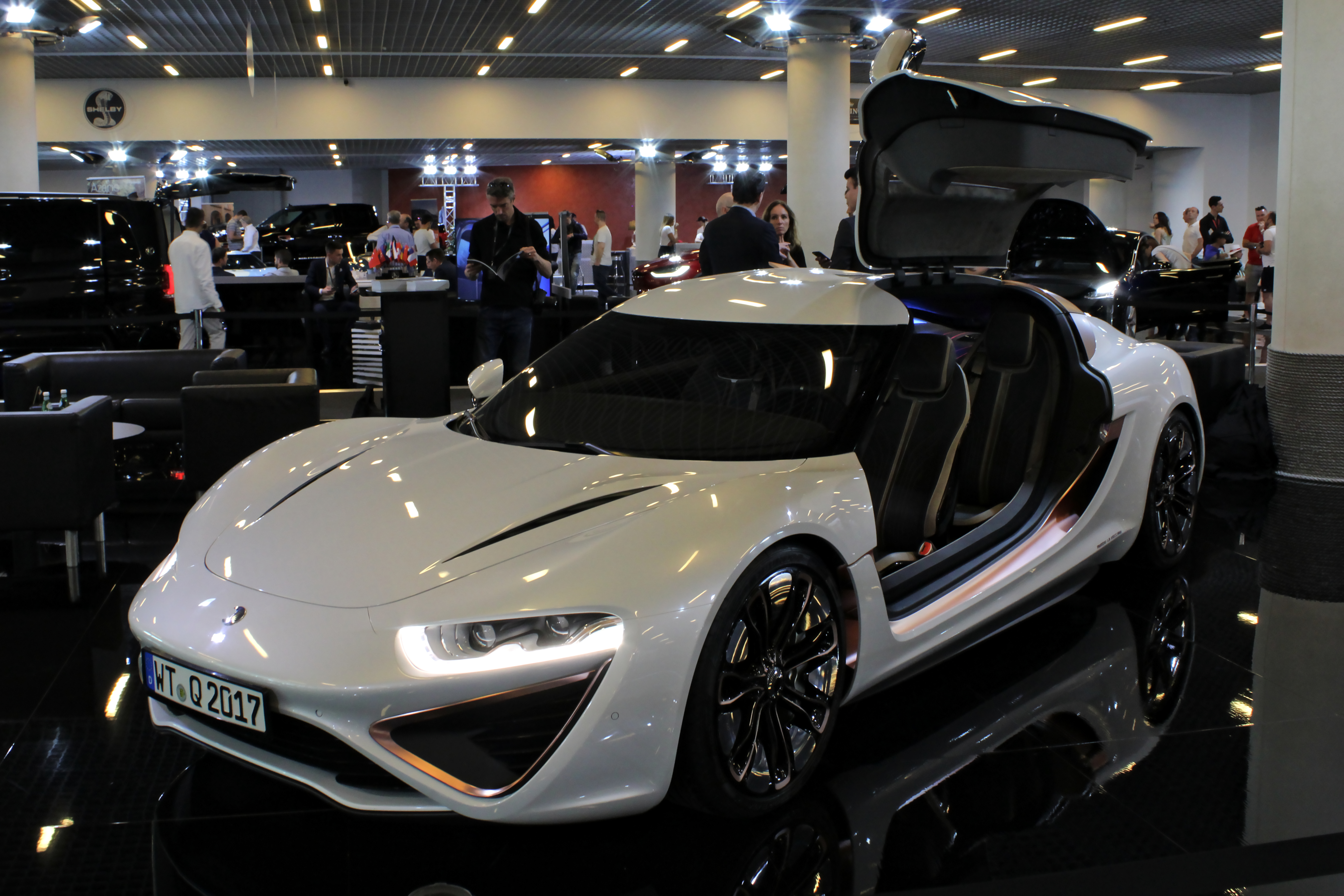
nanoFlowcell Quant 48V

- nanoFlowcell Quant 48V[858]
- nanoFlowcell Quant e[859]
- nanoFlowcell Quant F
- nanoFlowcell Quantino[860][861]